# Personnages de League of Legends
La liste des personnages de League of Legends répertorie les personnages fictifs issus du jeu League of Legends, ceux-ci sont classés par ordre alphabétique.

## Aatrox
Voix originale : Ramon Tikaram (en) (actuellement), Erik Ireland (anciennement)
Voix française : Éric Peter (actuellement), Frantz Confiac (anciennement)
Aatrox, Épée des Darkin, est un Darkin, un ancien transfiguré devenu corrompu par le néant. Immortel, il est enfermé par les humains, avec l'aide des manifestations de Targon, dans son épée. Il est responsable de l'extermination de la tribu de Tryndamere et cherche à annihiler toute existence pour parvenir, enfin, à mourir.

## Ahri
Voix originale : Laura Post
Voix française : Marie Chevalot

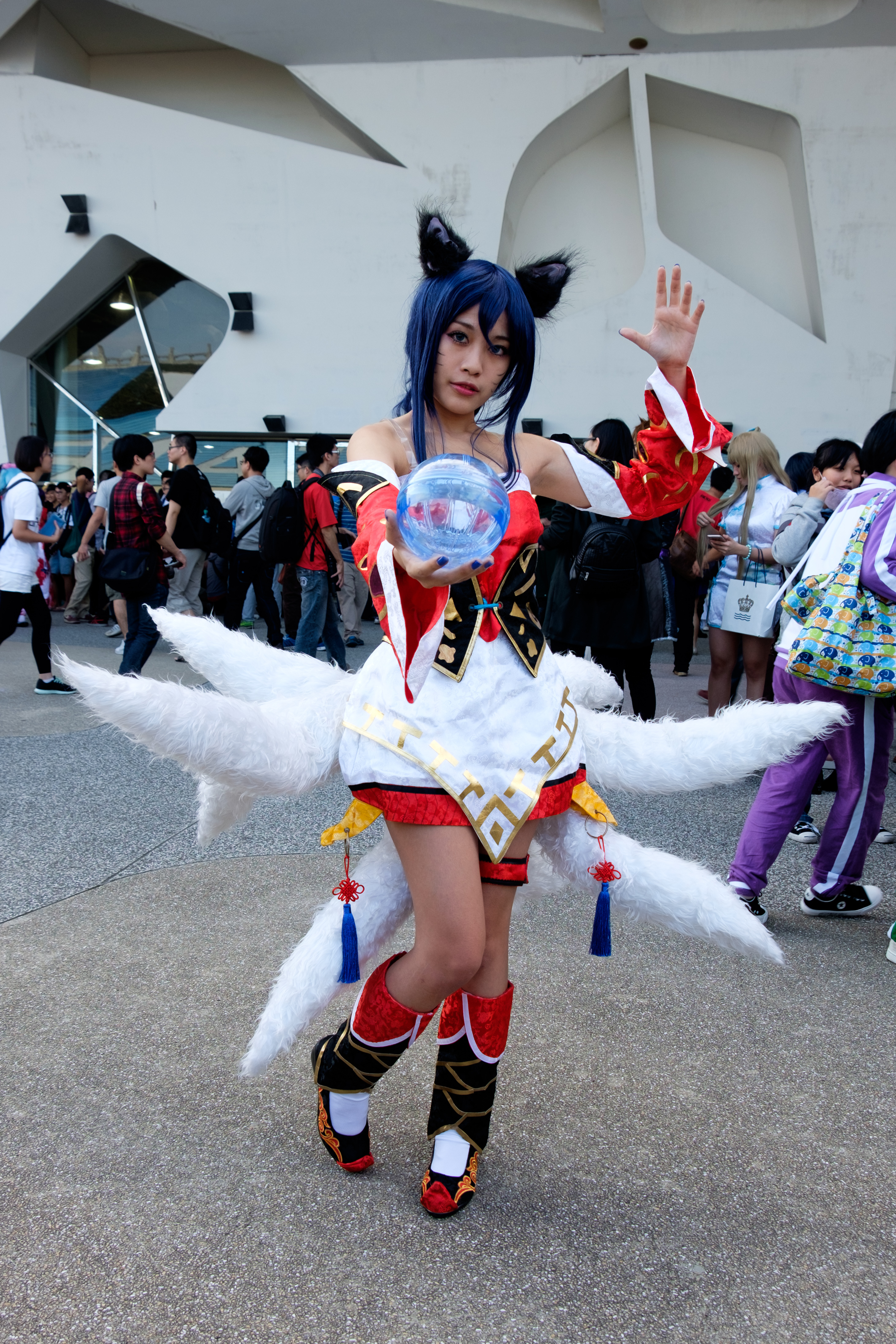
Cosplay d'Ahri.

Ahri, Renard à neuf queues, Ahri est une vastaya renarde envoûtante, capable de manipuler la magie spirituelle et d’absorber les souvenirs de ses victimes, en quête de vérité sur son passé et sa véritable nature.
Personnage jouable dans le spin-off Ruined King : A League of legends story.
Elle fait partie du groupe virtuel KDA.

## Akali

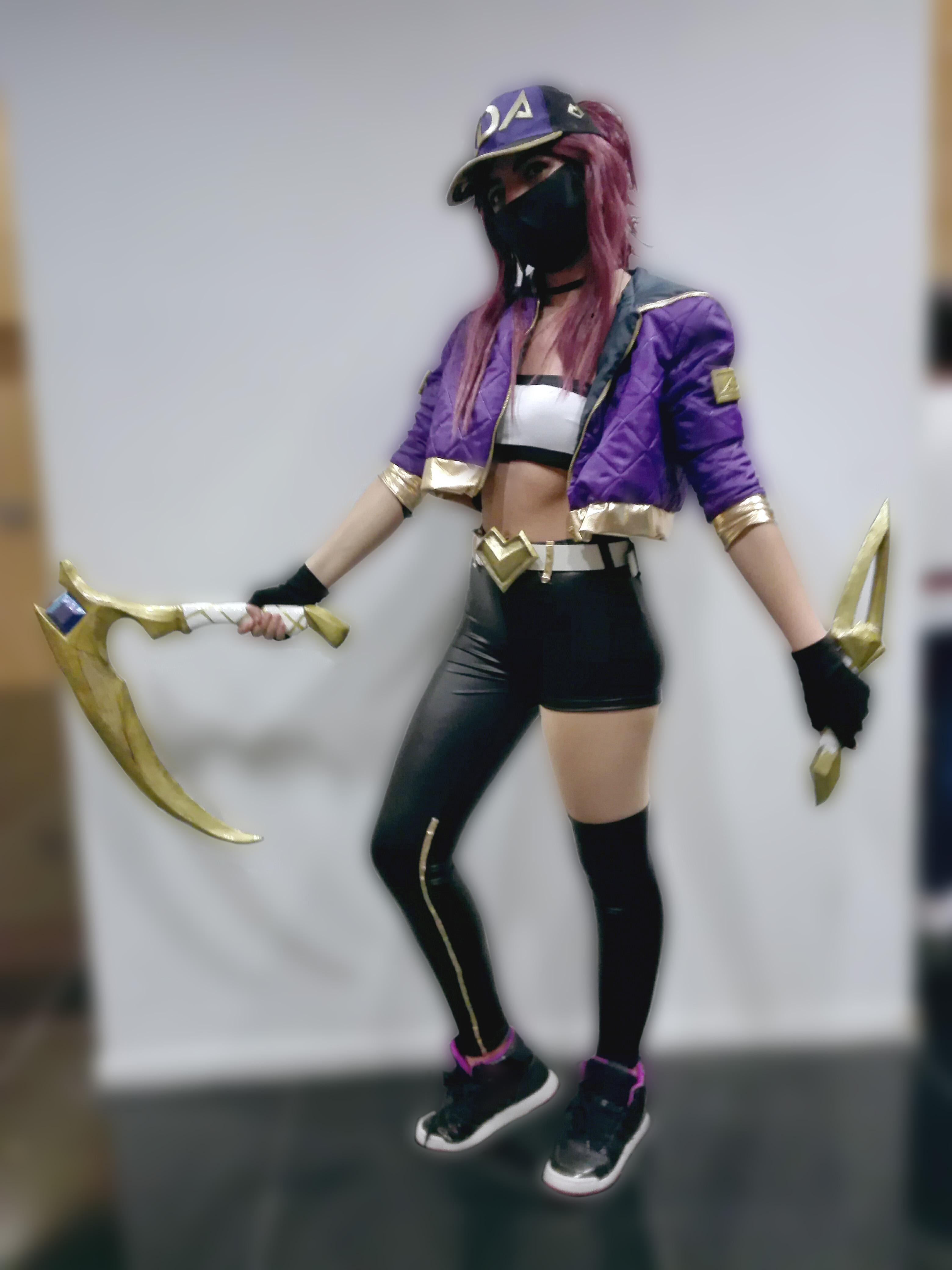
Cosplay d'Akali avec le skin « K/DA Akali. »

Voix originale : Krizia Bajos (actuellement), Laura Bailey (anciennement)
Voix française : Geneviève Doang (actuellement), Marie Nonnenmacher (anciennement)
Akali, Poing des ombres, était une ninja travaillant dans l'ombre pour Ionia. Avec Shen et Kennen, elle faisait partie de l'ordre Kinkou. Sa diégèse (lore), lors de son rework (changement des sorts et du design), a évolué et a fait un bond dans le temps. Elle quitte l'ordre Kinkou pour devenir un assassin indépendant.
Elle fait partie du groupe virtuel KDA.

## Akshan
Voix originale : Sunil Malhotra
Voix française : Bastien Bourlé
Akshan, Sentinelle Rebelle. Possédant l'Expiateur, une arme qui, lorsqu'elle tue un meurtrier, ressuscite les victimes de ce dernier, il recherche le responsable de la mort de sa mentor afin de la venger et de la ressusciter.

## Alistar
Voix originale : Harlan Hogan (en)
Voix française : Marc Alfos
Alistar, Minotaure. Après avoir vu son village natal brûler, avoir été réduit en esclavage et avoir perdu sa famille, il déchaîne sa rage dans les arènes de Noxus.

## Ambessa
Voix originale : Ellen Thomas (en)
Voix française : Maïk Darah
Ambessa, Matriarche de guerre. Vivant à Noxus, c'est une redoutable seigneure de guerre et une stratège impitoyable. Elle ferait tout pour sa famille et se dédie à la voie du Loup. Elle est la mère de Mel Medarda.
C'est un personnage de la série Arcane.

## Amumu
Voix originale : Cristina Milizia
Voix française : Marie Nonnenmacher
Amumu, Momie mélancolique. Amumu est une momie solitaire et maudite, errant sans fin à la recherche d’amitié, mais condamné à apporter tristesse et désespoir à tous ceux qu’il approche.

## Anivia
Voix originale : Inconnue
Voix française : Magali Rosenzweig
Anivia, Cryophénix, est un dieu du Freljord, incarnation éternelle du cycle de la vie, de la mort et de la renaissance, protégeant son peuple avec ses ailes de glace et ses tempêtes.

## Annie
Pour les articles homonymes, voir Annie.
Voix originale : Cristina Milizia
Voix française : Marie Nonnenmacher
Annie, Enfant des ténèbres, Annie est une enfant prodige de la magie, dotée de pouvoirs pyromantiques incontrôlables, accompagnée de son ours en peluche Tibbers, qui contient enfermé en son sein le démon primordial Tybaulk.

## Aphelios
Voix originale : Tania Gunani (Alune)
Voix française : Marie Facundo (Alune)
Aphelios, Arme des Lunaris. Aphelios et sa sœur jumelle Alune appartiennent au peuple des Lunaris. Leur lien est très puissant et Aphelios est guidé par la voix de sa sœur.

## Ashe

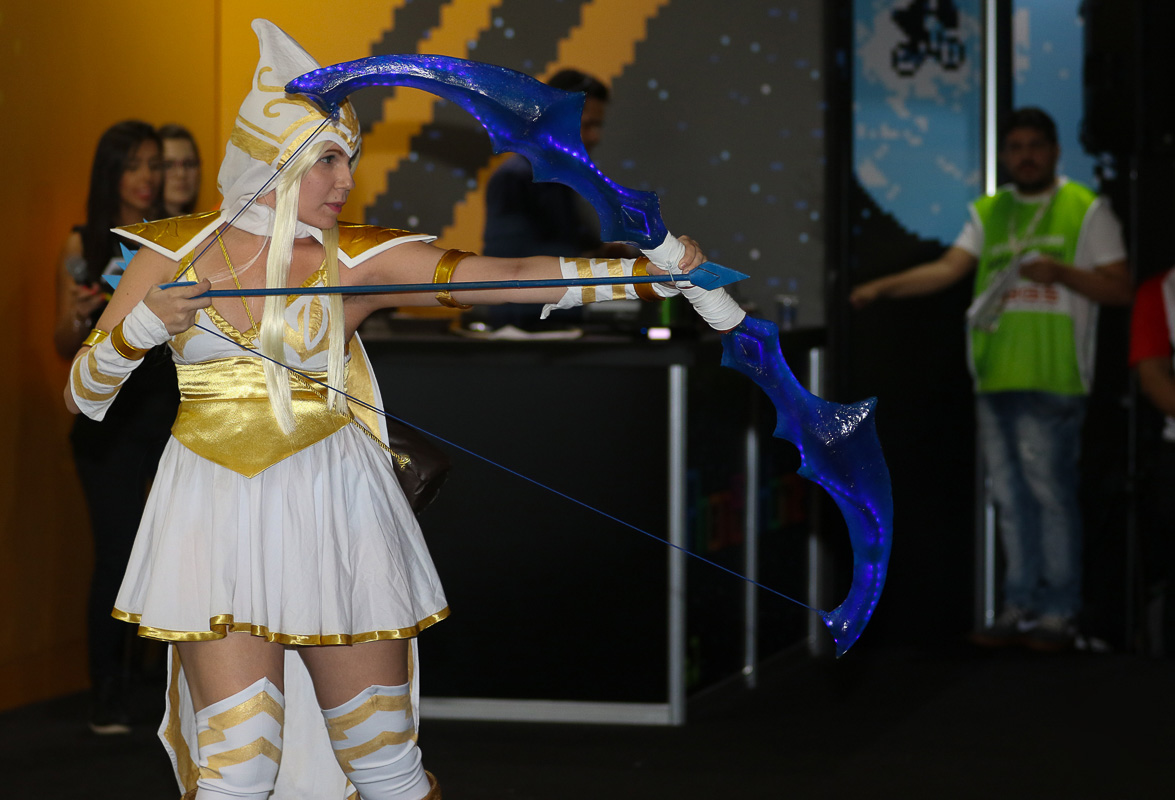
Cosplay d'Ashe avec le skin « Ashe de Freljord ».

Pour les articles homonymes, voir Ashe.
Voix originale : Melissa Hutchison
Voix française : Caroline Mozzone (actuellement), Brigitte Guedj (anciennement)
Ashe, Archère de givre. Héritière d'Avarosa et de son arc mythique, maîtrisant la glace pure, Ashe règne légitimement sur Freljord. Mais c'est un pays divisé qu'elle doit tenter de ramener à la paix et l'unité, face à la Griffe Hivernale de Sejuani et la rumeur du retour des Gardiens du Givre de Lissandra... Mariée à Tryndamere, pour des raisons diplomatiques (la fédération des clans barbares), Ashe peut compter sur le gage de fidélité de Gragas, Nunu ou le digne Braum, et travaille de tout cœur à voir un jour les terres de Freljord unies dans la paix.

## Aurelion Sol
Voix originale : Neil Kaplan (en)
Voix française : Olivier Cordina
Aurelion Sol, Forgeur d'étoiles. À l'origine, il s'agit d'un champion annoncé à la fin de 2013, Ao Shin, mais à la suite de difficultés de conception et de changements dans l'histoire du champion, il fut renommé Aurelion Sol en février 2016 et est jouable depuis mars 2016.
Aurelion Sol forgeait autrefois les étoiles de l'univers, mais il fut piégé et réduit en esclavage par les Manifestations du Mont Targon. Il attend le jour de sa libération pour prendre sa revanche.

## Aurora
Voix originale : Emeri Chase
Voix française : Geneviève Doang
Aurora, Sorcière d'entre les mondes, est une vastaya capable de voire et d'interagir avec un royaume spirituel.

## Azir

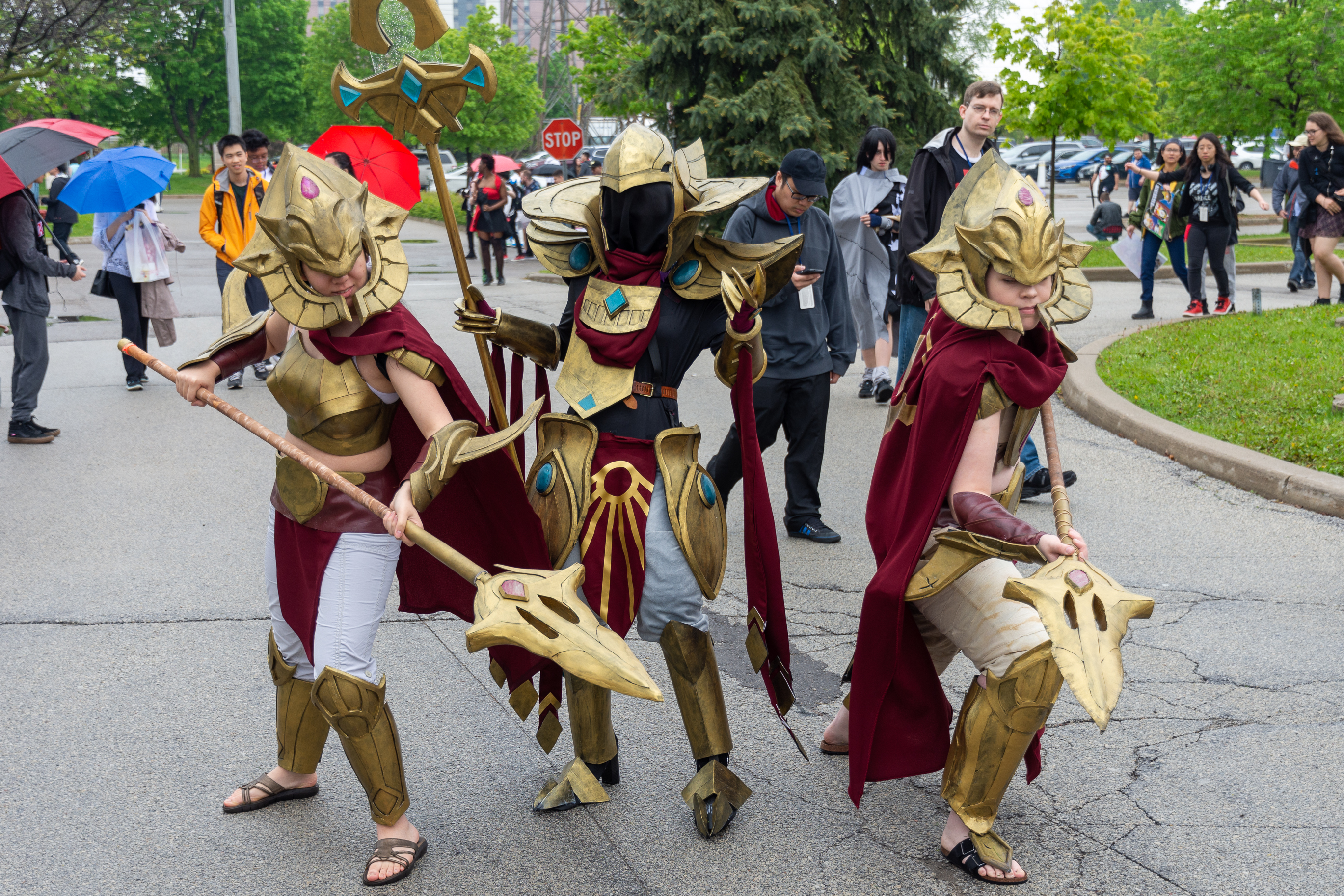
Cosplay d'Azir (au centre) et de ses soldats de sable (à gauche et à droite).

Voix originale : Travis Willingham
Voix française : Philippe Catoire
Azir, Empereur des sables, ancestral empereur de Shurima, transfiguré, de retour après des siècles ; il a subi la trahison de son ancien meilleur ami Xerath.

## Bard
Voix : composée par Riot Utora et ChemicalSeb. Les sons principaux utilisés pour composer la voix sont issus des instruments cor des Alpes, flûtes égyptiennes, piano (cluster) et d'un synthétiseur virtuel appelé Zebra.
Bard, Gardien errant. Bard est un être mystérieux et cosmique qui voyage entre les dimensions, guidé par une volonté incompréhensible, cherchant à préserver l’harmonie de l’univers avec l’aide de ses esprits, les Meeps.

## Bel'Veth
Voix originale : Anoush NeVart
Voix francaise : Maïté Monceau
Bel'Veth, Impératrice du Néant. Bel’Veth est une aberration du Néant, née de l’absorption de toute une cité de Shurima. Elle cherche à remodeler Runeterra selon sa propre volonté en dévorant tout sur son passage.

## Blitzcrank
Voix originale : Duncan Watt (en)
Voix française : Pierre Tessier

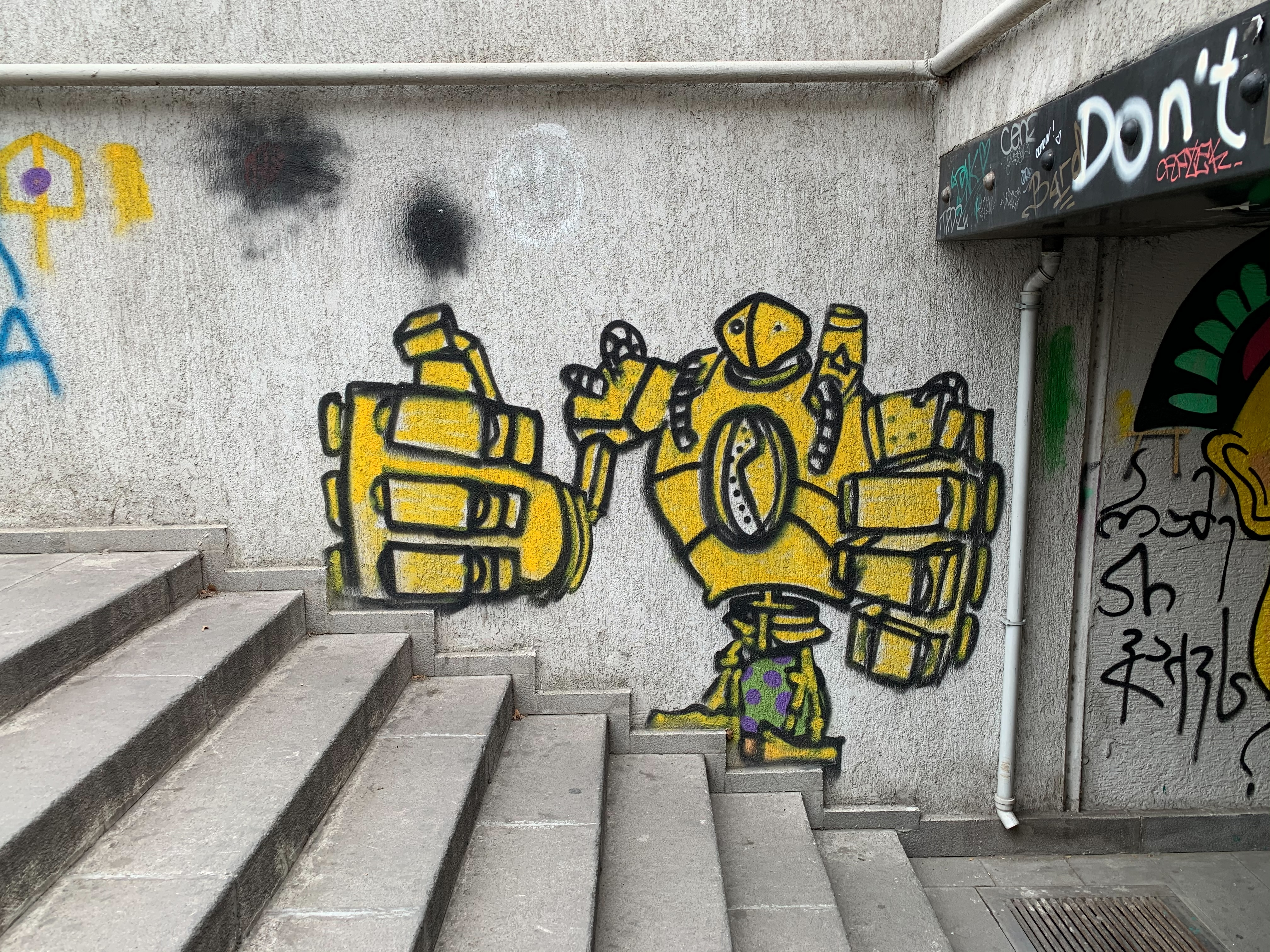
Graffiti de Blitzcrank à Tbilissi en Géorgie.

Blitzcrank, Golem de vapeur, initialement créé par Viktor. C'est un golem mécanique de Zaun, conçu pour aider les habitants de la cité, mais dont l’intelligence et la force colossale lui permettent de dépasser sa programmation pour protéger les plus démunis.

## Brand
Voix originale : Inconnue
Voix française : Gérard Malabat (Par défaut), Franck Sportis (Brand Zombie)
Brand, Vengeur Flamboyant. Brand est un être consumé par les flammes magiques, autrefois un homme nommé Kegan Rodhe, disciple de Ryze. Il est désormais une incarnation de la destruction.

## Braum
Voix originale : J. B. Blanc
Voix française : Patrice Melennec

Cosplay de Braum

Braum, Cœur de Frejlord. Initialement berger, son bouclier est en fait la porte d'un donjon de Freljord forgée par le dieu Ornn. C'est un héros au grand cœur venu de Freljord, doté d’une force surhumaine, protégeant les faibles avec bienveillance et courage.
Personnage jouable dans le spin-off Ruined King : A League of legends story.

## Briar
Voix originale : Julie Nathanson
Voix française : Lou Viguier
Briar, Faim insatiable. Briar est une créature issu d'une expérience ratée de la Rose Noire. Frénétique assoiffée de sang et libérée de ses chaînes elle cherchant à comprendre le monde tout en luttant contre sa soif insatiable.

## Caitlyn
Voix originale : Kirsten Potter
Voix française : Anne Gennatas

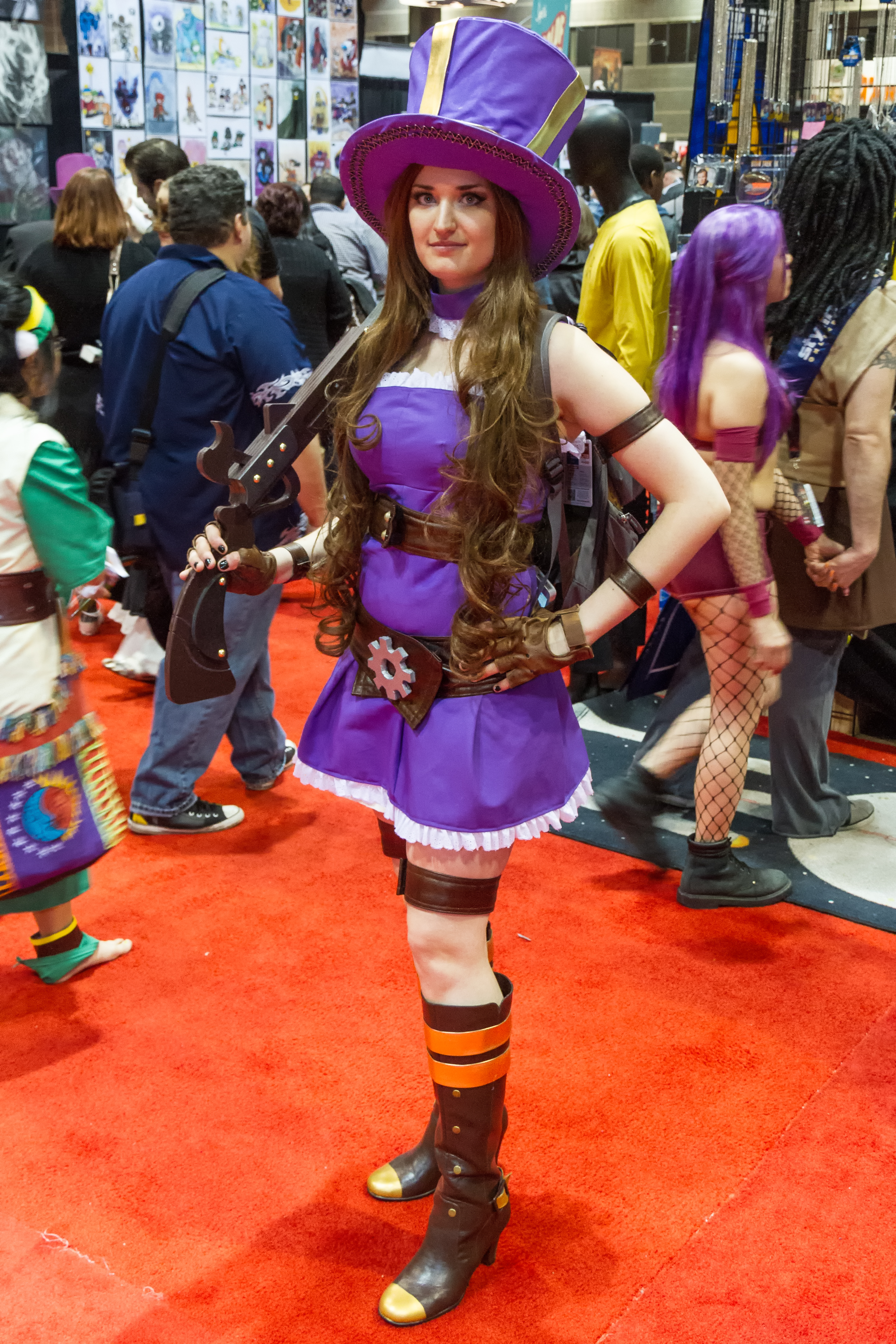
Cosplay de Caitlyn.

Caitlyn, Shérif de Piltover. Jinx est sa plus grande ennemie. Caitlyn est la meilleure shérif de Piltover, une tireuse d’élite méthodique qui utilise son fusil de précision hextech pour faire régner la justice et traquer les criminels les plus dangereux. Son fusil lui a été offert à l'occasion de ses 21 ans par ses parents.
Elle est l'un des personnages principaux de la série télévisée Arcane.

## Camille
Pour les articles homonymes, voir Camille.
Voix originale : Emily O'Brien
Voix française : Sophie Riffont
Camille, Ombre d'acier, Camille est une agente d’élite au service de la haute sphère de Piltover, au corps amélioré par la techno-magie, qui traque et élimine les menaces contre l’ordre avec une précision froide et implacable. Elle sert les principes du clan Feros.
« La précision est ce qui différencie le boucher du chirurgien. » Camille.

## Cassiopeia
Voix originale : Karen Strassman (en)
Voix française : Marie Gamory
Cassiopeia, Étreinte du serpent. Inspirée de la Méduse,Cassiopeia est une manipulatrice rusée de Noxus, transformée en créature mi-femme mi-serpent après une malédiction, utilisant son regard pétrifiant et son venin pour atteindre ses sombres ambitions. Elle est la sœur de Katarina Du Couteau.

## Cho'Gath
Voix originale : Inconnue (par défaut), J.S Gilbert (Mecha Cho'Gath Prime)
Voix française : Philippe Roullier (par défaut), Cédric Dumond (Cho'Gath Gentleman)
Cho'Gath, Terreur Noire. Dans l'histoire du jeu, Cho'Gath est la première créature du néant qui fait surface. Cho'Gath est une créature monstrueuse du Néant qui grandit en se nourrissant de tout sur son passage, incarnant la faim insatiable et la terreur absolue.

## Corki
Voix originale : Inconnue
Voix française : Martial Le Minoux
Corki, Artilleur téméraire. Corki est un yordle pilote excentrique de Piltover, passionné d'aviation et toujours prêt à foncer au combat avec son fidèle aéronef, combinant ingéniosité et puissance de feu.

## Darius
Voix originale : Chuck Kourouklis
Voix française : David Krüger
Darius, Main de Noxus, frère de Draven. Éternel ennemi et rival de Garen. Il est le plus redoutable général de Noxus, fait partie du trifarix, le régime politique de l'empire en incarnant la force. C'est un guerrier impitoyable à la force brute inégalée, qui taille ses ennemis en pièces pour imposer la suprématie de son empire.

## Diana

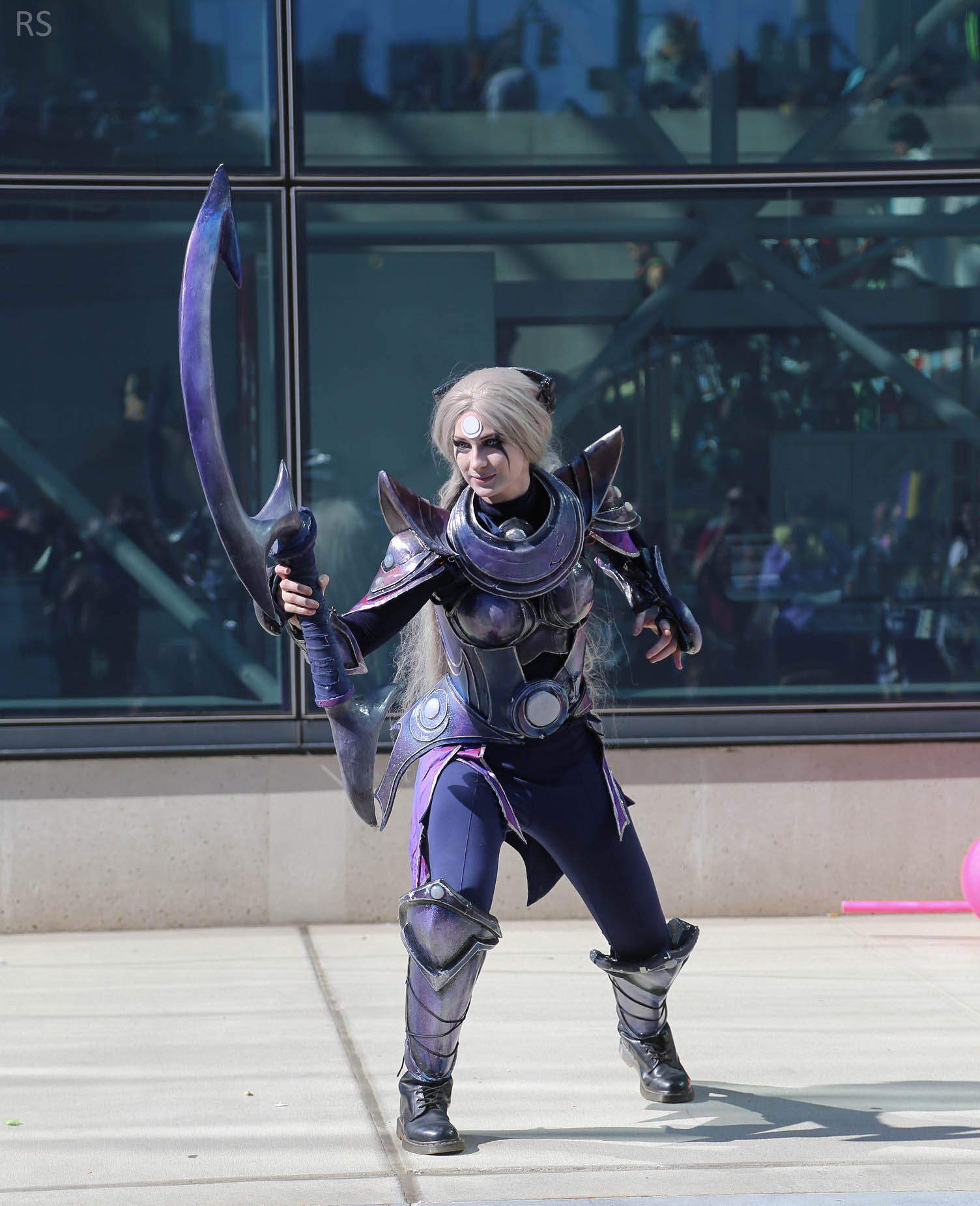
Cosplay de Diana à la New York Comic Con de 2015.

Voix originale : Mary Elizabeth McGlynn
Voix française : Marie Diot
Diana, Mépris de la lune, Diana est une guerrière dévouée au pouvoir de la lune, autrefois une hérétique parmi les Solari, désormais la manifestation de la Lune.

## Dr. Mundo
Voix originale : J.S Gilbert
Voix française : Martial Le Minoux
Dr. Mundo, Dément de Zaun. Dr. Mundo est un monstre dément de Zaun, un ancien médecin devenu une abomination violette à la force surhumaine, errant sans but tout en infligeant douleur et chaos autour de lui. Lorsque plus aucun cobaye ne fut disponible à Zaun, il commença à faire des expériences sur son propre corps, ce qui explique son physique et sa manière de parler.

## Draven
Voix originale : Erik Braa
Voix française : Paul Borne

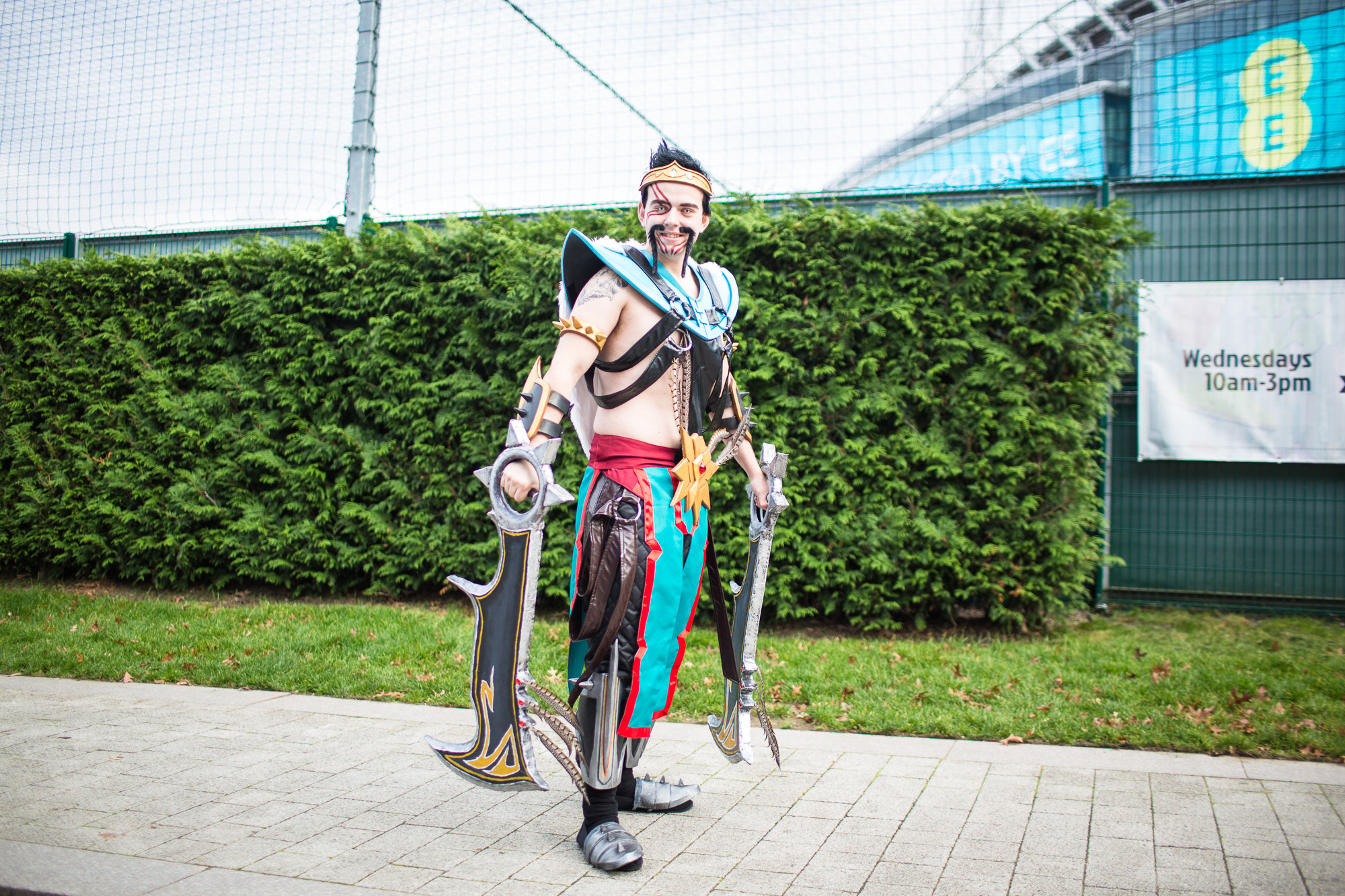
Cosplay de Draven.

Draven, Glorieux exécuteur, frère de Darius. Il manie des haches de lancer. Il est extrêmement narcissique et amoureux de sa personne.
« La perfection ? Ça me connait ! » Draven.
« Bienvenue dans League of Dravennn ! » Draven.

## Ekko
Voix originale : Antony Del Rio
Voix française : Alexandre Nguyen
Ekko, Fractureur du Temps. Jeune prodige des rues mal famées de Zaun, capable de manipuler le temps grâce à son dispositif Z-Drive, il utilise son intelligence et son ingéniosité pour protéger ses amis et lutter contre l’oppression de Piltover.
Il apparaît en tant que personnage secondaire dans la série télévisée Arcane.
Personnage jouable dans le spin-off Convergence : A League of legends story.

## Elise
Voix originale : Karen Strassman (en)
Voix française : Laura Préjean
Elise, Reine Araignée. Elise est une prédatrice immortelle de Noxus, autrefois une noble, désormais une créature mi-femme mi-araignée qui attire ses victimes dans sa toile pour se nourrir de leur essence vitale. Elle est étroitement liée au dieu Vilemaw des îles obscure, une gigantesque araignée, monstre épique de l'ancienne carte « la forêt torturé » sur League of legends.

## Evelynn
Voix originale : Mara Junot (en)
Voix française : Marie Bouvier

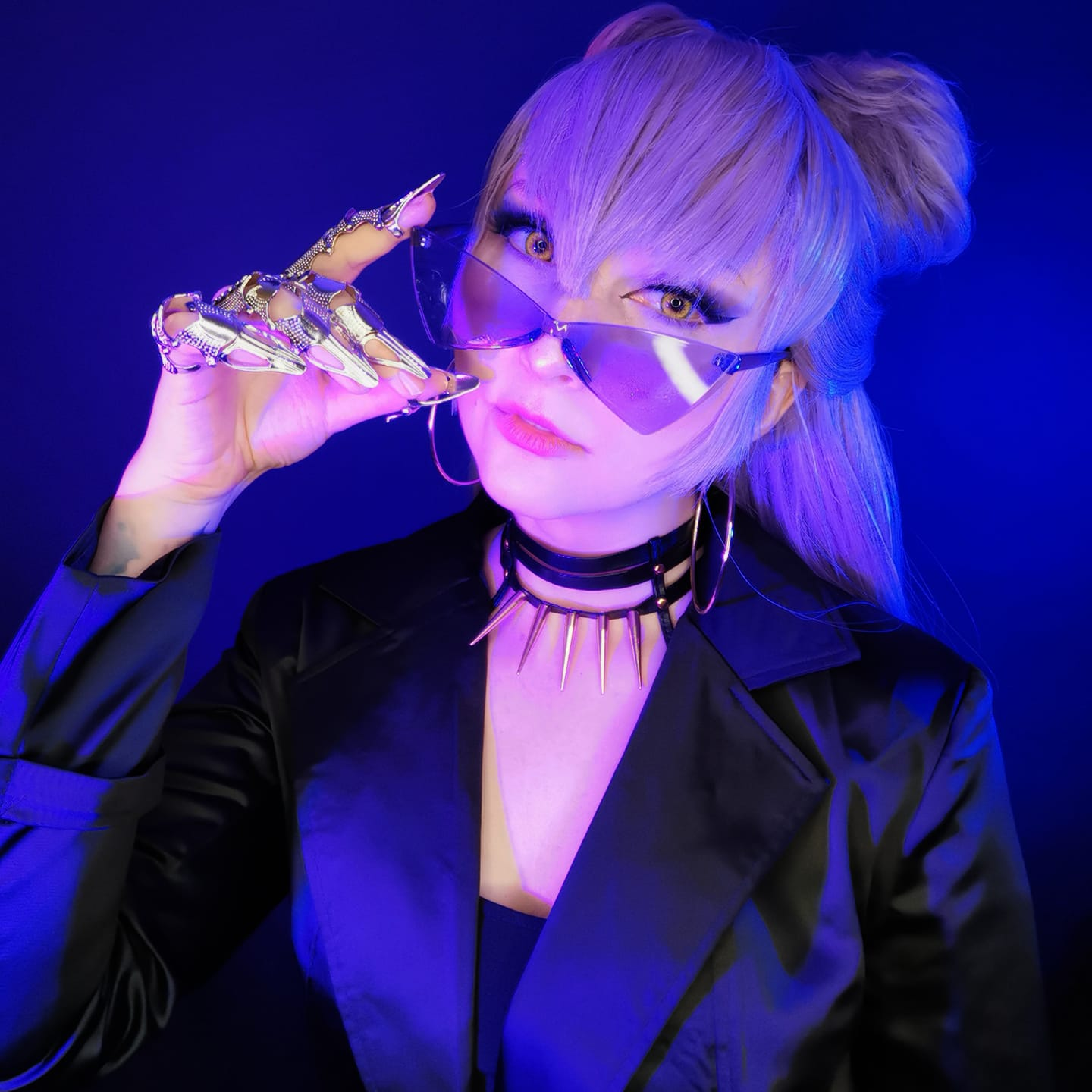
Cosplay d'Evelynn avec le skin « K/DA Evelynn ».

Evelynn, Démon Sadique. Evelynn est un démon sadique qui séduit ses proies sous une forme envoûtante avant de les torturer et de se repaître de leur souffrance, cherchant perpétuellement de nouvelles victimes à tourmenter.

Elle fait partie du groupe virtuel KDA.

## Ezreal

Cosplay d'Ezreal avec le skin « Ezreal Pulsefire ».

Voix originale : Daniel Amerman (actuellement), Kyle Hebert (en)(anciennement)
Voix française : Alexandre Gillet (actuellement), Damien Boisseau (anciennement)
Ezreal, Explorateur Prodigue. C' est un aventurier audacieux et prodige de l’archéologie, maniant un gantelet mystique shurimien pour projeter de puissantes décharges d’énergie tout en explorant les ruines du monde.
« Le meilleur, c'est incontestablement moi. » Ezreal.

## Fiddlesticks

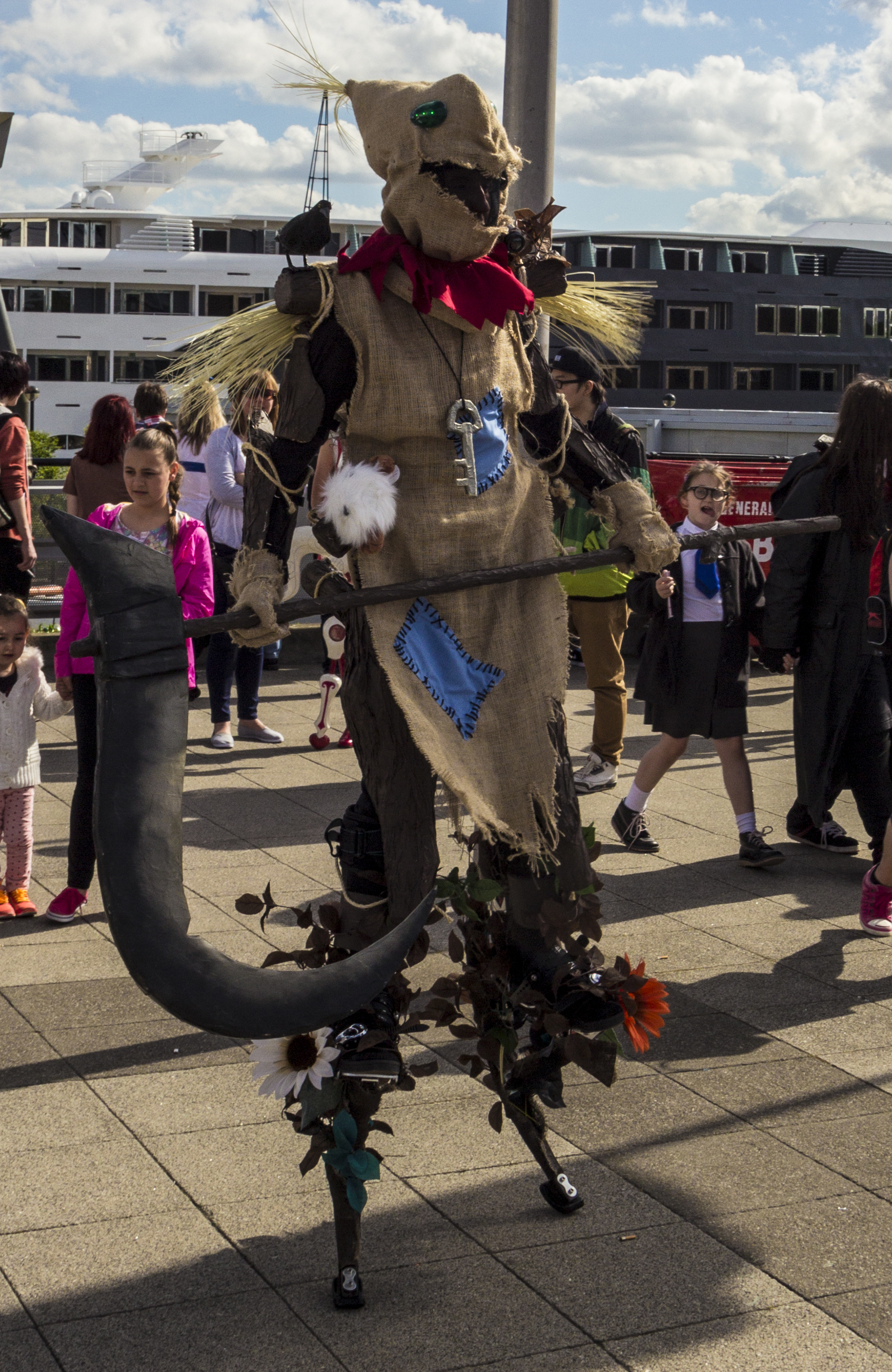
Cosplay de Fiddlesticks.

Voix originale : Kellen Goff (en) (actuellement), Micha Berman (anciennement)
Voix française : Patrick Borg
Fiddlesticks, Effroi nocturne ,C'est le démon primordial de la peur, une entité cauchemardesque qui se nourrit de la terreur pure. Il est aussi ancien que la formation même du monde.

## Fiora
Voix originale : Karen Strassman (en)
Voix française : Kelly Marot
Fiora, Sublime bretteuse, Fiora est la duelliste la plus redoutée de Demacia, une maîtresse de l’épée à l’arrogance inébranlable, cherchant à honorer sa famille par la perfection martiale et la victoire absolue.

## Fizz
Voix originale : Philece Sampler
Voix française : Marie Diot
Fizz, Filou des mers, c'est un yordle amphibie espiègle originaire des profondeurs océaniques, un mystérieux gardien des mers qui joue des tours aux marins imprudents et invoque des monstres des abysses contre ses ennemis.

## Galio
Voix originale : Josh Petersdorf (en) (actuellement), David Lodge (en) (anciennement)
Voix française : Benoît Allemane (actuellement), Martial Le Minoux (anciennement)
Galio, Colosse.Galio est un colossal protecteur de Demacia, une gargouille de pétricite, une pierre capable d'absorber la magie et de ce fait, la nullifier. Il s’éveille pour défendre son royaume lorsque de puissantes énergies magiques sont libérées.

## Gangplank
Voix originale : Matthew Mercer (actuellement), Dennis Collins Johnson (anciennement)
Voix française : Thierry Mercier (actuellement), Pascal Germain (anciennement)
Gangplank, Fléau des mers. Gangplank est un impitoyable seigneur pirate de Bilgewater. Traqué et laissé pour mort par Miss Fortune, il cherche à reprendre son trône par le sang et le chaos, armé de poudre, d’acier et de vengeance. Sa mort dans le lore du jeu à rendu le personnage impossible à jouer pendant quelques jours, avant qu'il ne revienne après un rework (changement dans les sorts et le design).

## Garen
Voix originale : Jamieson Price (en) (par défaut), Mick Lauer (God-King Garen)
Voix française : Tony Joudrier
Garen, Force de Démacia. Frère de Lux. Éternel ennemi et rival de Darius. C'est un champion de la justice maniant son épée avec une force implacable pour défendre son royaume et anéantir ses ennemis.

## Gnar
Voix originale : Dorothy Elias-Fahn (en) (Mini Gnar), Lucien Dodge (en) (Mega Gnar)
Voix française : Brigitte Guedj

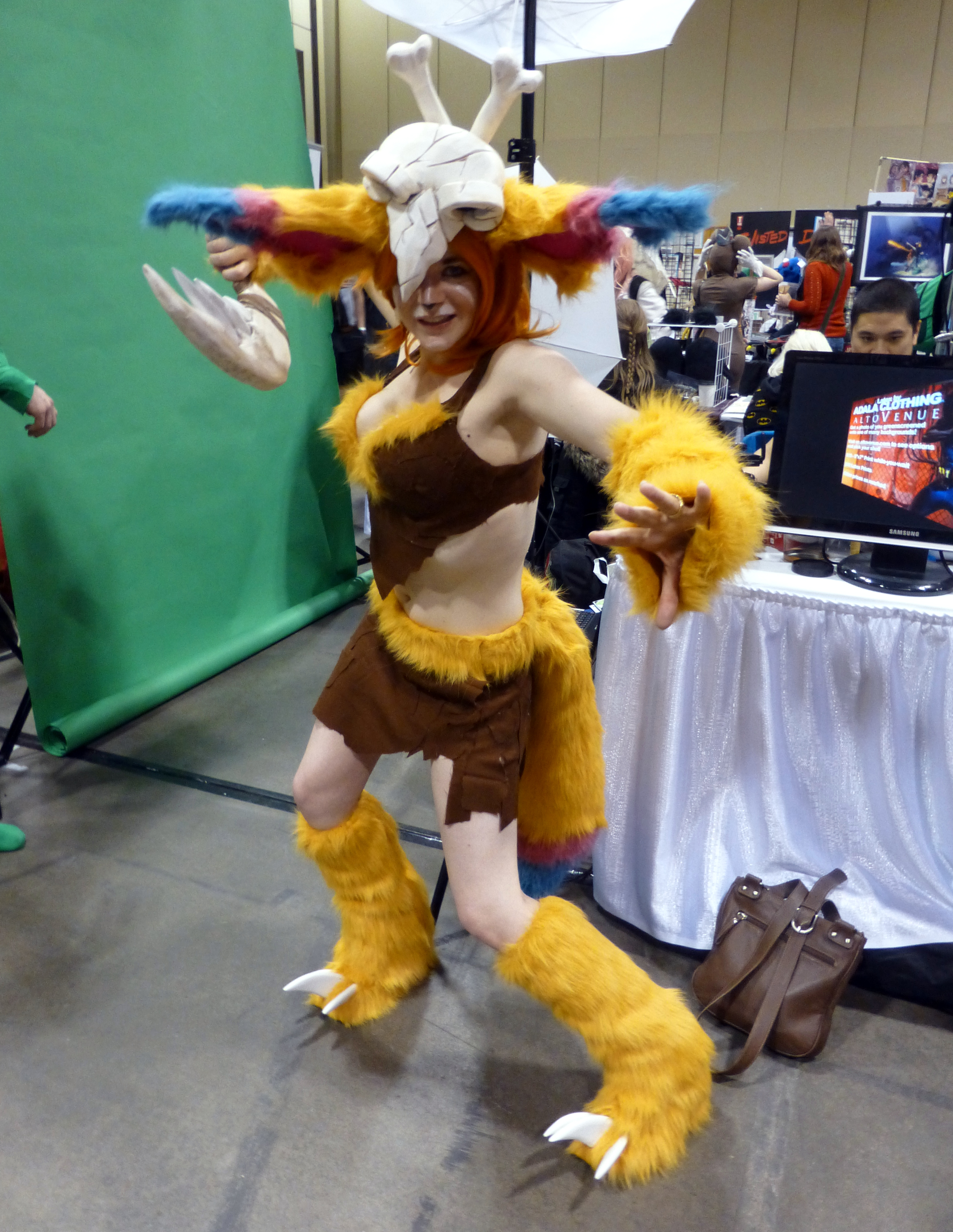
Cosplay de Gnar dans sa forme de Mini Gnar.

Gnar, Chaînon manquant. C'est un yordle préhistorique qui s'est réveillé après avoir été congelé pendant des milliers d'années, d'où son incapacité à parler et son comportement primaire. Quand il est enragé, il se transforme en énorme bête, décimant tout sur son passage.
« Demagliooo ! » Gnar.

## Gragas
Voix originale : J.S Gilbert
Voix française : Sylvain Lemarié
Gragas, Agitateur. Homme de Freljord passionné par l'alcool. Il parcourt le monde de Runeterra pour trouver les meilleurs ingrédients et confectionner la recette de bière parfaite.

## Graves
Voix originale : Kyle Hebert (en)
Voix française : Bruno Magne

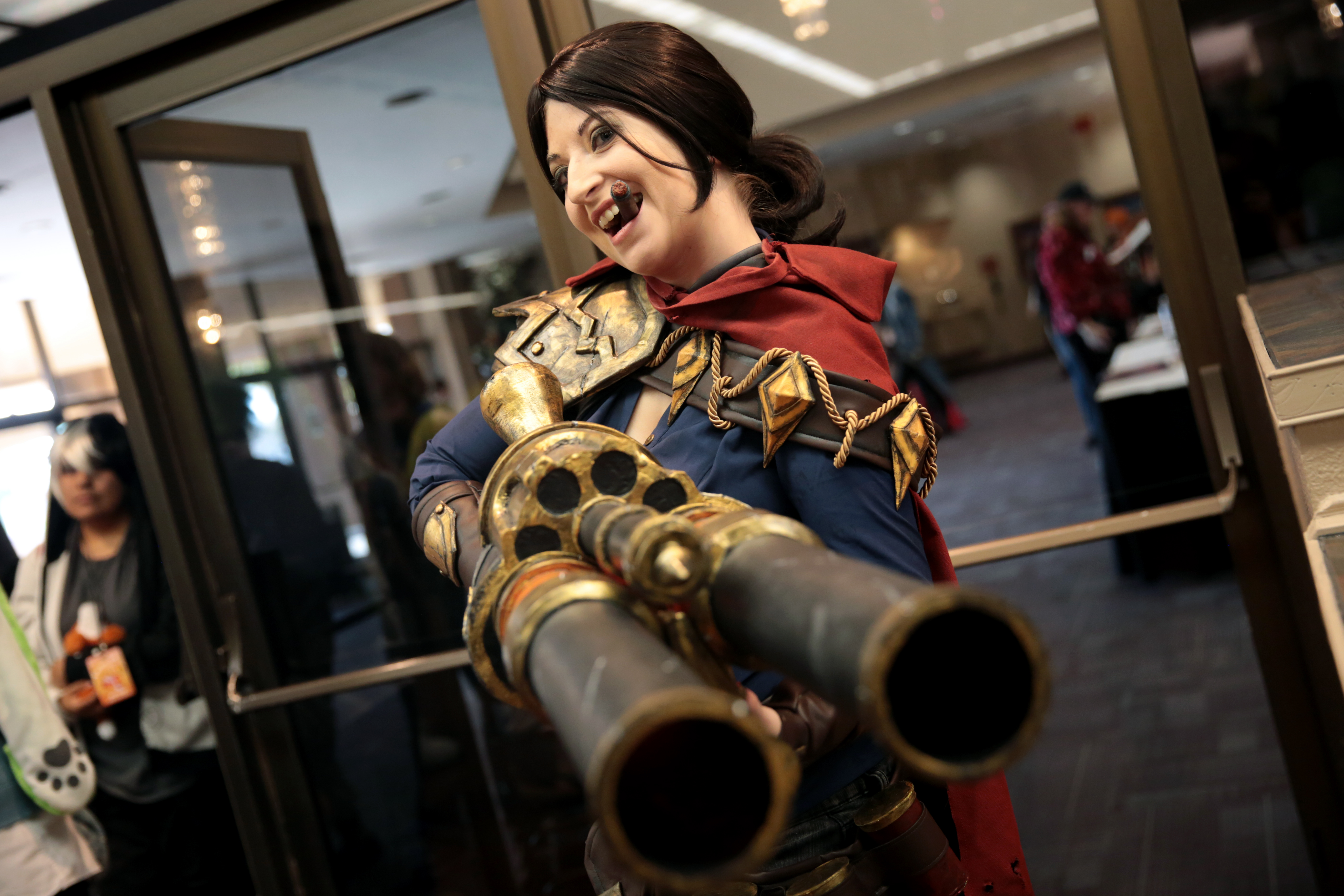
Cosplay de Graves.

Graves, Hors-la-Loi. Ancien partenaire de Twisted Fate à Bilgewater. Trahi, il jure de se venger.

## Gwen
Voix originale : Abby Trott (en)
Voix française : Leslie Lipkins
Gwen, Couturière Sacrée. Gwen est une poupée fabriquée par une humble couturière du royaume de Camavor. Enchantée, elle prend vie et deviens une guerrière, maniant des ciseaux magiques et imprégnée d’une énergie sacrée.

## Hecarim
Voix originale : Scott McNeil
Voix française : Cédric Dumond
Hecarim, Ombre de la Guerre. Ancien général de Camavor au service du roi Viego, il devient lors de la Ruine un spectre terrifiant fusionné avec sa monture, menant une charge éternelle à la tête des cavaliers de l’Ombre pour semer la destruction et la terreur à travers les îles obscures.

## Heimerdinger
Voix originale : Dennis Collins Johnson
Voix française : Pierre-Alain de Garrigues
Heimerdinger, Inventeur Réputé. C'est un yordle et un scientifique de 300 ans qui a enseigné à l'académie de piltover aux côtés de Jayce et viktor.
Personnage secondaire dans la série télévisée Arcane.

## Hwei
Voix originale : Stephen Fu
Voix française : Simon Herlin
Hwei, Visionnaire. Hwei est un artiste mage originaire d'Ionia, utilisant la peinture pour canaliser sa magie et façonner le champ de bataille avec des coups de pinceau élégants et dévastateurs.

## Illaoi
Voix originale : Rolonda Watts (en)
Voix française : Raphaëlle Valenti
Illaoi, Prêtresse du Kraken. C'est une burhu et demeure la grande prétresse guerrière du dieu Nagakabouros. Elle vit à Bilgewater et est liée à Gangplank.
Personnage jouable dans le spin-off Ruined King : A League of legends story.

## Irelia
Voix originale : Cherami Leigh (en)
Voix française : Laëtitia Lefebvre (actuellement), Brigitte Guedj (anciennement)
Irelia, Danseuse des lames. C'est une danseuse martiale d'Ionia, maîtrisant des lames lévitantes avec une grâce mortelle, devenue une redoutable leader de la résistance contre l'invasion noxienne.

## Ivern
Voix originale : Lucien Dodge (en)
Voix française : Vincent Violette
Ivern, l'aîné de la forêt. Ivern le cruel était un guerrier sanguinaire, originaire du Freljord, qui lors d'une razzia à Ionia abbatit le Dieu-Saule. Transformé par la mort de l'arbre, Ivern reviens à Runeterra sous les traits d'un esprit bienveillant de la nature qui erre à travers les forêts de Runeterra en aidant les hommes et les bêtes, soignant la vie partout où il passe.

## Janna

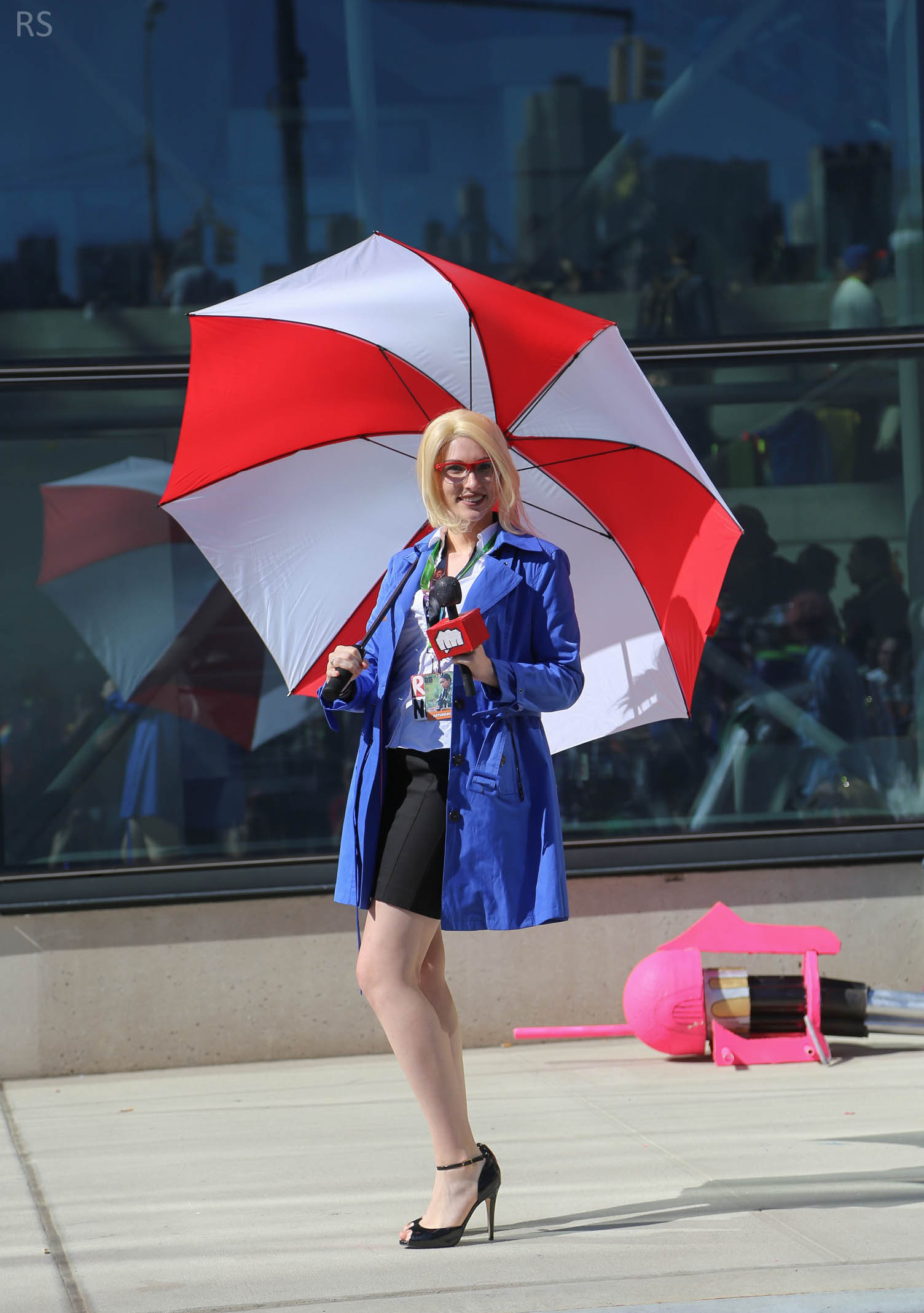
Cosplay de Janna avec le skin « Janna Miss Météo » à la New York Comic Con 2015.

Voix originale : Erin Fitzgerald (en)
Voix française : Céline Melloul (actuellement), Malvina Germain (anciennement)
Janna, Avatar de l'air, Janna est un esprit élémentaire bienveillant du vent, vénérée par les habitants de Zaun, qui protège les opprimés en invoquant des tempêtes et des brises curatives pour apaiser ou anéantir.

## Jarvan IV
Voix originale : Kyle Hebert (en)
Voix française : Olivier Cordina
Jarvan IV, Exemple Demacien, est issu de la dynastie Lightshield, une famille royale de Demacia. Depuis la mort de son père Jarvan III tué par Sion, il est le prince héritier de Demacia, un guerrier noble et déterminé qui porte le fardeau de son royaume, menant ses troupes avec honneur et cherchant à prouver sa valeur en tant que futur roi.

## Jax
Voix originale : Erik Braa
Voix française : Philippe Roullier
Jax, Maître d'Armes. Jax est le dernier survivant de la cité d'Icathia, une ancienne satrapie de l'empire de Shurima. Il porte enfermé dans sa lanterne la dernière flamme de son peuple.

## Jayce
Voix originale : Trevor Devall
Voix française : Franck Sportis
Jayce, Protecteur du Futur, Jayce est un inventeur brillant et un héros de Piltover. Il découvre un moyen de maîtriser la magie à travers la technologie des cristaux hextech.
C'est également l'un des personnages principaux de la série télévisée Arcane.

## Jhin
Voix originale : Quinton Flynn
Voix française : Sébastien Desjours
Jhin, Virtuose, est un tireur d'élite venant de Ionia. Son nom complet est "Khada Jhin". Il voit de la beauté dans la mort. Il prend ses crimes pour un art ou un spectacle. Jhin est un tueur en série obsessionnel et méticuleux, transformant chaque assassinat en une œuvre d’art macabre, maniant un fusil expérimental pour exécuter ses victimes avec une précision théâtrale. Connu sous le surnom de "Démon doré" il est traqué et arrêté par Shen et Zed. Il est libéré par la suite lors de l'invasion d'Ionia par Noxus. Jhin est obsédé par le chiffre quatre.

## Jinx

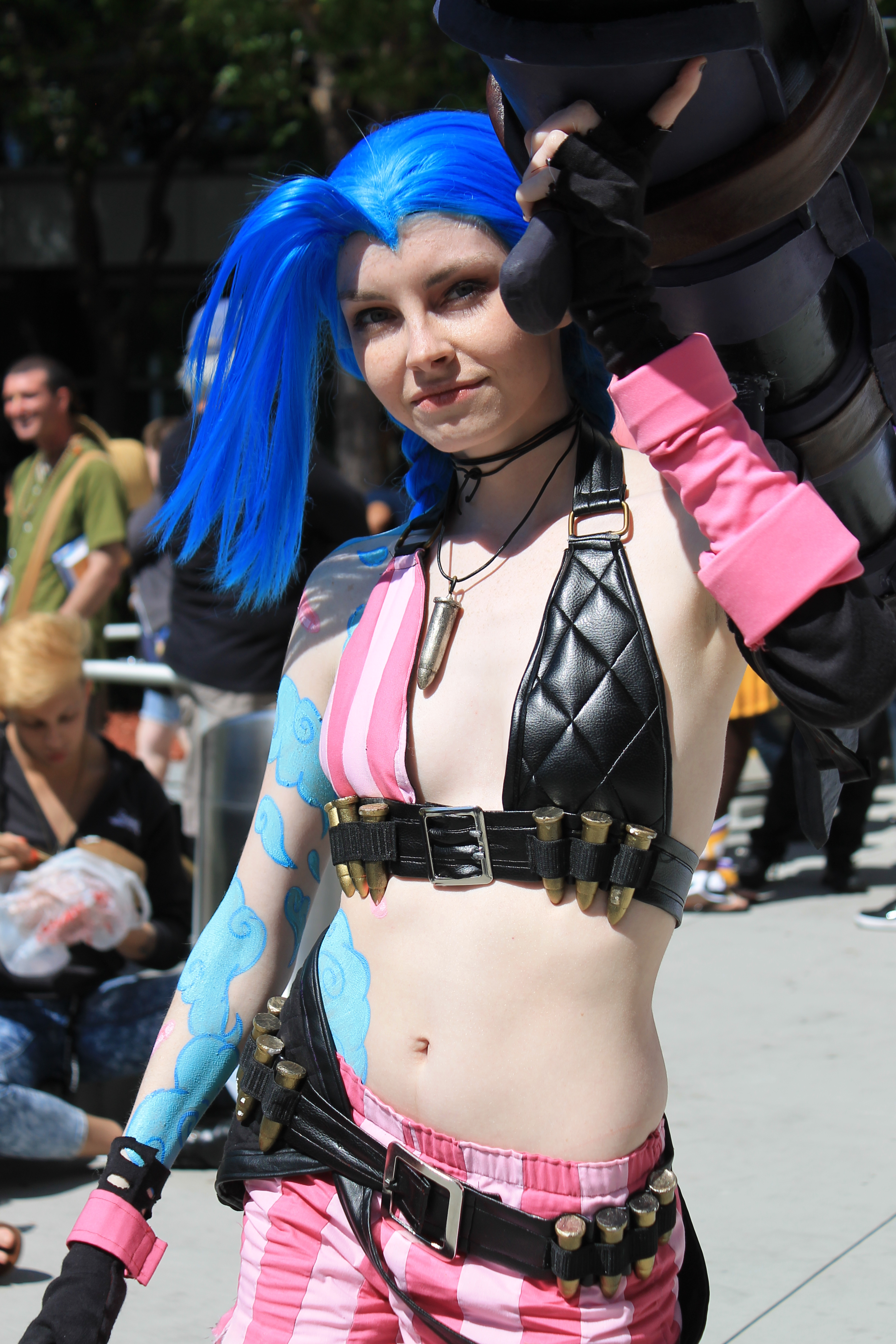
Cosplay de Jinx à la Fanime de 2015.

Voix originale : Sarah Anne Williams (en)
Voix française : Marie Nonnenmacher
Jinx, Gâchette folle, est une criminelle originaire de Zaun qui sème le chaos à Piltover. Elle utilise principalement un minigun, un lance-roquettes et des grenades. Elle est l'ennemie jurée de Caitlyn et la petite sœur de Vi.
C'est également l'un des personnages principaux de la série télévisée Arcane.

## Kai'Sa
Voix originale : Natasha Loring
Voix française : Alice Taurand

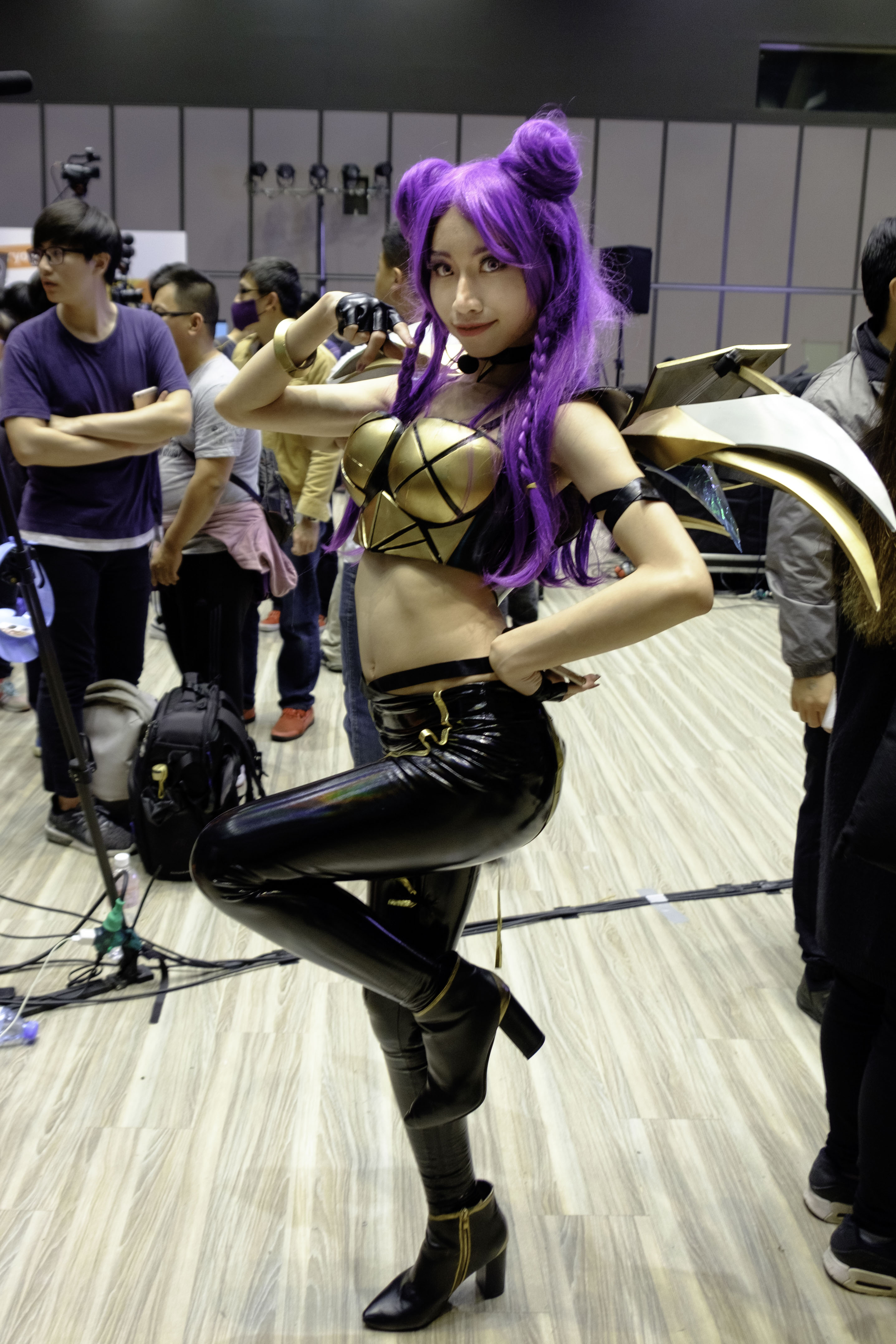
Cosplay de Kai'Sa avec le skin « K/DA Kai'Sa ».

Kai'Sa, Fille du néant. Kai’Sa est une survivante du Néant, fusionnée avec l'entité dans armure symbiotique. Elle combat pour protéger Runeterra contre la menace que représente le Néant. Elle est la fille de Kassadin.
Elle fait partie du groupe virtuel KDA.

## Kalista
Voix originale : Misty Lee
Voix française : Céline Ronte
Kalista, Lance de la Vengeance. Trahie de son vivant, le jour de la Ruine, par le roi Viego qu'elle servait, elle s'est réincarnée en un esprit immortel de la vengeance, qu'elle accorde au prix de la vie de ceux qui l'invoquent. Originaire de camavore elle hante aujourd'hui les Îles Obscures.

## Karma
Voix originale : Rashida Clendening (par défaut), Danielle McRae (Skin « Karma classique »)
Voix française : Guylène Ouvrard
Karma, Sagesse incarnée. Karma est une antique âme ionienne qui sert de guide spirituel à chaque génération pour son peuple.

## Karthus
Voix originale : Inconnue (actuellement), Adam Harrington (en) (anciennement)
Voix française : Bernard Bollet
Karthus, Liche. Mortel originaire de Noxus, il se rend sur les îles obscures et est transformé par le lieu en un héraut de la mort, un liche fanatique qui embrasse l’au-delà comme une libération, chantant un requiem funèbre pour conduire les vivants vers leur fin inévitable.

## Kassadin
Voix originale : Adam Harrington (en)
Voix française : Patrick Borg
Kassadin, Chasseur du Néant, Guide et aventurier shurimien, il est témoin de la destruction de son village par le Néant. Il s'arme alors de reliques arcaniques et de technologies interdites pour aller combattre ce fléau. Il est l'ennemi juré de Malzahar.

## Katarina
Voix originale : Tara Platt
Voix française : Malvina Germain

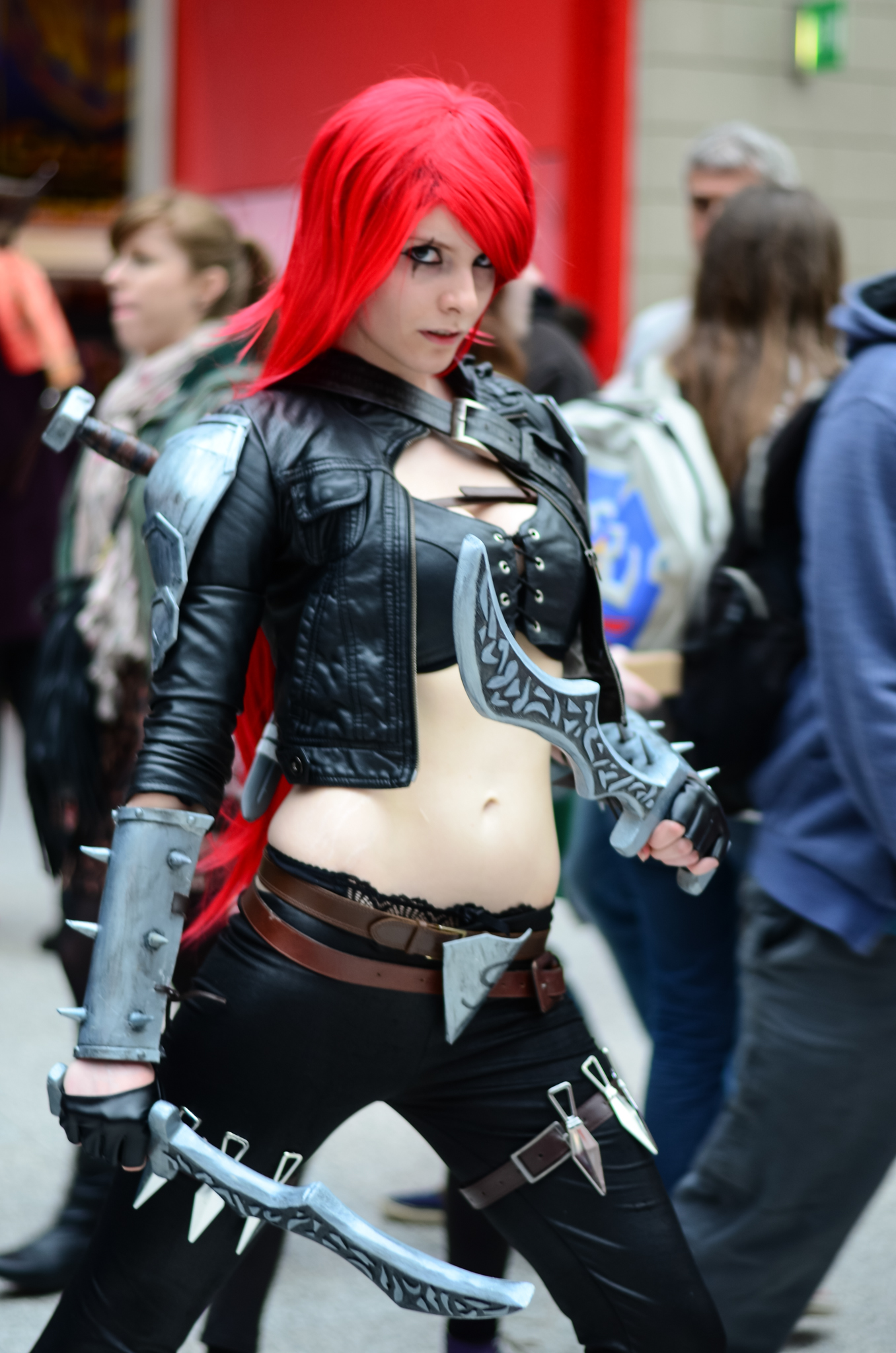
Cosplay de Katarina à la 2015.

Katarina, Lame sinistre. Fille ainée du général Du Couteau, elle est la sœur de Cassiopeia. Elle fait partie de l'armée noxienne et sa loyauté envers Noxus est mise à l’épreuve par des conflits familiaux et politiques.

## Kayle

Cosplay de Kayle avec le skin « Kayle aux Ailes éthérées ».

Voix originale : Lisa Lindsley
Voix française : Myrtille Bakouche (actuellement, par défaut), Marie Gamory (Skin « Kyle aux ailes éthérées »), Florence Dumortier (anciennement)
Kayle, Justicière, Kayle, manifestation de la justice, est une guerrière céleste autrefois protectrice de Demacia, mais son zèle intransigeant l'a éloignée des mortels et de sa sœur Morgana, qu'elle considère comme une traîtresse.

## Kayn
Voix originale : Robbie Daymond (en) (Kayn), Sam A.Mowry (Rhaast)
Voix française : Franck Lorrain (Kayn), Erik Stouvenaker (Rhaast)
Kayn, Faucheur de l'Ombre. Kayn, un guerrier noxien élevé par l'Ordre de l'Ombre. Il manie une faux ou est enfermé un Darkin, Rhaast. Il lutte continuellement entre son ambition de maîtriser l'arme maudite et celle de succomber à son influence démoniaque. A chaque partie de League of legends, le joueur choisit de faire triompher la volonté de Kayn (quand il évolue en Assassin de l'Ombre) ou de faire triompher Rhaast ( quand il évolue en forme Darkin). 

## Kennen
Voix originale : Philece Sampler
Voix française : Marie Diot
Kennen, Cœur de la tempête, Il est le seul yordle connu membre du Kinkou. C'est un ninja agile maniant la foudre pour protéger l'équilibre d'Ionia aux côtés de Shen. 

## Kha'Zix
Voix originale : Dameon Clarke (en)
Voix française : Marc Bretonnière
Kha'Zix, Faucheur du Néant, Kha'Zix est une créature du Néant en constante évolution. Il traque et élimine les plus forts pour s'adapter et devenir le prédateur ultime. Un jour, il échoue pourtant à vaincre Rengar et se jure de le dévorer.

## Kindred

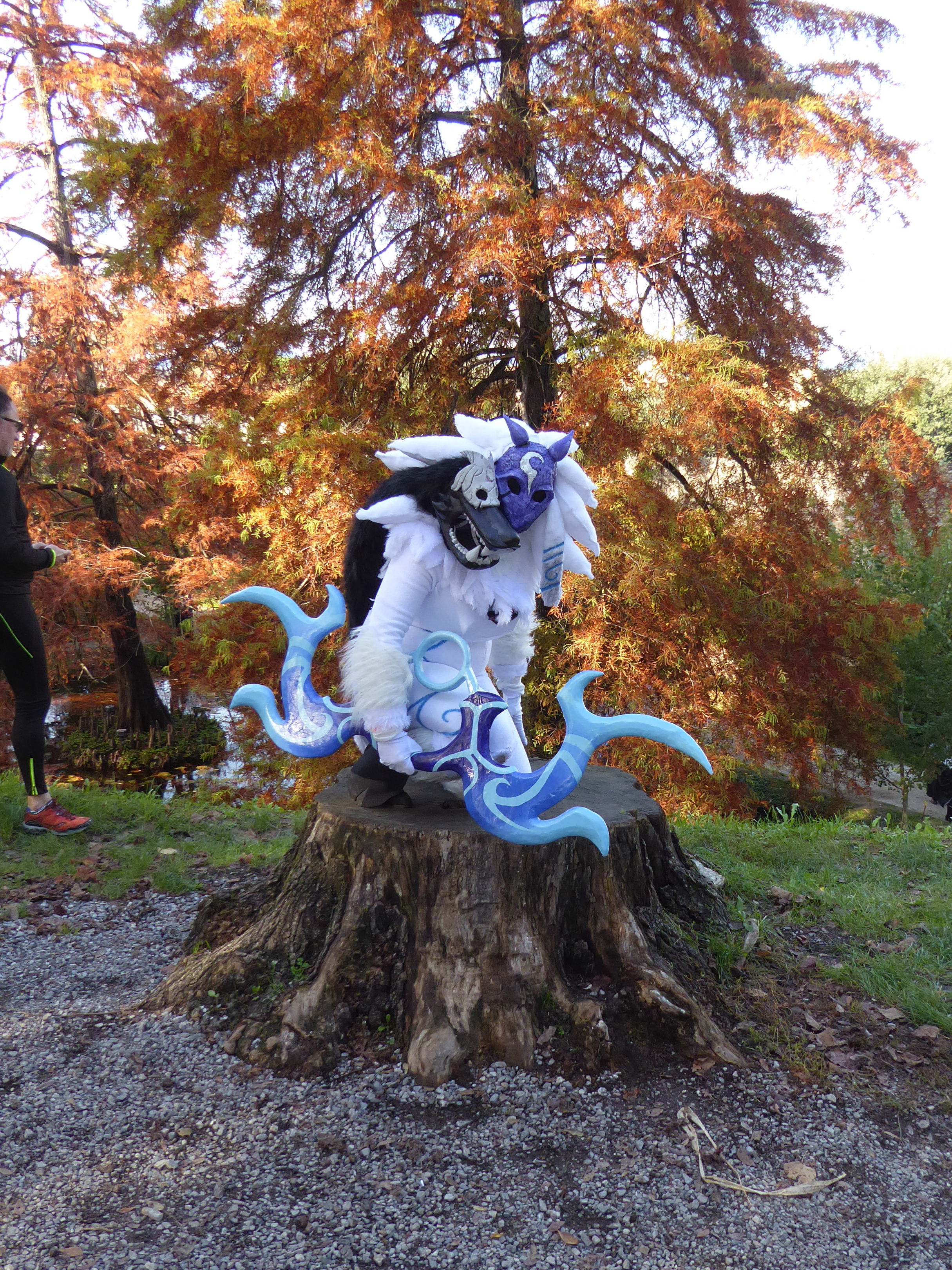
Cosplay de Kindred au Lucca Comics & Games de 2019.

Voix originale : Marcella Lentz-Pope (Agneau), Matthew Mercer (Loup)
Voix française : Nathalie Bienaimé (Agneau), Martial Le Minoux (Loup)
Kindred, Chasseurs éternels, est formé de deux entités : Loup et Agneau (Wolf et Lamb). Ils sont une représentation de la Mort en Runeterra. Agneau tue d'une flèche précise et rapide ceux qui acceptent leur mort, tandis que Loup pourchasse et tue sauvagement et douloureusement ceux qui refusent leur sort.

## Kled
Voix originale : Spike Spencer (en)
Voix française : Pierre-Alain de Garrigues
Kled, Cavalier Colérique. Yordle ; Accompagné de sa monture trouillarde, Skaarl. Il aurait obtenu toutes les distinctions militaires de Noxus et n'aurait jamais fui un combat. Il incarne l'esprit de conquête et de chaos de l'Empire. 

## Kog'Maw
Voix originale : Patrick Seitz (en)
Voix française : Benoît DuPac
Kog'Maw, Gueule des abysses, Kog'Maw, une créature du Néant curieuse mais mortellement corrosive. Il erre à Runeterra en dévorant tout sur son passage, attiré par une faim insatiable et une fascination infantile pour le monde.

## K'Santé
Voix originale : DeObia Oparei
Voix française : Daniel Njo Lobé
K'Santé, Fierté de Nazumah (Nazumah étant une région de Shurima). K'santé est un chasseur de monstre, il viendra notamment à bout du Lion cobra.

## LeBlanc

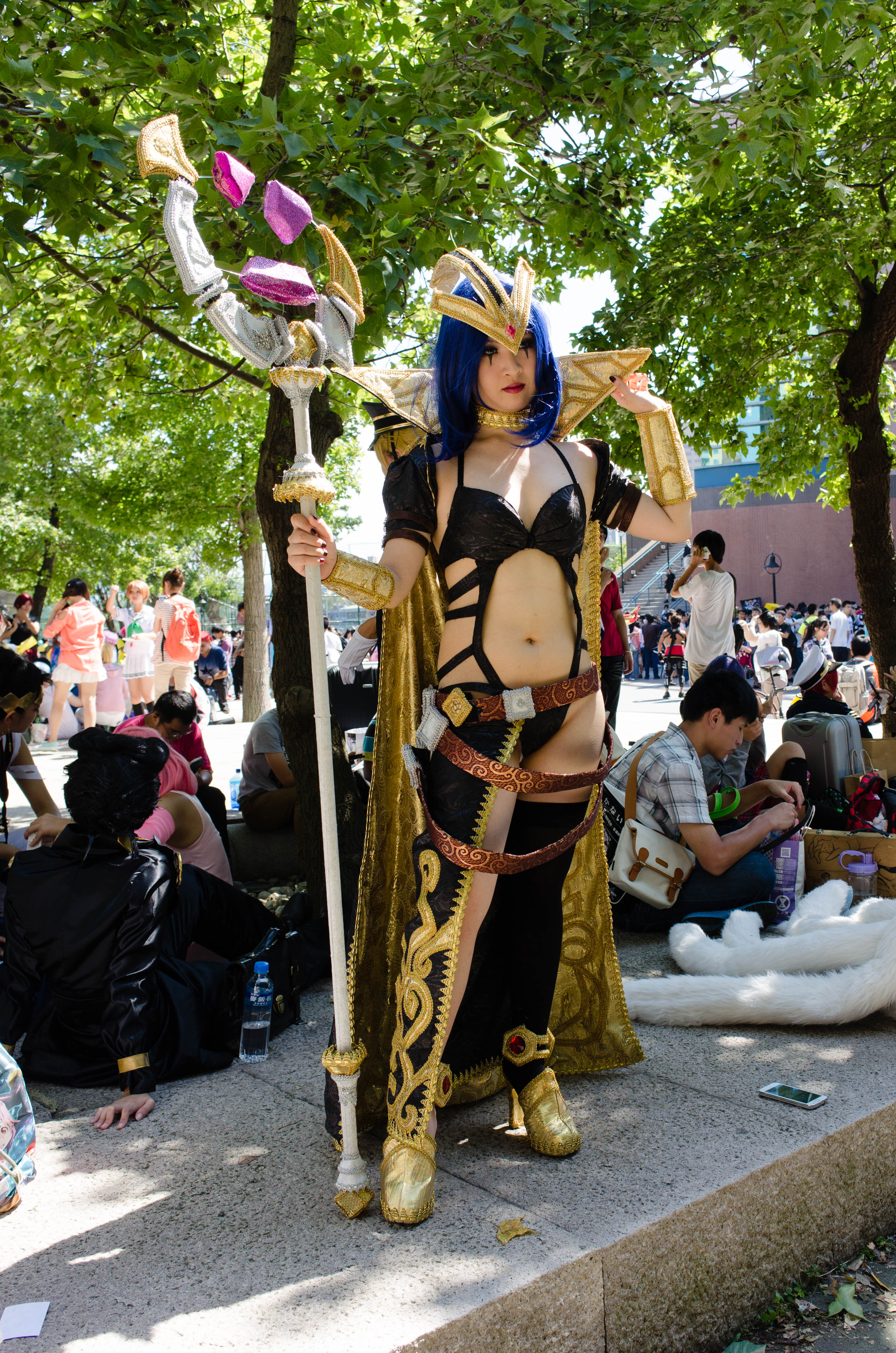
Cosplay de LeBlanc.

Voix originale : Carrie Keranen (en)
Voix française : Nathalie Germonpré
LeBlanc, Manipulatrice, LeBlanc, mystérieuse et manipulatrice, est la figure emblématique de la Rose Noire, tirant les ficelles de l'ombre à Noxus grâce à sa magie illusionniste et son influence séculaire. Elle est à l'origine de la chute de Mordekaiser et de très nombreuses manigances. 

## Lee Sin
Voix originale : Vic Mignogna (en)
Voix française : Olivier Cordina

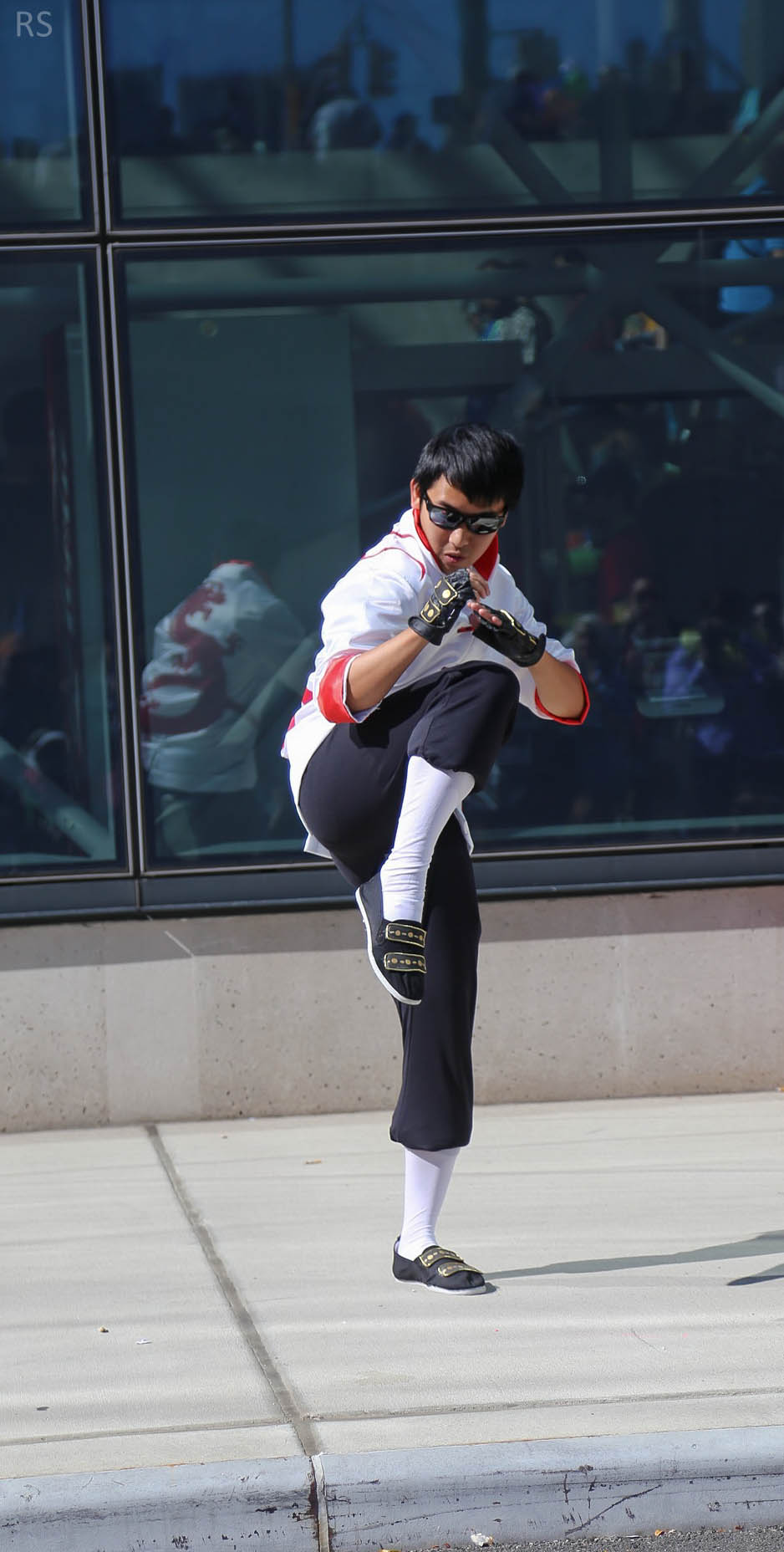
Cosplay de Lee Sin avec le skin « Lee Sin Poing du dragon » à la New York Comic Con 2015.

Lee Sin, Moine aveugle, Lee Sin est moine-guerrier , maître du dragon, devenu aveugle par l'invocation de l'entité. Il canalise l’énergie spirituelle pour défendre Ionia avec discipline, force et un sens inébranlable du devoir. C'est un ami d'Udyr. 

## Leona
Voix originale : Wendee Lee (en)
Voix française : Stéphanie Hédin

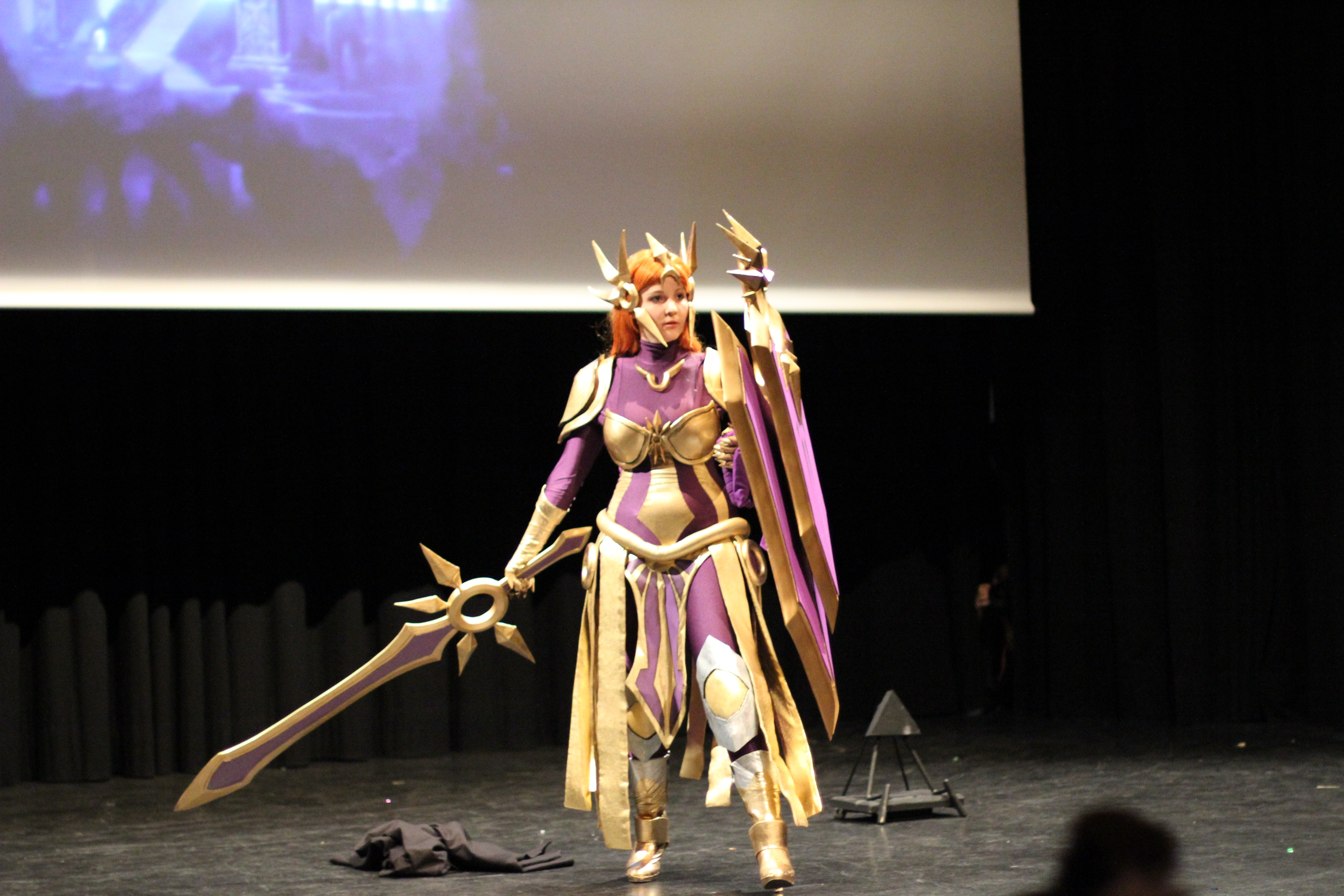
Cosplay de Leona lors d'un concours de cosplay à la convention Destination Tokyo, 2013.

Leona, Aube radieuse, Elle est une guerrière de la tribu des Rakkor, située sur les flancs du Mont Targon, Elle fut recueillie par la secte des Solaris après qu'elle fut choisie pour devenir la manifestation du Soleil. Après la mort des anciens de la main de Diana, elle jura de les venger.

## Lillia
Voix originale : Holly Earl
Voix française : Lilly Caruso
Lillia, Fleur timide. Lillia est une timide faune des rêves. Elle erre à travers Runeterra pour recueillir et protéger les songes, cherchant à comprendre les humains tout en surmontant sa propre peur du monde réel.

## Lissandra

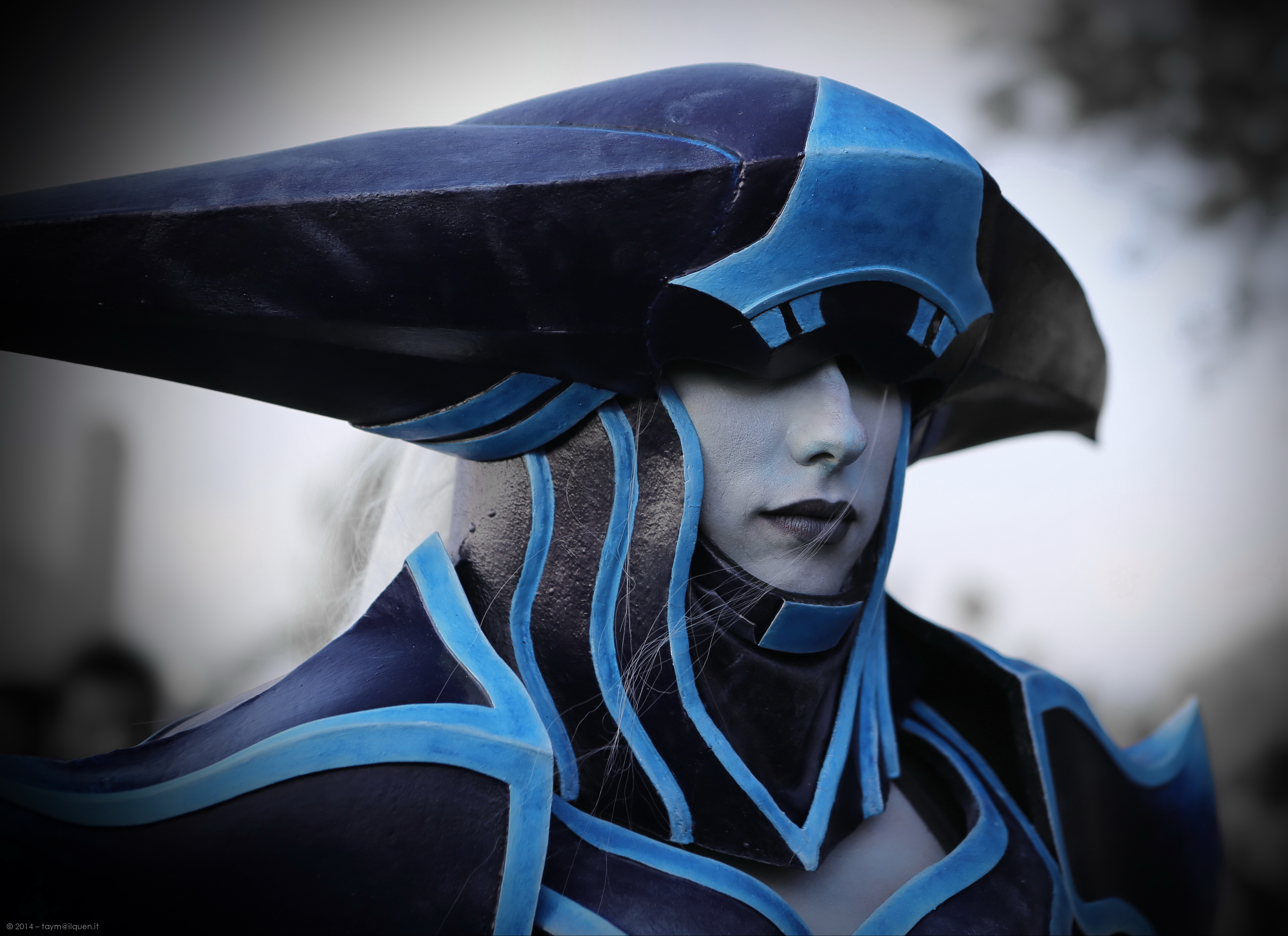
Portrait d'un cosplay de Lissandra à la convention Lucca Comics Games, 2014.

Voix originale : Jennifer Hale
Voix française : Anne Massoteau (actuellement), Marie Chevalot (anciennement)
Lissandra, Sorcière de glace. Le dieu Volibear l'a rendu aveugle d'un coup de griffe. Il y a longtemps, Lissandra devint alliée des Veilleurs de glace, créatures mystiques dotée de pouvoirs particulièrement puissants. Ces derniers, alors maîtres de Freljord, remercièrent Lissandra et ses deux sœurs, Avarosa et Serilda, en leur conférant la magie et l'immortalité. Mais la souveraineté de Freljord était bafouée, et Avarosa et ses troupes de sublimés renversèrent les Veilleurs qu'ils jetèrent au fond de l'abîme hurlant. Lissandra, furieuse contre sa sœur qui avait mis fin à ce pacte entre les Veilleurs et Freljord, l'assassina. Depuis ces temps, cette sorcière immortelle prépare le retour et le triomphe définitif des Veilleurs à Freljord, à l'aide de l'armée des Gardiens du Givre qu'elle constitue en secret, alors que le spectre de la guerre civile plane sur Freljord... L

## Lucian
Voix originale : Patrick Seitz (en) (par défaut), T. J. Storm (en) (High Noon Lucian)
Voix française : Serge Thiriet
Lucian, Purificateur. Lucian, un tireur animé par la vengeance. Il traque sans relâche les spectres de la Brume noire, déterminé à éradiquer Thresh et à protéger Senna, sa bien-aimée libérée de la mort.

## Lulu
Voix originale : Faye Mata (en)
Voix française : Marie Diot

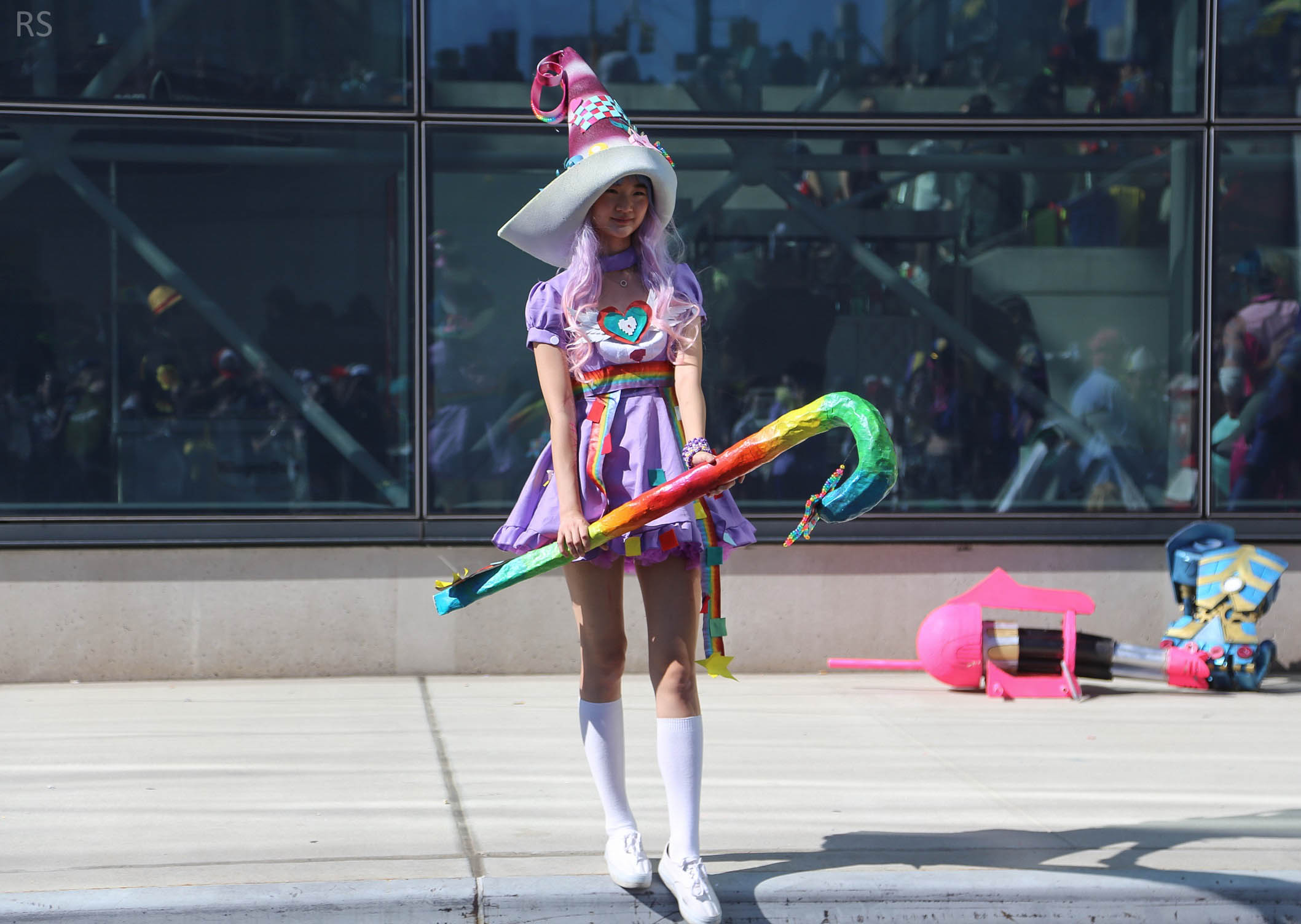
Cosplay de Lulu avec le skin « Lulu Douce-amère » à la New York Comic Con 2015.

Lulu, Sorcière féérique. Yordle. Lulu, une yordle enchantresse excentrique. Elle façonne la réalité à sa guise avec sa magie féerique, transformant son environnement et ses alliés dans un tourbillon de fantaisie aux côtés de son fidèle Pix.

## Lux

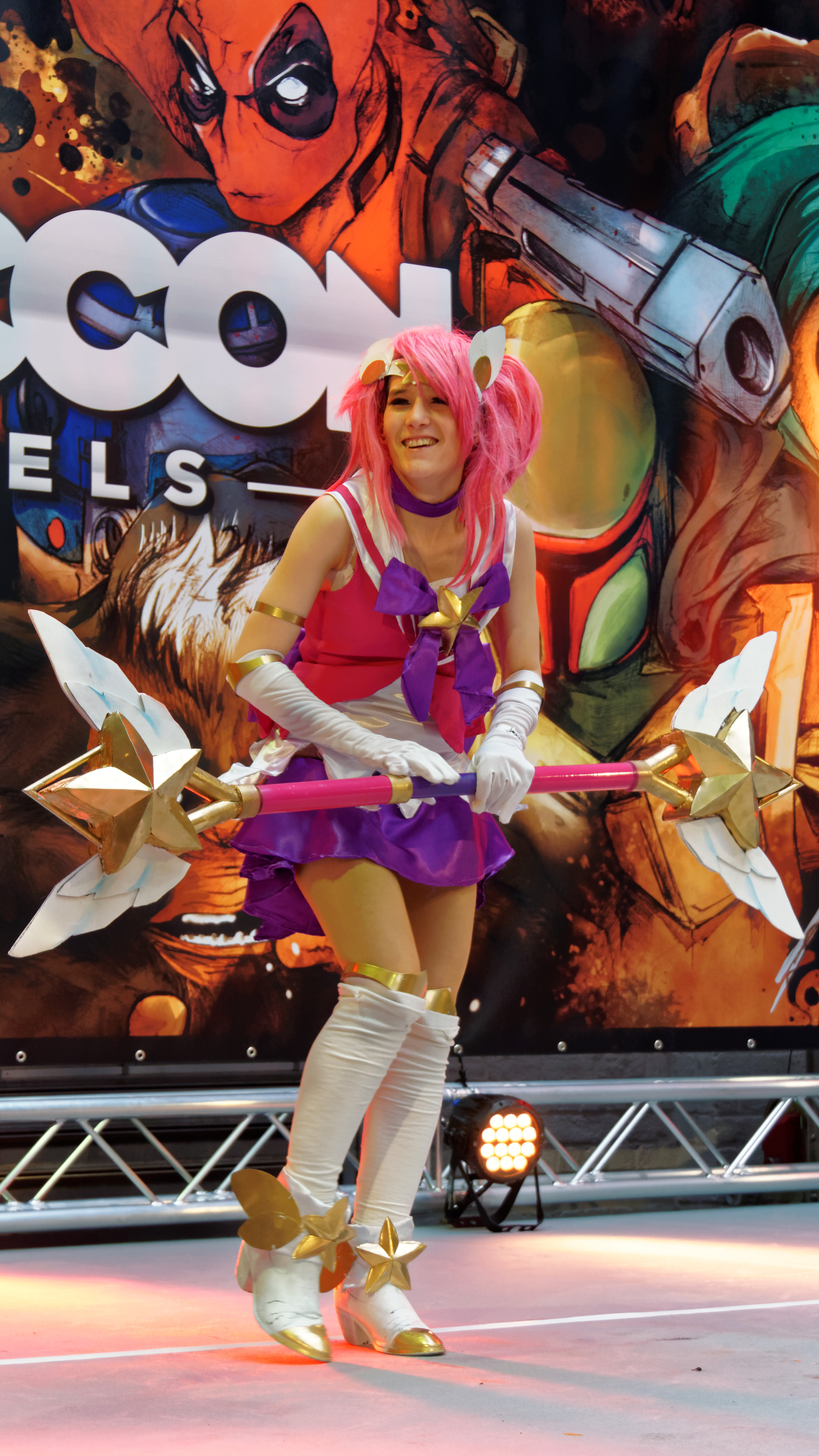
Cosplay de Lux avec le skin « Lux Gardienne des étoiles » au Comic Con Brussels de 2016.

Voix originale : Carrie Keranen (en)
Voix française : Marie Nonnenmacher
Lux, Dame de lumière, Lux, mage lumineuse de Demacia, cache ses pouvoirs magiques dans un royaume qui les craint, tout en cherchant à concilier son devoir familial et son désir d’embrasser pleinement sa véritable nature. Elle est la sœur de Garen et  fut pendant un temps la confidente de Syllas. 

## Maître Yi
Voix originale : Micha Berman (par défaut), Greg Chun (en) (Skin « PROJECT : Yi »)
Voix française : Emmanuel Gradi
Maître Yi, Fine Lame Wuju. Maître Yi est le dernier maître du Wuju. Il allie une discipline inébranlable et une vitesse fulgurante.  Il cherche à honorer la mémoire de son peuple massacré par Noxus et à transmettre son art ancestral. Son élève est Wukong.

## Malphite
Voix originale : Inconnue
Voix française : Guillaume Lebon
Malphite, Éclat du monolithe. Malphite est un immense être de pierre né du Monolithe, une forteresse volante et vivante,  animée par les mages de Shurima.  Il cherche à imposer l'ordre et l'équilibre face au chaos en utilisant sa force titanesque.

## Malzahar

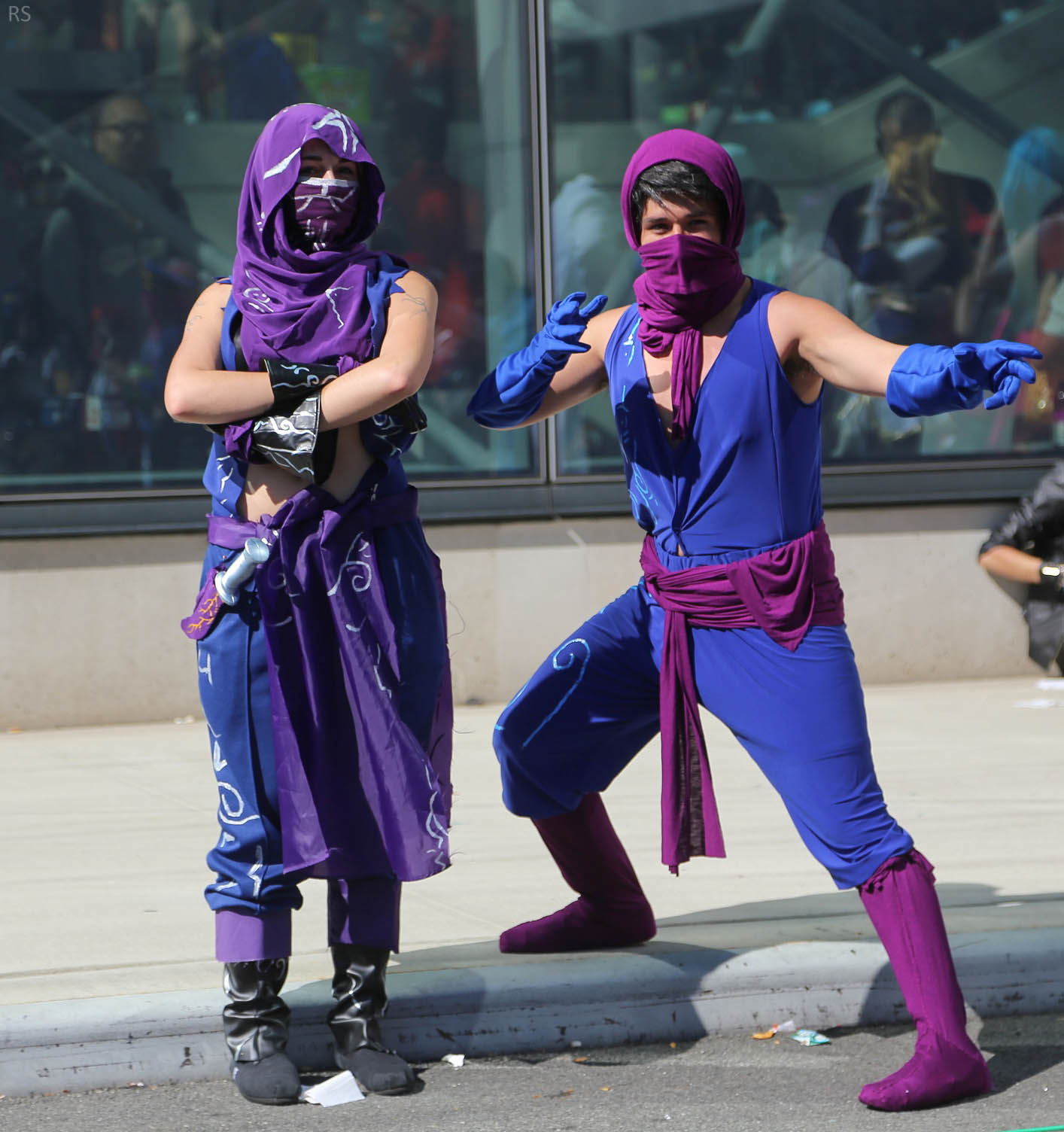
Cosplays de Malzahar à la New York Comic Con 2015.

Voix originale : Vic Mignogna (en)
Voix française : Martial Le Minoux
Malzahar, Prophète du Néant, il est un des deux seuls explorateurs à s'être aventuré dans le Néant, et voue depuis un culte à cette dimension et à ses démons. Il lui arrive de se mesurer à Kassadin, l'autre explorateur à être allé dans le Néant et qui en combat les démons.

## Maokai
Voix originale : Jay Preston (actuellement), Scott McNeil (anciennement)
Voix française : Martial Le Minoux
Maokai, Tréant torturé. Maokai est un esprit vengeur de la nature. Il lutte contre la corruption des Îles Obscures, en utilisant sa force colossale et sa magie de la vie pour restaurer l’équilibre de son foyer profané.

## Mel
Voix originale : Toks Olagundoye
Mel, reflet de l'âme. Elle est la fille d'Ambessa Medarda. C'est une conseillère rusée et ambitieuse de Piltover. Elle manœuvre avec finesse dans la politique pour accroître son influence, tout en portant le poids d’un passé marqué par la guerre et sa famille noxienne.
Comme cette dernière, Mel apparaît d'abord dans la série d'animation Arcane avant de rejoindre le jeu vidéo League of Legends.

## Milio
Voix originale : Giselle Fernandez
Voix française : Aurore Saint-Martin
Milio, Douce flamme. Milio, un jeune prodige de l’ixiomachie venant d’Ixtal, manie le feu guérisseur avec une innocence et une bienveillance naturelles, cherchant à prouver sa valeur et à restaurer l’honneur de sa famille.

## Miss Fortune

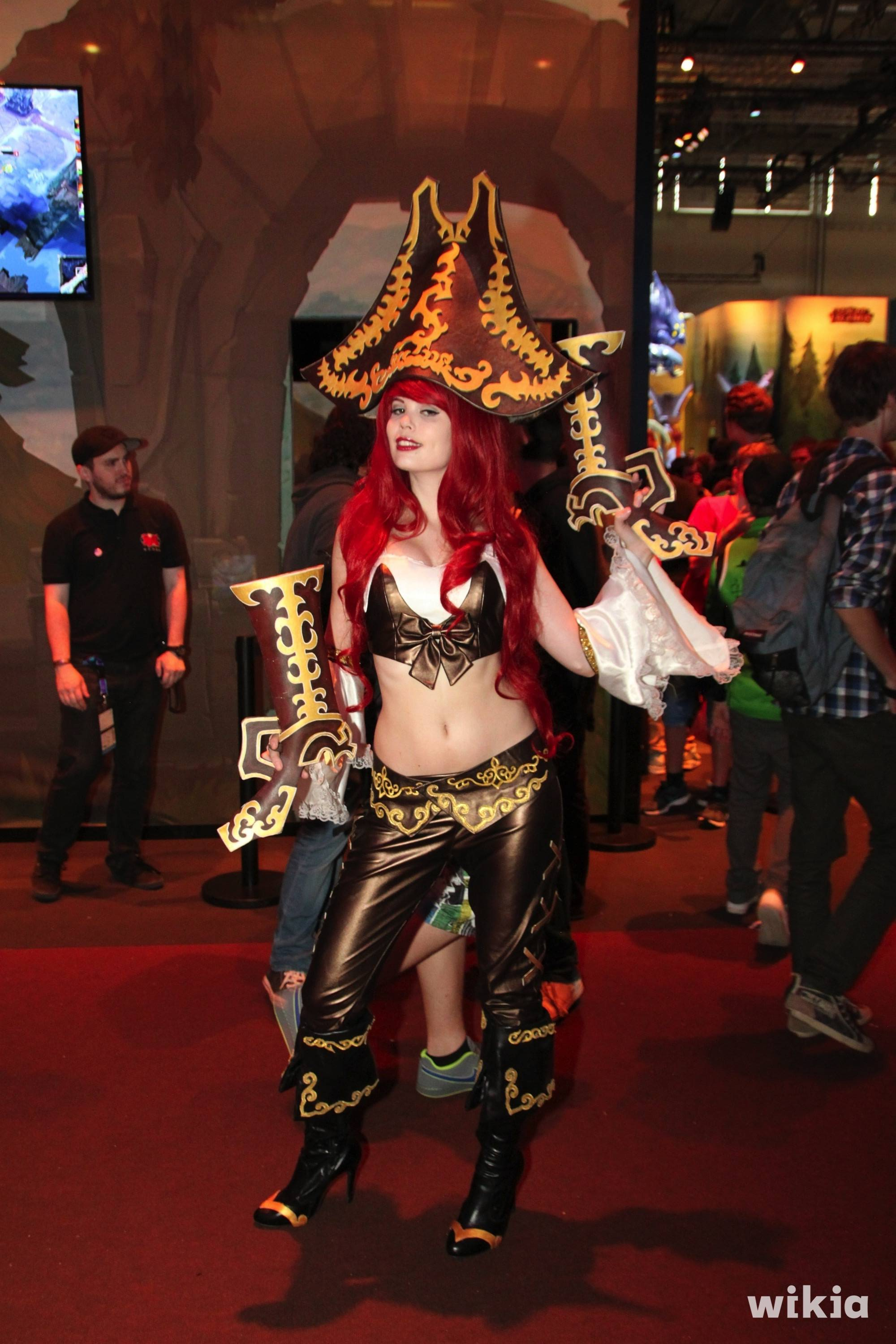
Cosplay de Miss Fortune à la Gamescom de 2014.

Voix originale : Inconnue
Voix française : Hélène Bizot (par défaut), Christine Braconnier (Skin « Miss Fortune Déesse des Flingues »)
Miss Fortune, Chasseuse de primes, est l'un des marins les plus célèbres de tout Runeterra. Elle obtint son propre bateau à l'âge de seize ans alors qu'elle était déjà une capitaine de navire réputée à Bilgewater. Miss Fortune assista à l’assassinat de sa mère par Gangplank quand elle était jeune. Utilisant les dernières armes créées par sa mère, elle emploie toutes ses forces à se battre contre les pirates, Gangplank en tête.
Personnage jouable dans le spin-off Ruined King : A League of legends story.

## Mordekaiser
Voix originale : Adam Harrington (en)
Voix française : Antoine Tomé
Mordekaiser, Revenant de Fer, est un ancien roi qui n'hésitait pas à abuser de son pouvoir contre son peuple. Il fut tué mais travaille maintenant à ramener les morts pour qu'ils soient sous ses ordres.

## Morgana

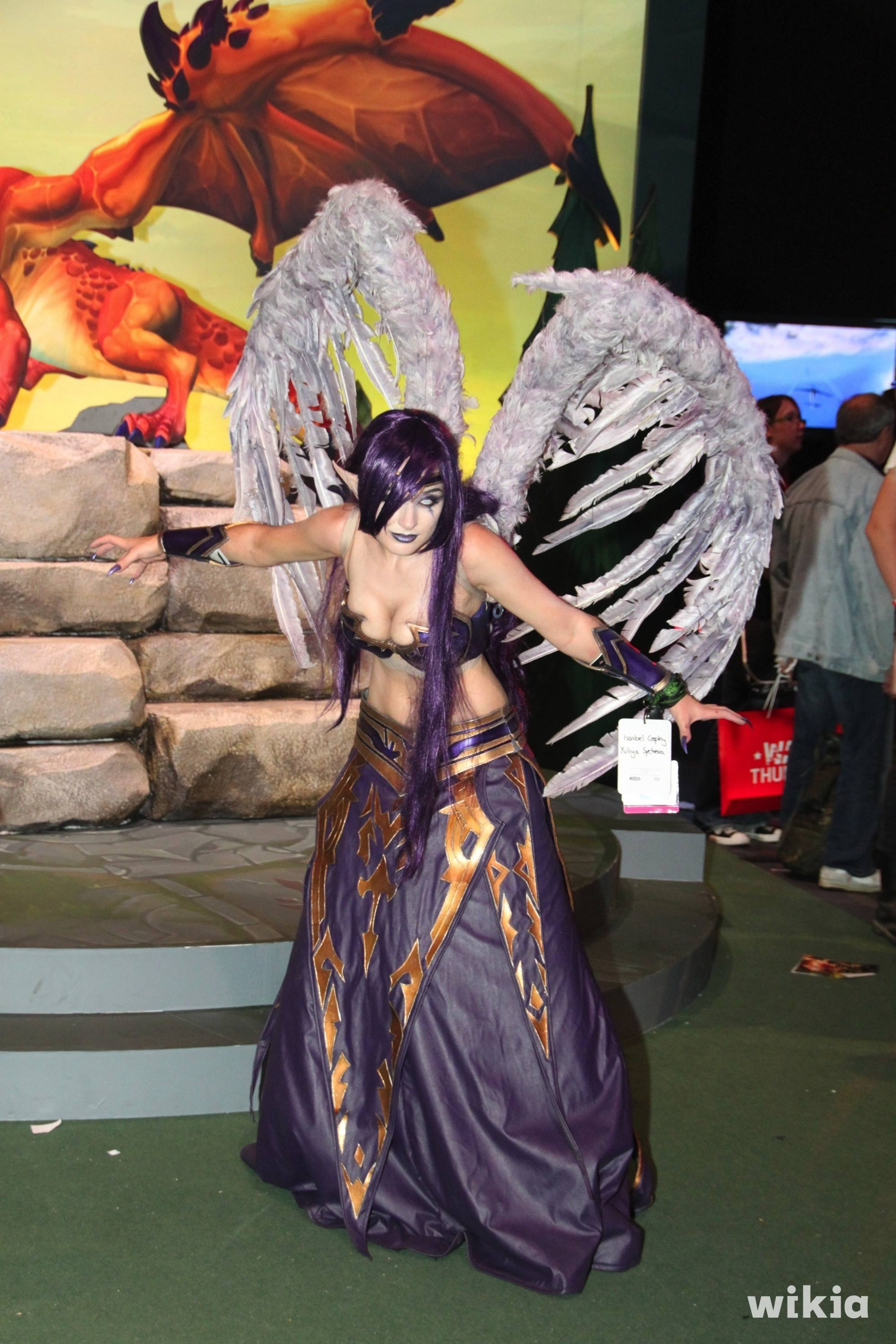
Cosplay de Morgana à la Gamescom de 2014.

Voix originale : Rebecca Schweitzer
Voix française : Audrey Sourdive (actuellement), Florence Dumortier (anciennement)
Morgana, Ange Déchu. Morgana, sœur de Kayle, rejette les idéaux rigides de justice divine, embrassant la souffrance des mortels tout en luttant contre l'oppression avec sa magie des ténèbres.

## Naafiri
Voix Française : Bérangère Rochet
Naafiri, La meute de fer. Naafiri est une meute de chiens des sables du désert de Shurima guidée par le pouvoir d'une dague Darkin.

## Nami
Voix originale : Cassandra Lee Morris (en)
Voix française : Isabelle Volpe
Nami, Aquamancienne. Nami, une vastaya marai maîtrisant la magie de l’eau, a quitté l’océan pour trouver l’Astre sous-marin, affrontant les dangers de la surface afin de sauver son peuple.

## Nasus
Voix originale : Jonathan Adams (actuellement), Gene McDaniels (anciennement)
Voix française : Pierre Dourlens (par défaut), Raphaël Cohen (Nasus Infernal)
Nasus, Gardien des sables. Autrefois humain, il fut changé par L'Ascension, un rituel de Shurima qui vise à augmenter la puissance mais aussi l'apparence de celui qui en profite. Il a longtemps combattu pour Shurima au côté de son frère transfiguré Renekton, il était le tacticien. Un mode de jeu a ensuite été créé sous le même nom. Nasus et Renekton sont devenus ennemis à la suite de l'affrontement entre Renekton et Xerath, qui l'a retourné contre son frère.

## Nautilus
Voix originale : Inconnue
Voix française : Patrick Borg
Nautilus, Titan des profondeurs, est un marin qui s'est échoué au fond de l'océan alors qu'il tentait de comprendre l'origine d'une tache noire dans l'océan. À son réveil, il ne faisait qu'un avec sa combinaison et cherche dorénavant à se venger des marins l'ayant abandonné à son sort.

## Neeko
Voix originale : Flora Paulita
Voix française : Emmylou Homs

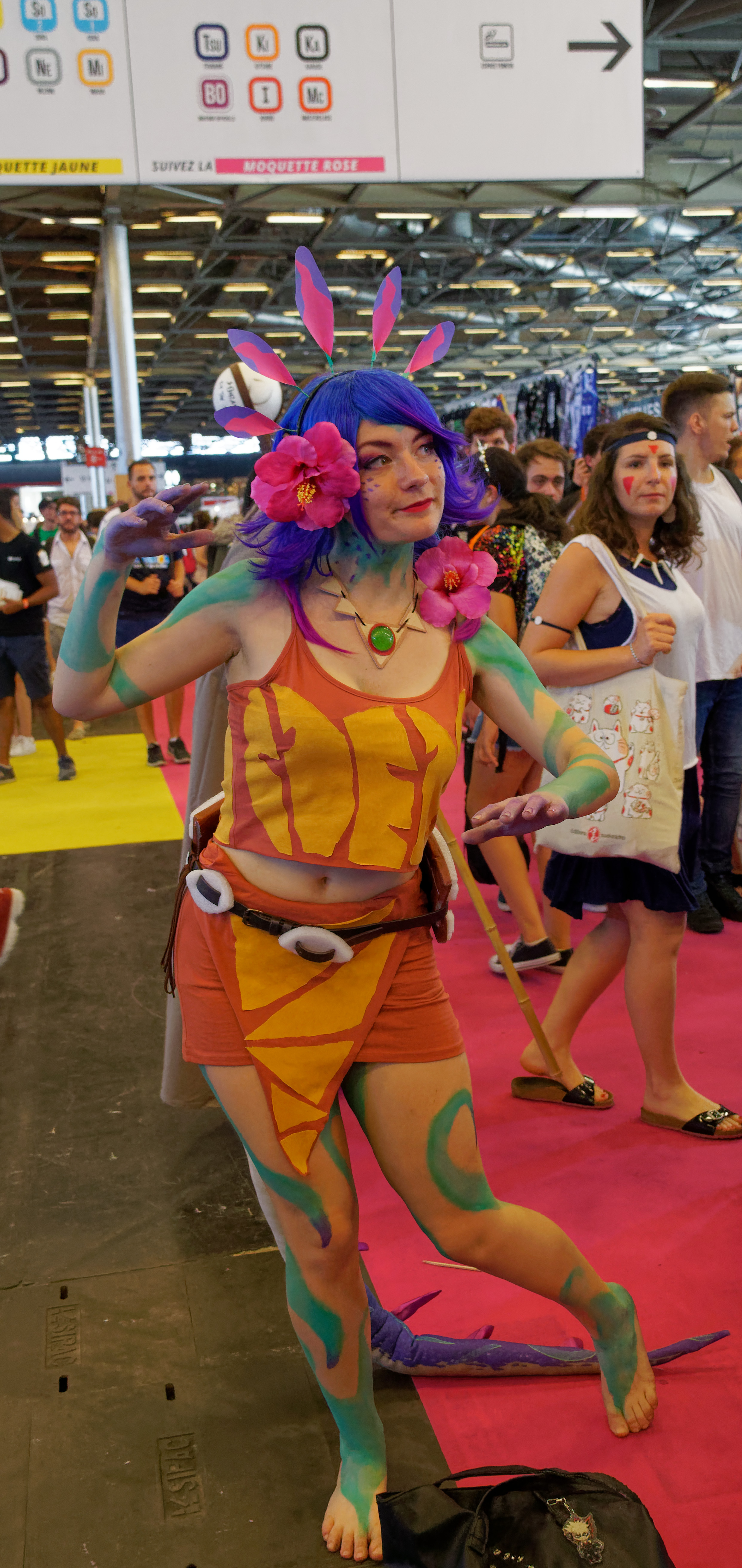
Cosplay de Neeko à la Japan Expo, 2019.

Neeko, Caméléon curieux, est une Vastaya capable de se camoufler et de prendre l'apparence d'un autre champion du jeu.

## Nidalee

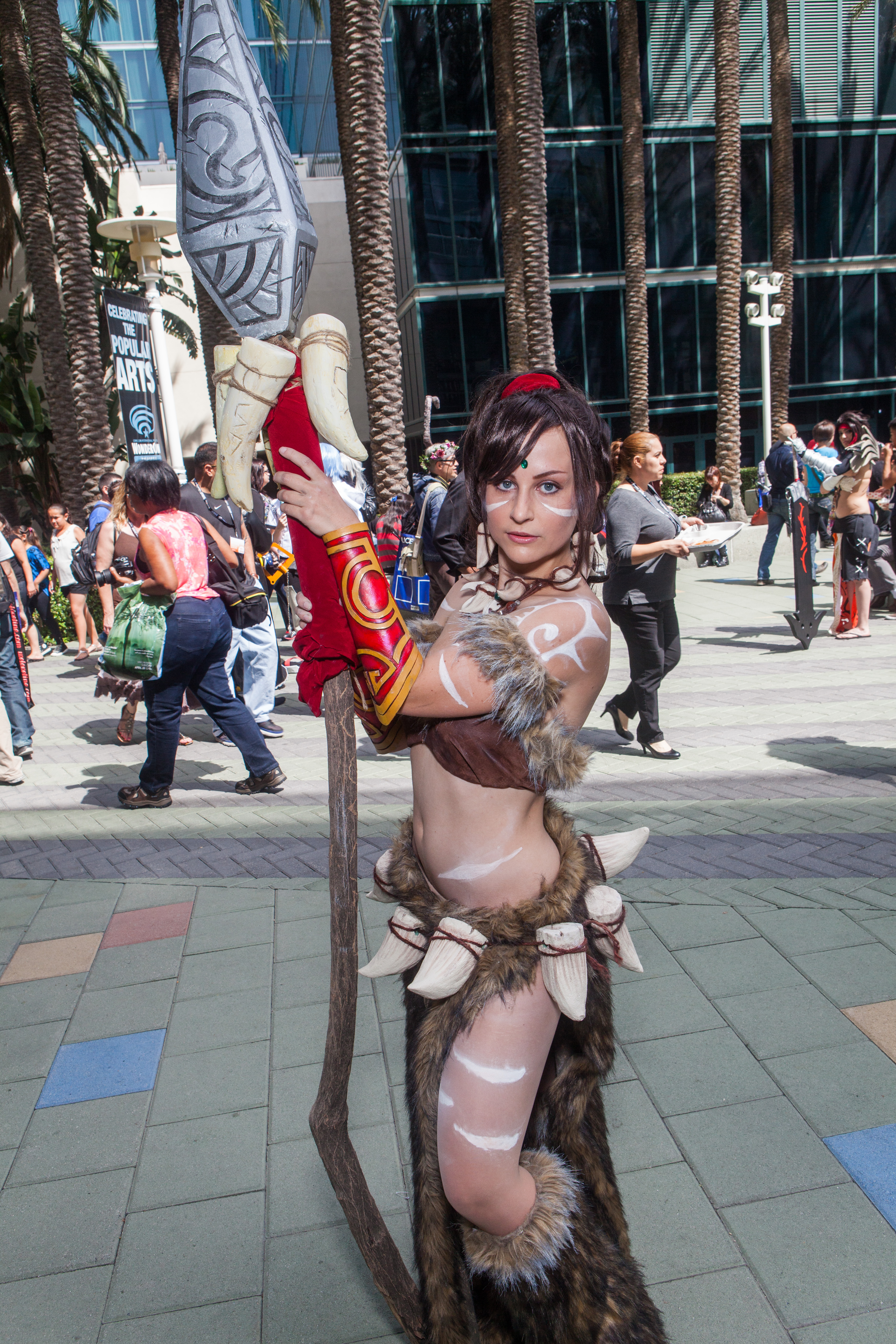
Cosplay de Nidalee à la Wondercon de 2014.

Voix originale : Kelly Fosdahl Burge
Voix française : Véronique Desmadryl
Nidalee, Chasseresse bestiale, est une femme élevée par des cougars, ses parents étant morts d'une maladie alors qu'elle était enfant.

## Nilah
Voix originale : Sandra Saad
Voix française : Inconnue
Nilah, Joie Incarnée. Nilah est une guerrière imprégnée du pouvoir du démon de la joie. Elle manie une lame d'eau magique et affronte des menaces ancestrales avec une sérénité inébranlable. Elle est en perpétuelle quête de gloire et de légendes oubliées.

## Nocturne
Voix originale : Jason Wishnov
Voix française : David Krüger
Nocturne, Éternel Cauchemar. Nocturne est démon, cauchemar vivant né des ténèbres de l’esprit humain. Il rôde dans les ombres pour semer la terreur, cherchant à plonger le monde dans un sommeil éternel hanté par la peur.

## Nunu & Willump
Voix originale : Lucas Jaye
Voix française : Clara Soares (actuellement), Brigitte Guedj (anciennement)
Nunu & Willump, Garçon et son Yéti, est un champion constitué de deux entités : Nunu, un enfant de Freljord, et Willump, un Yéti. Le jeune garçon rêveur et le puissant yéti parcourent les terres glacées de Freljord en quête d’aventure, unis par une amitié indéfectible et la magie des légendes qu’ils façonnent ensemble.
Ce sont les personnages principaux du spin-off qui raconte leurs aventures : Song of Nunu : A league of legends story.

## Olaf

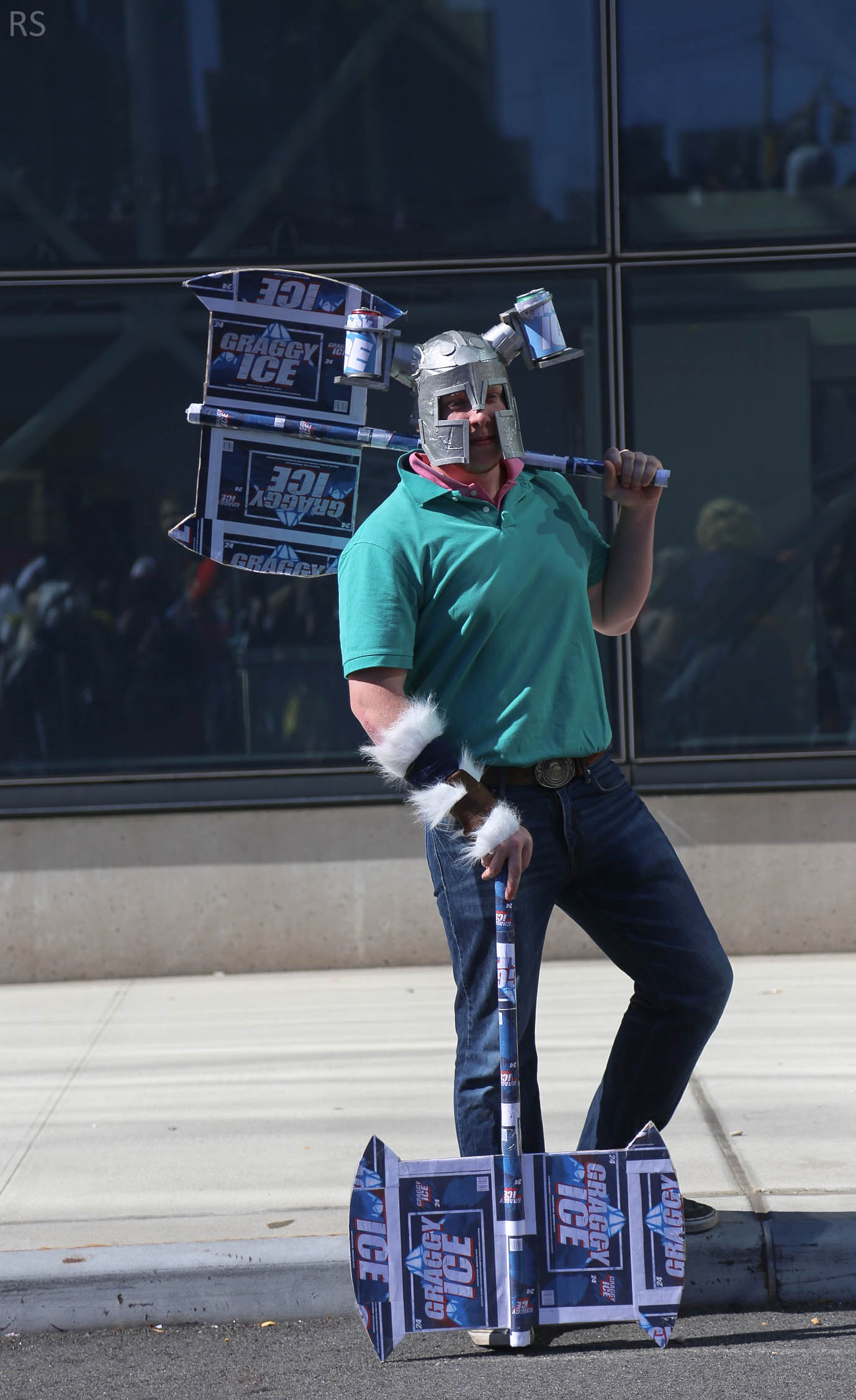
Cosplay d'Olaf avec le skin « Brolaf » à la New York Comic Con 2015.

Voix originale : Inconnue (Par défaut), Logan « Lomar » Margulies (Brolaf)
Voix française : Martial Le Minoux (Par défaut), Benjamin Pascal (Brolaf)
Olaf, Berserker. C'est un guerrier berserker de Freljord. Il cherche une mort glorieuse au combat pour échapper à une prophétie funeste, lui annonçant qu'il ne mourrait pas sur le champs de bataillle. 

## Orianna

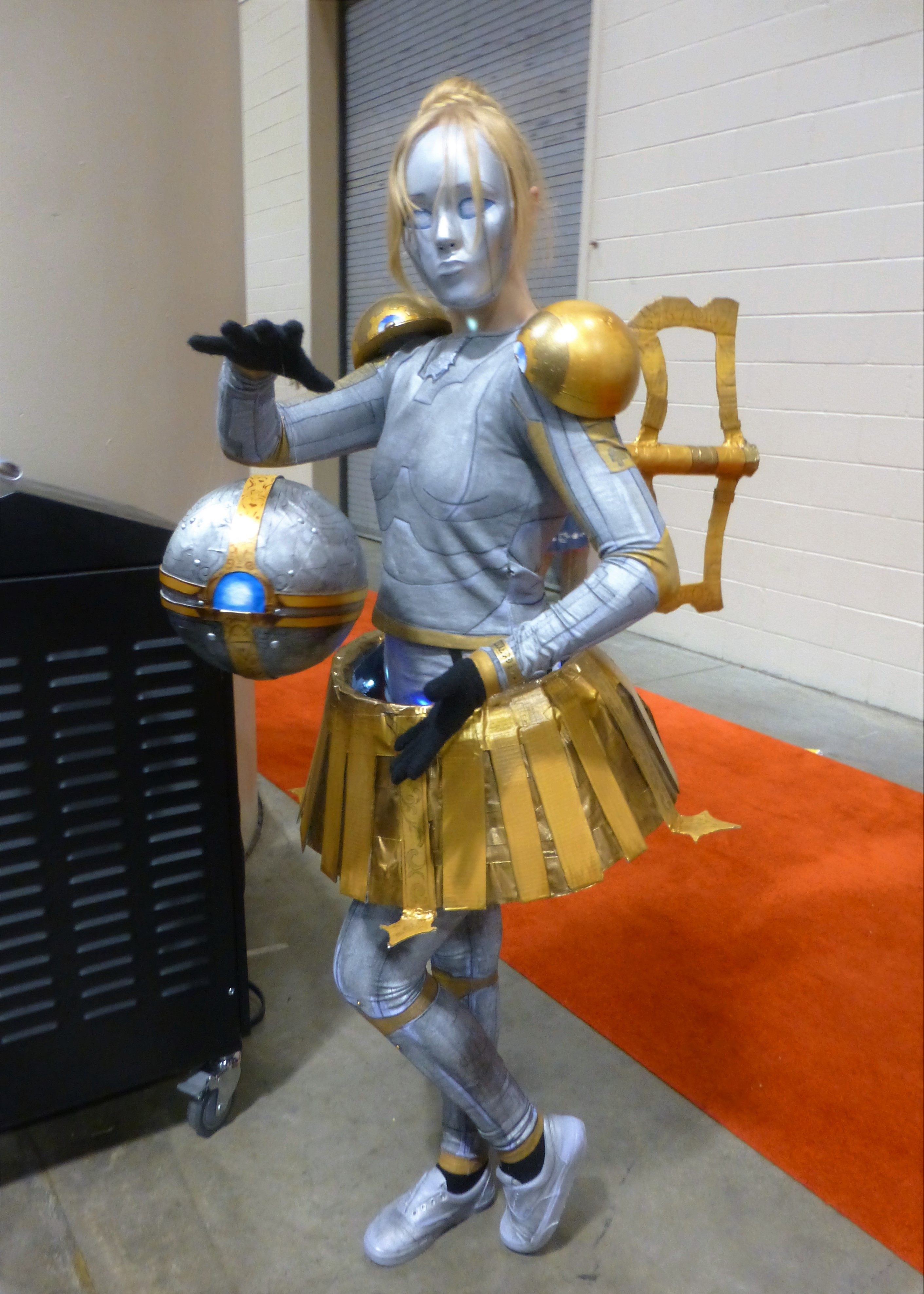
Cosplay d'Orianna à la Fan Expo de 2016.

Voix originale : Heather Pennington
Voix française : Céline Cuvelier
Orianna, Demoiselle mécanique, est une automate créée par Singed pour sauver sa fille gravement malade. 

## Ornn
Voix originale : Matthew Waterson
Voix française : Philippe Dumond
Ornn, Dieu de la Forge Volcanique. Frère de Volibear, Ornn, dieu-forgeron de Freljord, façonne des armes et artefacts légendaires depuis sa forge souterraine, préférant la solitude du travail au tumulte des conflits divins.

## Pantheon
Voix originale : Gavin Hammon
Voix française : Nicolas Justamon (actuellement), Antoine Tomé (anciennement)
Pantheon, Artisan de la guerre. Issu de la tribu des Rakkors, autrefois aspect de la Guerre, sa forme divine est tuée par Aatrox. Pantheon, l'humain, survivant, a repris le contrôle de son destin et combat avec une détermination indomptable les dieux.

## Poppy
Voix originale : Kate Higgins
Voix française : Marie Diot
Poppy, Gardienne du marteau. Yordle. Elle parcourt le monde à la recherche du « guerrier légendaire » pour lui rendre son marteau.

## Pyke
Voix originale : Darien Sills-Evans (en)
Voix française : Thierry Desroses
Pyke, L'éventreur des abysses. Jeté en pâture aux léviathans par son équipage, Pyke s'est noyé... mais il n'est pas resté mort. Des années plus tard, un revenant légendaire connu sous le nom d’Éventreur des abysses hante les quais-abattoirs, rayant les noms d'une liste sans fin.
Personnage jouable dans le spin-off Ruined King : A League of legends story.

## Qiyana
Voix originale : Montse Hernandez
Voix française : Adeline Chetail
Qiyana, Impératrice des Eléments. Qiyana, impétueuse et prodigieuse maîtresse des éléments d'Ixtal, cherche à prouver qu'elle est la souveraine légitime en surpassant ses aînés et en imposant sa grandeur au reste du monde.

## Quinn
Voix originale : Lauren Mayhew
Voix française : Marie Zidi
Quinn, Ailes de Demacia, originaire de Demacia, elle est en équipe avec Valor, un oiseau de proie. elle est éclaireuse dans l'armée démacienne.

## Rakan
Voix originale : Ronan Summers
Voix française : Marc Duquenoy

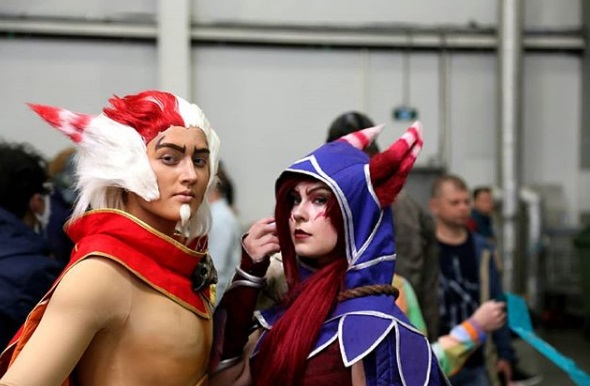
Cosplays de Rakan (à gauche) et de Xayah (à droite).

Rakan, Charmeur, est un Vastaya, venant de Ionia, se battant pour la liberté naturelle. Amant de Xayah.

## Rammus
Voix originale : Duncan Watt (en)
Voix française : Pierre-Alain de Garrigues
Rammus, Tatou Blindé, protecteur du Désert de Shurima.

## Rek'Sai
Rek'Sai, Traqueuse du Néant. Rek'Sai est une monstrueuse prédatrice du Néant Elle terrorise les étendues souterraines de Shurima, traquant ses proies avec une férocité instinctive et une faim insatiable.

## Rell
Voix originale : Laya DeLeon Hayes
Voix française : Alice Orsat
Rell, Vierge de Fer. Fille d'une famille aristocrate déchue de Noxus, elle fut envoyée dans une école spécialisée de la Rose Noire pour apprendre sa magie très rare : la Métalomancie, l'art magique de contrôler les métaux. Cependant, lors de son parcours, elle se batta contre les autres élèves qu'elle ne vire plus jamais et compris plusieurs années après que les différents sceaux qu'on lui apposait sont l'essence magique de ces derniers. Furieuse, elle détruisa l'école et tua les enseignants, pris des morceaux du bâtiment, fait de métaux, pour alimenter son armure et accessoirement une monture. Elle erre à la recherche des derniers enfants survivants, souhaite la mort de sa mère qui était à la tête de cette école et l'effondrement de Noxus.

## Renata Glasc
Voix originale : Debra Wilson
Voix française : Arabi Soleïma
Renata Glasc, Baronne de la chimie. Fille de médecins à Zaun, morts par les barons de Chimie via les ordres de Piltover. Elle œuvre pour planifier sa vengeance envers la destruction de la Cité du Progrès. Elle a créé la Société Glasc Industries pour ses produits de luxe et ses inventions, très prisés par les Piltoviens.

## Renekton
Voix originale : Patrick Seitz (en)
Voix française : Marc Bretonnière
Renekton, Dévoreur des sables. Frère de Nasus. Autrefois humain, son apparence et sa puissance furent changées par l'Ascension, tout comme Azir, Xerath et Nasus. Il fut enfermé par Nasus, à sa demande, avec Xerath, celui-ci représentant un trop gros danger pour Shurima. Il combattit des années contre Xerath, mais celui-ci le manipula à ses fins, se faisant ainsi un allié. Lorsque Renekton sortit de sa prison, croyant sur les paroles de Xerath que son frère l'avait enfermé contre son gré, il n'attend plus que l'heure où il pourra tuer Nasus.

## Rengar
Voix originale : Jason Simpson
Voix française : Bruno Magne

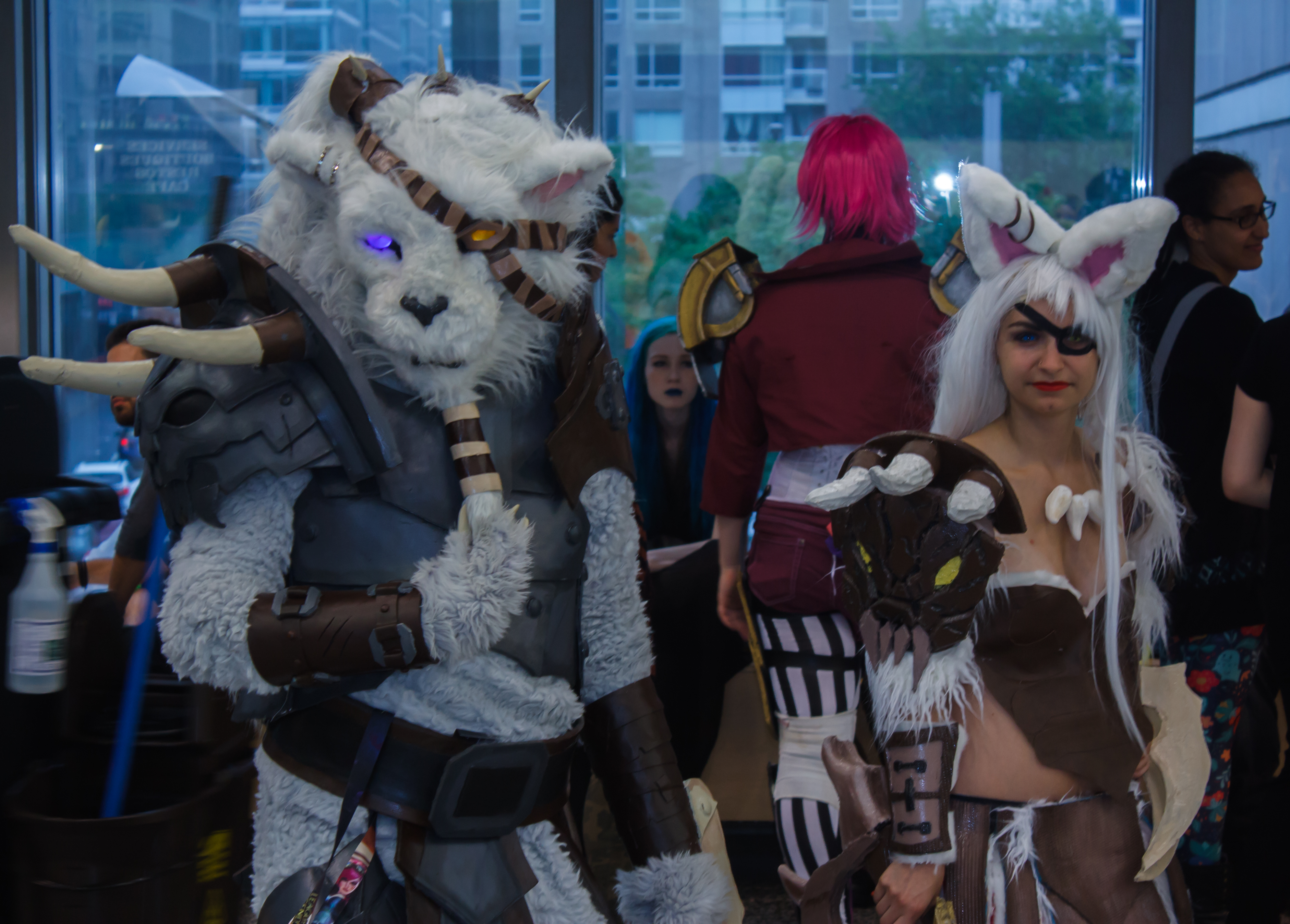
Cosplays de Rengar à la Comiccon de Montréal 2016.

Rengar, Fier traqueur. Alors que la chasse commençait à l’ennuyer, une créature entra dans son territoire pour en dévorer tous les êtres. Son œil crevé est le résultat de son affrontement avec la créature, qui n'est autre que Kha'Zix.

## Riven
Voix originale : Cristina Vee
Voix française : Céline Melloul

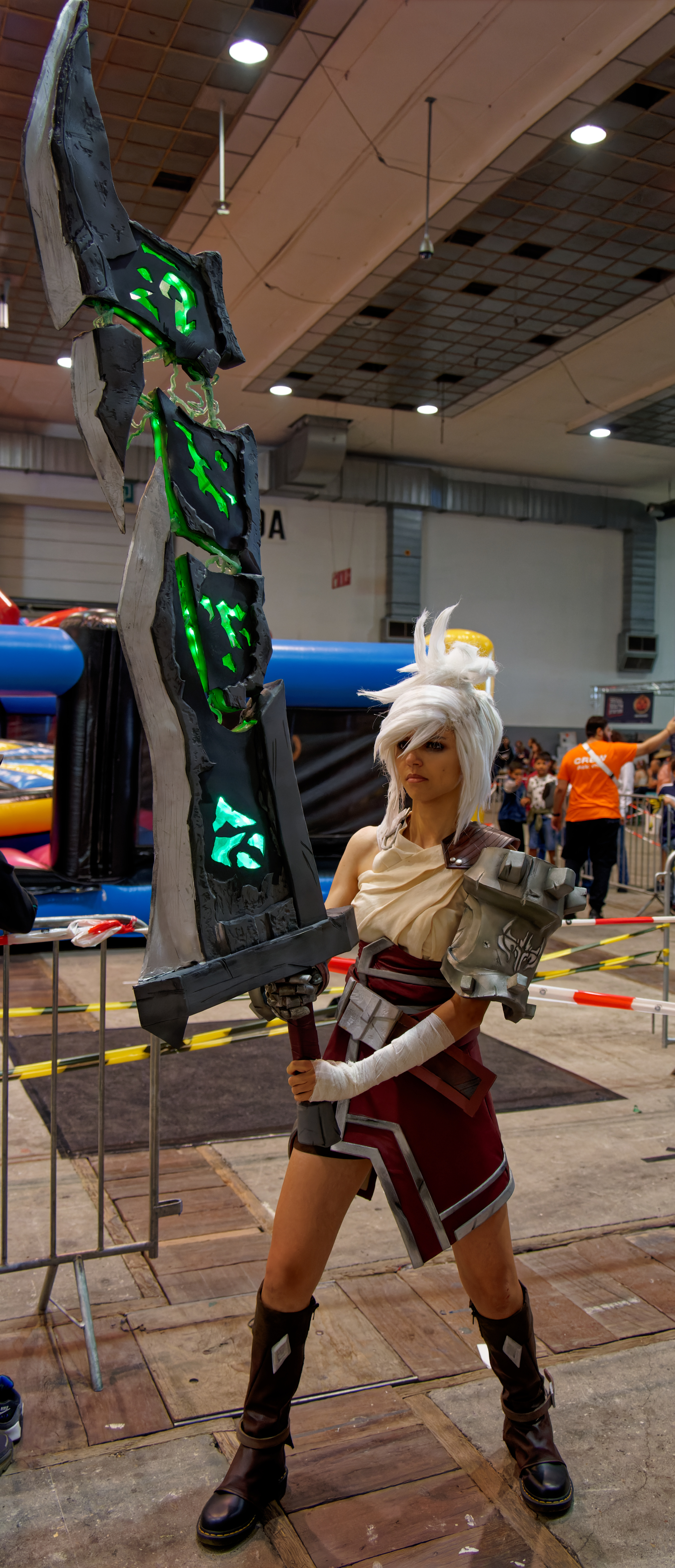
Cosplay de Riven à la convention Made in Asia, 2023.

Riven, Exilée brisée. Elle se bat avec une épée brisée.
« Une lame brisée suffira amplement pour vous battre. » Riven.

## Rumble
Voix originale : Ari Rubin
Voix française : Benjamin Pascal
Rumble, Menace mécanisée. Yordle dans une machine nommée "Tristy". Amoureux de Tristana.

## Ryze
Voix originale : Sean Schemmel (actuellement), Adam Harrington (en) (anciennement)
Voix française : Martial Le Minoux
Ryze, Mage runique. Il parcourt le monde à la recherche de runes magiques pour les cacher.

## Samira
Voix originale : Emily O'Brien
Voix française : Corinne Wellong
Samira, Rose du désert.

## Sejuani
Voix originale : Nicki Burke
Voix française : Marie Gamory

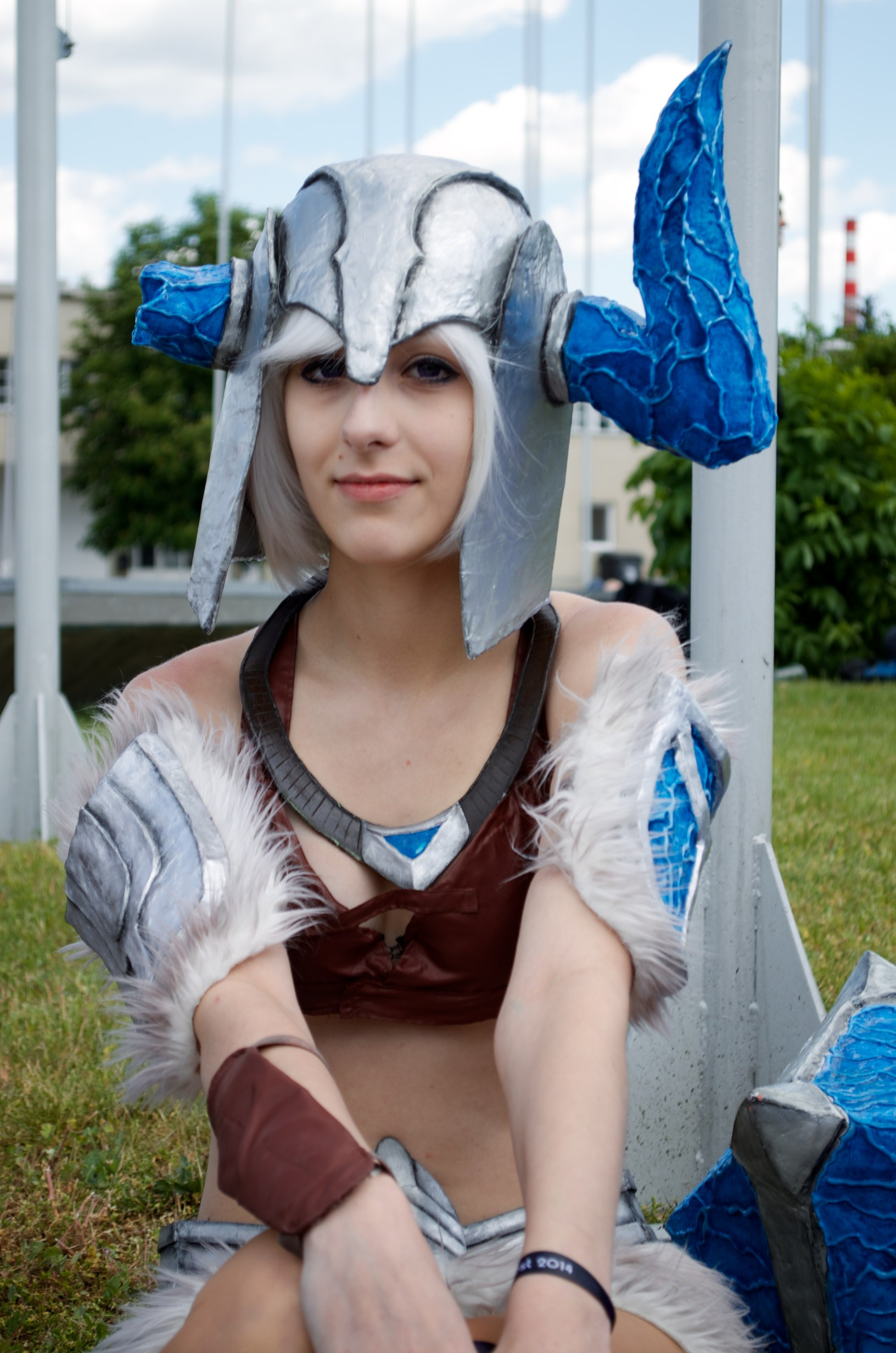
Cosplay de Sejuani à l'AnimeFest 2014 de Brno.

Sejuani, Colère de l'hiver. Modeste freljordienne, Sejuani a grandi dans les terres glaciales et pénibles du grand Nord.

## Senna
Voix originale : Cynthia Kaye McWilliams
Voix française : Sabrina Marchese
Senna, Rédemptrice. Femme de Lucian, emprisonnée dans la lanterne de Thresh durant des années, dont elle s'est désormais échappée.

## Séraphine
Voix originale : Michele Panu
Voix française : Zina Khakhoulia
Séraphine, Chanteuse rêveuse.

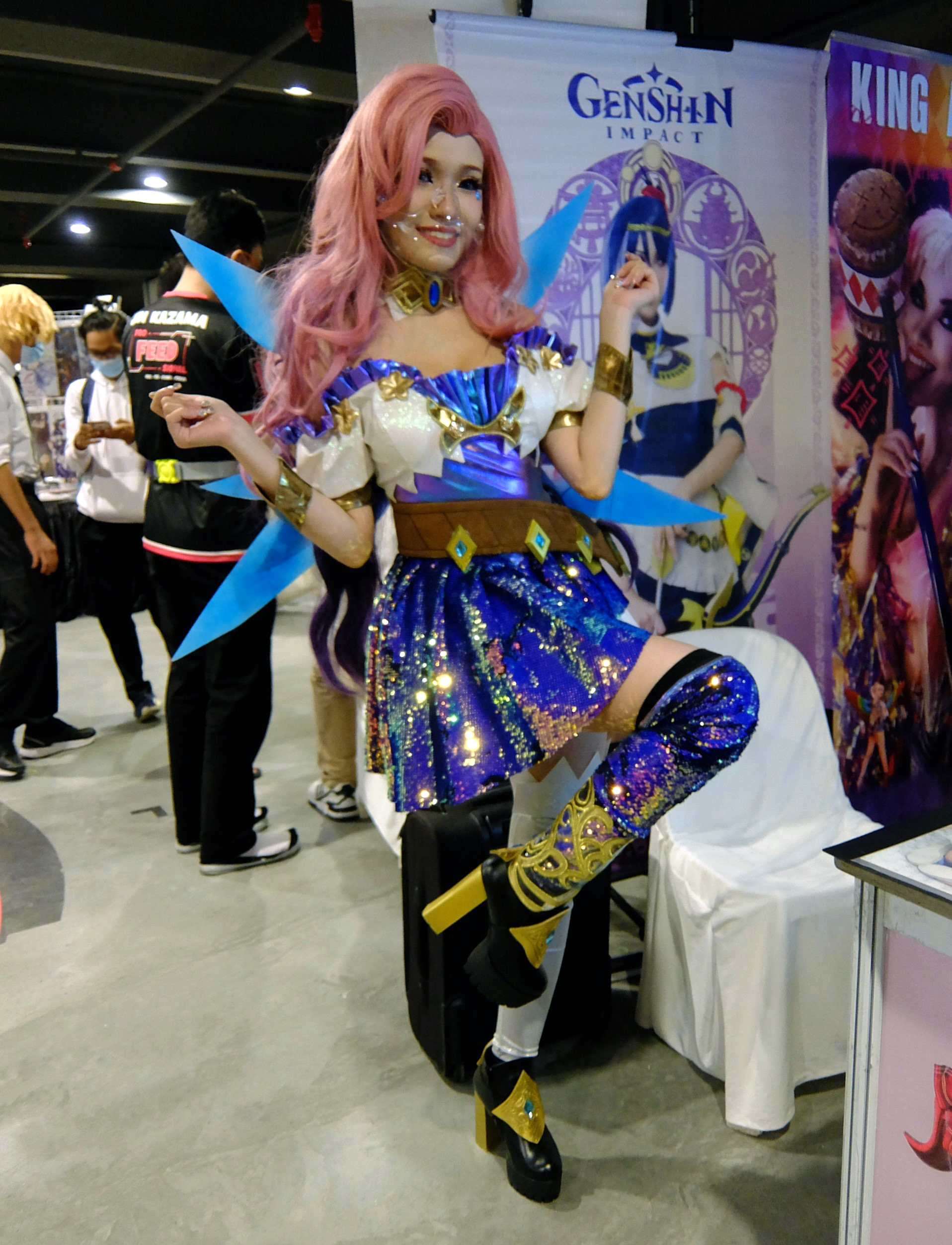
Cosplay de Séraphine à la Nijigen Expo 2022.

Elle fait partie du groupe virtuel KDA.

## Sett
Voix originale : Xander Mobus
Voix française : Slimane Yefsah
Sett, Patron. Sett est né d'une mère Vastaya et d'un père humain. Durant son enfance, il est abandonné par son père et est persécuté à cause de son sang. Il s'entraîne au combat pour devenir l'homme barbare de Ionia et retrouver son père pour se venger.

## Shaco
Voix originale : Adam Harrington (en)
Voix française : Emmanuel Rausenberger
Shaco, Bouffon des ténèbres. Nul ne sait d'où il vient.

## Shen
Voix originale : Keith Silverstein
Voix française : Pierre Alam
Shen, Œil du crépuscule. Ennemi juré de Zed, ninja déchu qui a exterminé nombre des membres du clan de Shen, dont son père. Shen fait partie de l'ordre Kinkou avec Kennen et (anciennement) Akali qui a pour but de rétablir l'équilibre dans le monde.

## Shyvana
Voix originale : Karen Strassman
Voix française : Raphaëlle Valenti
Shyvana, Demi-Dragon. Née d'un œuf de dragon, elle a été élevée par un humain.

## Singed
Voix originale : Dameon Clarke
Voix française : Pascal Germain
Singed, Chimiste fou. Docteur de la cité de Zaun, il est le créateur de Warwick.

## Sion
Voix originale : Scott McNeil (actuellement), J.S Gilbert (anciennement)
Voix française : Pascal Germain
Sion, Colosse Mort-Vivant. Il est à l'origine de la mort de Jarvan III, père du roi actuel de Demacia : Jarvan IV, et en a gardé la lance plantée dans son crâne. C'est un soldat noxien ressuscité à l'infini pour ses performances militaires, notamment dans la guerre contre Ionia.

## Sivir

Cosplay de Sivir avec le skin « Sivir Purificatrice ».

Voix originale : Alexa Kahn (actuellement), Rebecca Schweitzer (anciennement)
Voix française : Marie Zidi (actuellement), Brigitte Guedj (anciennement)
Sivir, Vierge martiale, est un tireur généralement utilisé sur la voie du bas. Elle est peu résistante mais capable d'infliger de lourds dégâts physiques (AD) à l'aide de ses attaques de bases ainsi que d'aider son équipe à initier les combats d'équipe à l'aide de son sort ultime.
Au niveau de son histoire, c'est un personnage du désert de Shurima, descendante de Azir, son arme est aussi la clé du tombeau où étaient enfermés Renekton et Xerath. Sivir s'est faite assassiner par Cassiopeia après avoir ouvert le tombeau puis ressusciter par Azir.

## Skarner
Voix originale : David Lodge
Voix française : Alex Donders
Skarner, Gardien de Cristal.

## Smolder
Voix originale : Georgie Cordova Kidder
Smolder, dragonnet flamboyant. C'est un jeune dragon curieux et espiègle, originaire de Camavor. Il apprend à maîtriser ses flammes destructrices sous l'influence de sa redoutable mère, tout en rêvant d'aventure et de grandeur.

## Sona
Voix originale : Erin Fitzgerald
Voix française : Laura Blanc

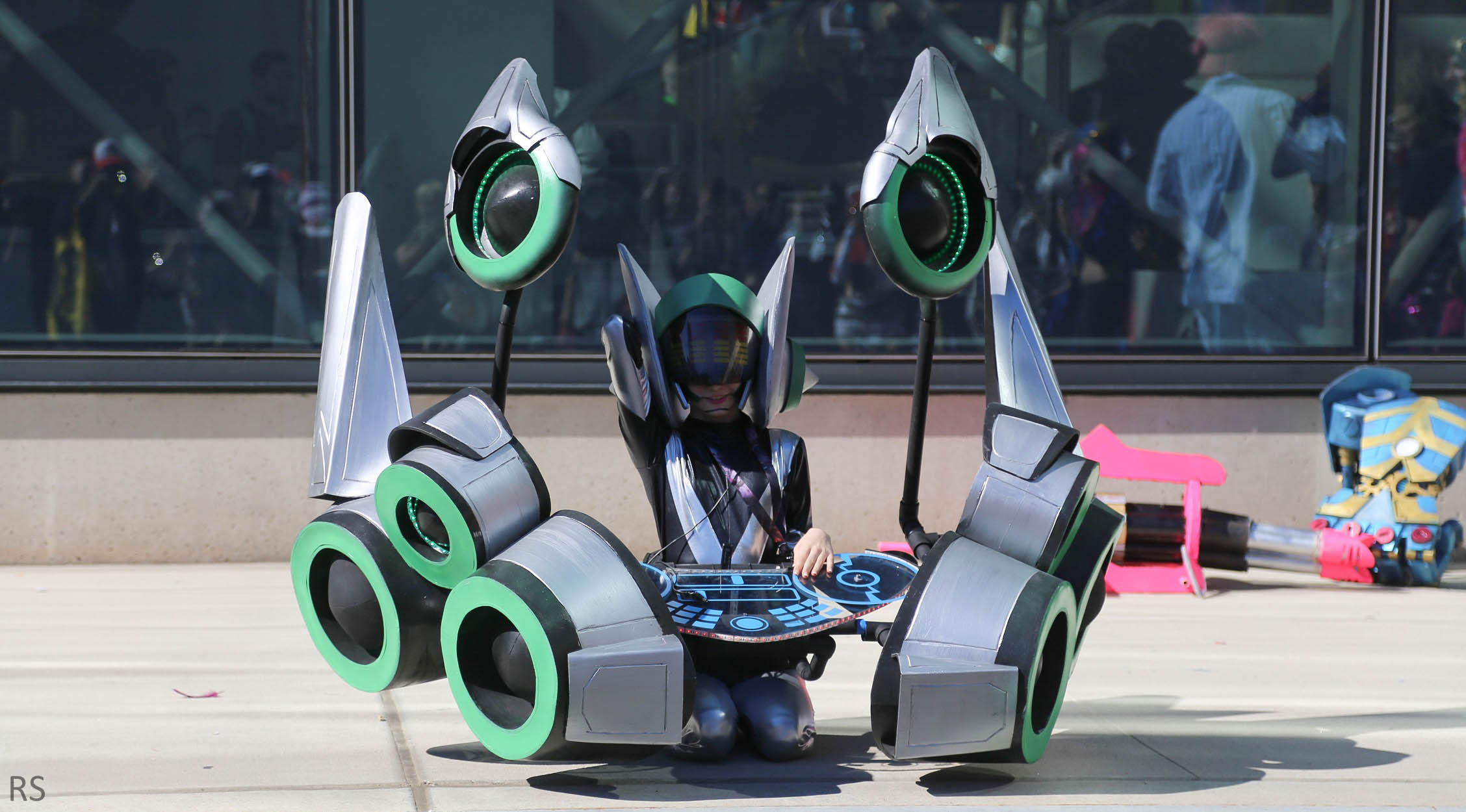
Cosplay de Sona avec le skin « DJ Sona » au New York Comic Con de 2015.

Sona, Virtuose de la harpe. Etant muette, elle ne peut s'exprimer qu'à travers son instrument, nommé etwahl.

## Soraka
Voix originale : Lisa Lindsley
Voix française : Laura Préjean

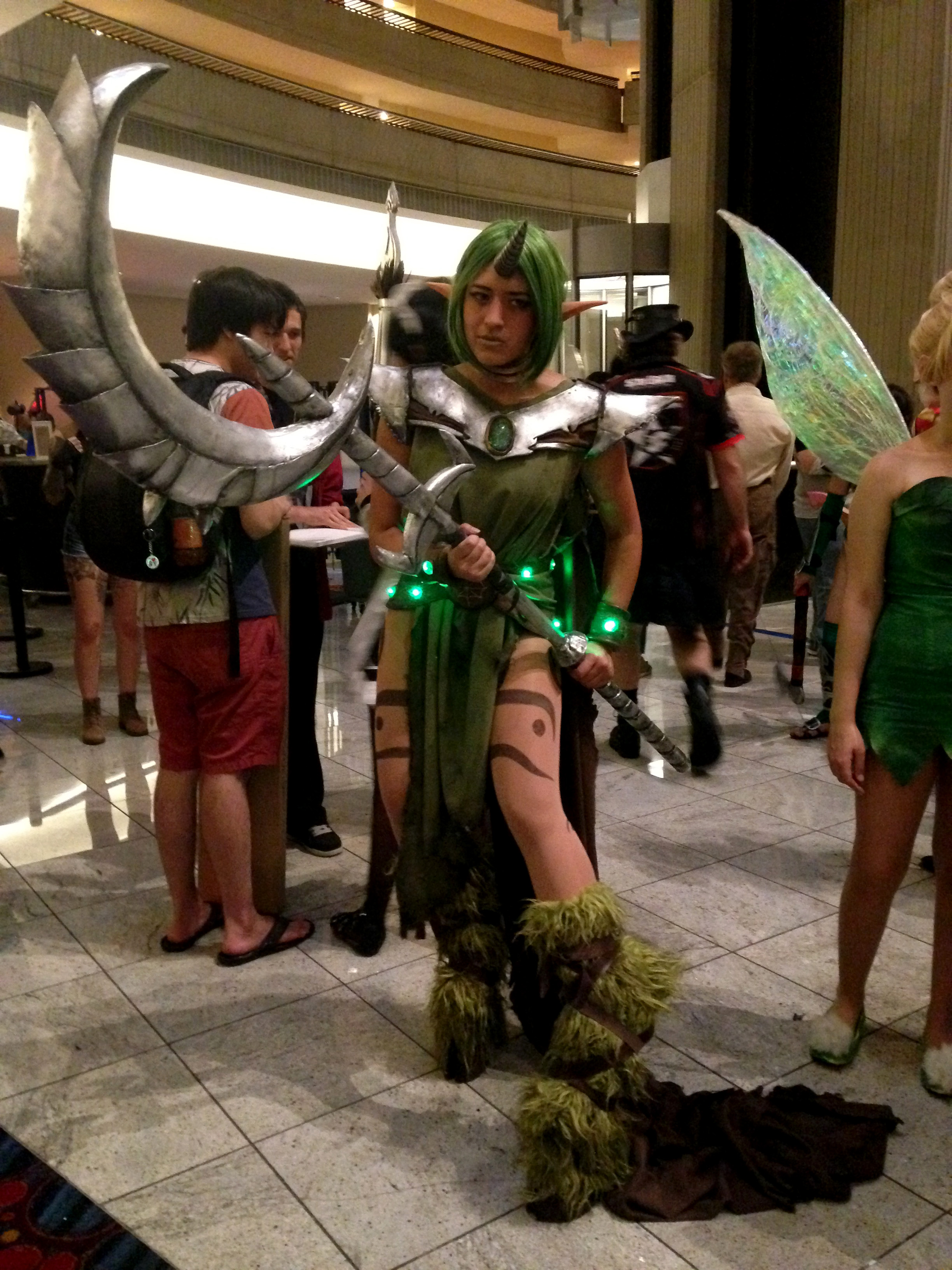
Cosplay de Soraka avec le skin « Soraka Dryade » à la Dragon Con de 2014.

Soraka, Enfant des étoiles. Soraka est une entité céleste descendue des étoiles. Elle consacre son existence à soigner et à protéger les mortels, malgré leur violence, avec une compassion infinie et une sagesse divine.

## Swain
Voix originale : James Faulkner
Voix française : Pierre Margot
Swain, Maître tacticien. Swain, le visionnaire, Grand Général de Noxus, a sacrifié une part de son humanité pour s'approprier le pouvoir démoniaque de Raum. Il fait partie du Trifarix gouvernant Noxus et incarne la vision. 

## Sylas
Voix originale : Fergus O'Donnell
Voix française : Arnaud Arbessier
Sylas, Révolutionnaire Déchaîné. Mage Demacien persécuté par la politique anti mage de Demacia. Révolté par l’oppression qu'il a subi dès son plus jeune âge, il s'echapera de prison en manipluant Lux. Il a ensuite pour projet créer une révolte pour faire tomber le pouvoir et créer un régime plus égalitaire.
Personnage jouable dans le spin-off The Mageseeker : A League of legends story.

## Syndra
Voix originale : Inconnue
Voix française : Sybille Tureau

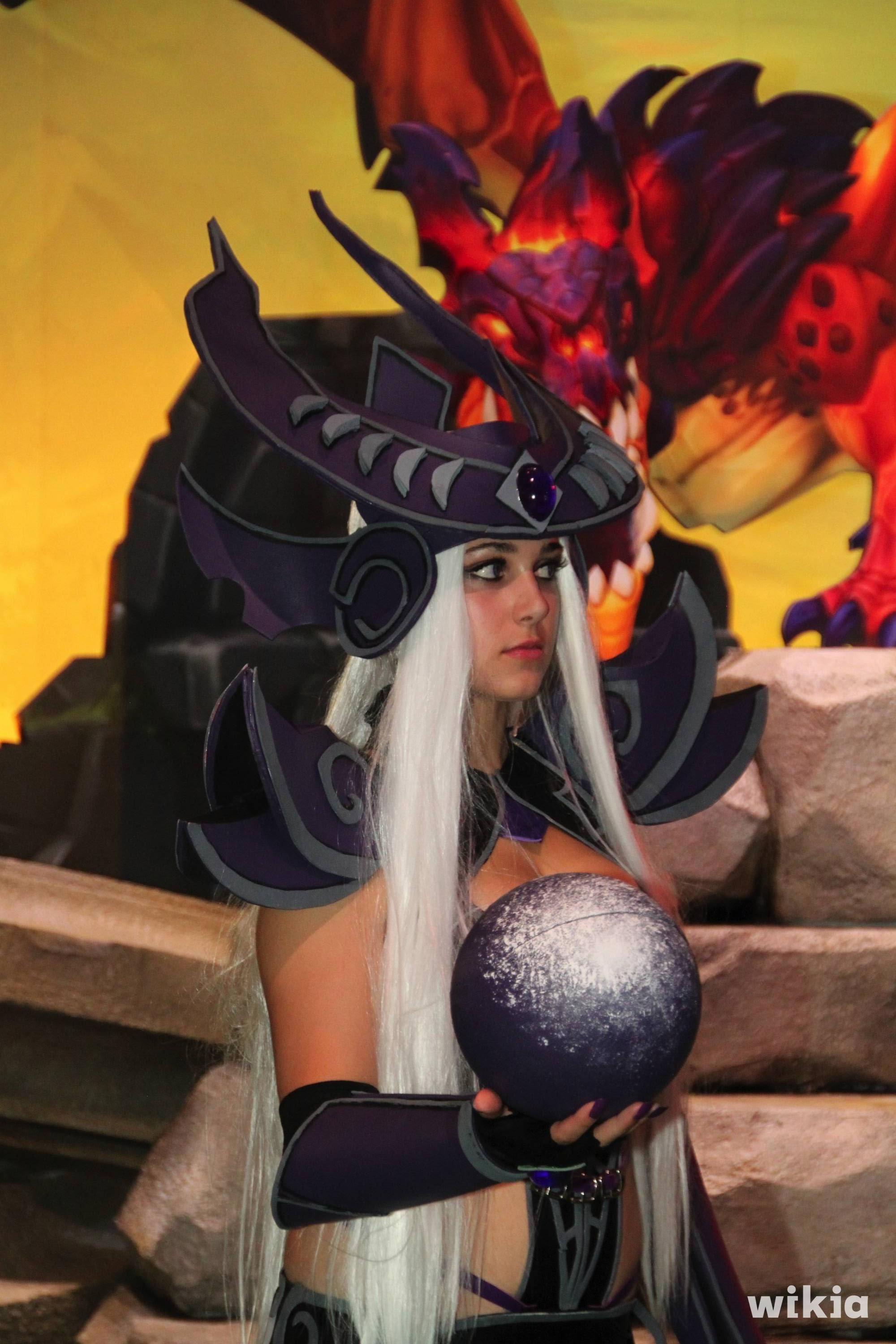
Cosplay de Syndra à la Gamescom de 2014.

Syndra, Souveraine Obscure. Emprisonnée et endormie par l'esprit de Ionia dans un lac Souterrain de l'île de Fae'Lor pour son extrême afflux d'émotions négatives, elle fut réveillée par les Ioniens dans un grand désespoir pour vaincre l'invasion des Noxiens. Elle tua les personnes présentes sur les lieux et éleva le château où elle était retenue prisonnière, dans les cieux.

## Tahm Kench
Voix originale : Pat Duke
Voix française : Frédéric Souterelle
Tahm Kench, Roi des rivières. Tahm Kench est un démon. Il erre dans les fleuves de Runeterra en séduisant ses proies avec des promesses irrésistibles, avant de les gober.

## Taliyah
Voix originale : Erica Lindbeck
Voix française : Jessica Monceau
Taliyah, Tisseuse de pierres. Taliyah est une jeune mage nomade de Shurima. Elle maîtrise la terre avec une précision instinctive, oscillant entre son désir d’aventure et son devoir de protéger son peuple.

## Talon
Voix originale : Travis Willingham
Voix française : Marc Alfos
Talon, Lame des ténèbres. Il a été entraîné par le général Noxien Marcus Du Couteau, père de Katarina, après avoir perdu contre lui. Il le voit comme un père.

## Taric

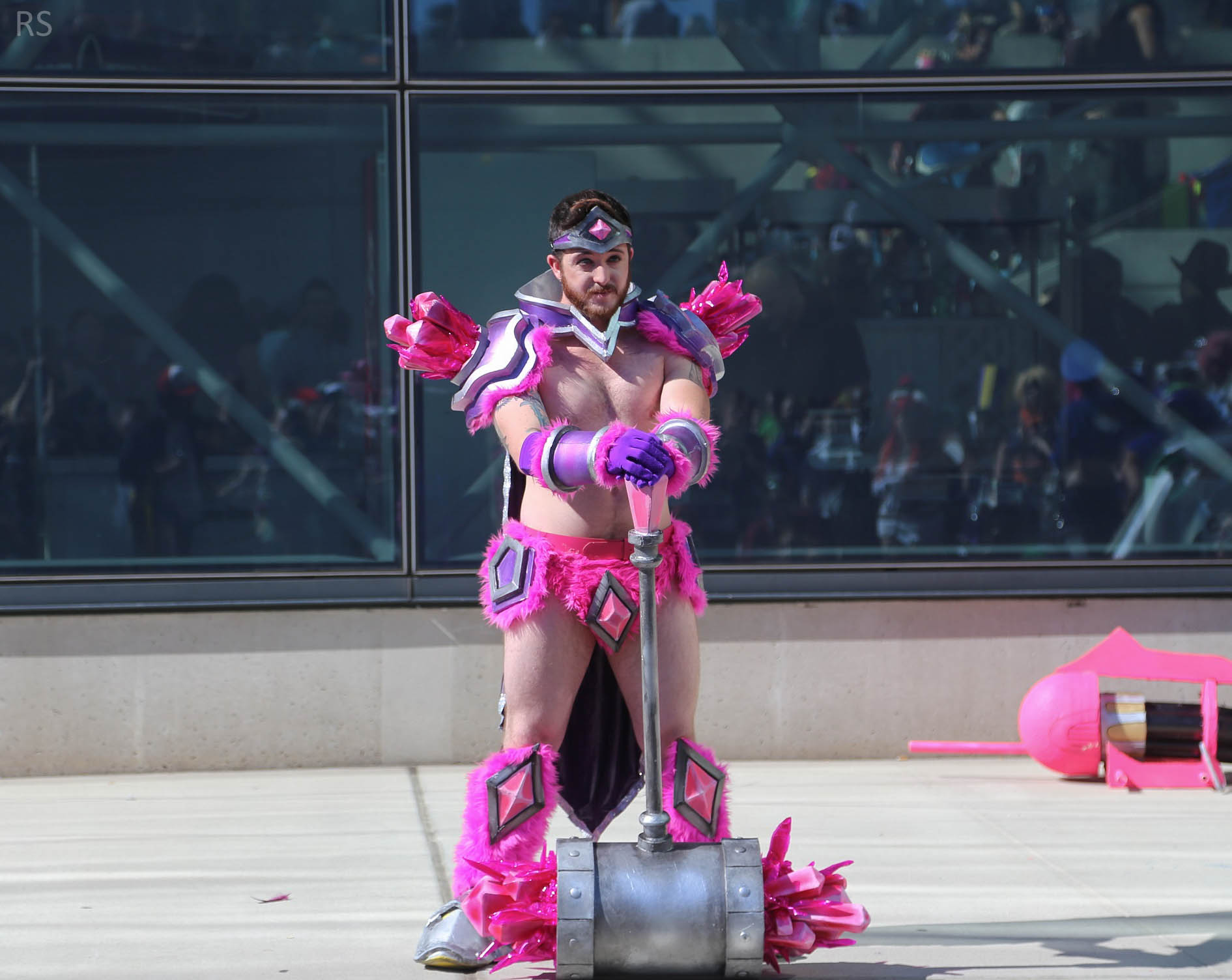
Cosplay de Taric avec le skin « Taric du Cinquième Âge » au New York Comic Con de 2015.

Voix originale : Yuri Lowenthal (actuellement), Dennis Collins Johnson (anciennement)
Voix française : Serge Thiriet (actuellement), Marc Alfos (anciennement)
Taric, Bouclier de Valoran. Ancien général démacien, Taric a gravi le mont Targon et a reçu le pouvoir d'une entité céleste dans le but de protéger Runeterra des abominations du Néant.

## Teemo
Voix originale : Inconnue
Voix française : Brigitte Guedj

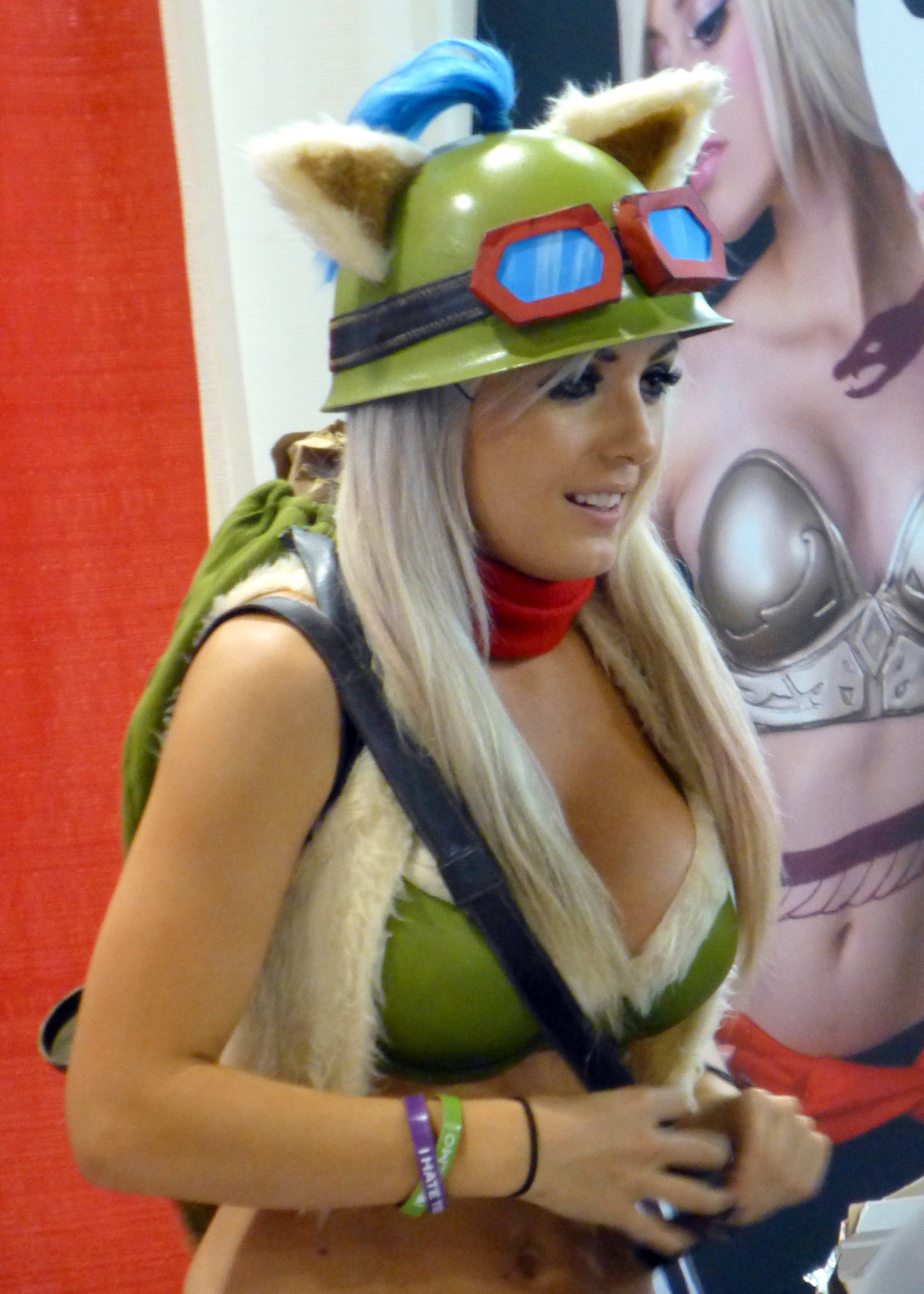
en cosplay de Teemo.

Teemo, Scout de Bantam. Yordle en apparence mignon et inoffensif, mais redoutable et impitoyable lorsqu'il part en mission. Selon certains rapports, il aurait des tendances psychopatiques.

## Thresh
Voix originale : Mark Oliver
Voix française : Pierre Alam
Thresh, Garde aux chaînes. Il a capturé l'âme de Senna, la femme de Lucian, qui le poursuit et s'est juré de le tuer.

## Tristana
Voix originale : Elspeth Eastman
Voix française : Caroline Pascal
Tristana, Canonnière Yordle.

## Trundle
Voix originale : Joshua Tomar
Voix française : Frédéric Souterelle
Trundle, Roi des trolls.
Au niveau de son histoire, c'est un personnage de Freljord ayant pactisé avec Lissandra afin de devenir le chef de la tribu des Trolls.

## Tryndamere
Voix originale : Brian Sommer
Voix française : Bernard Bollet

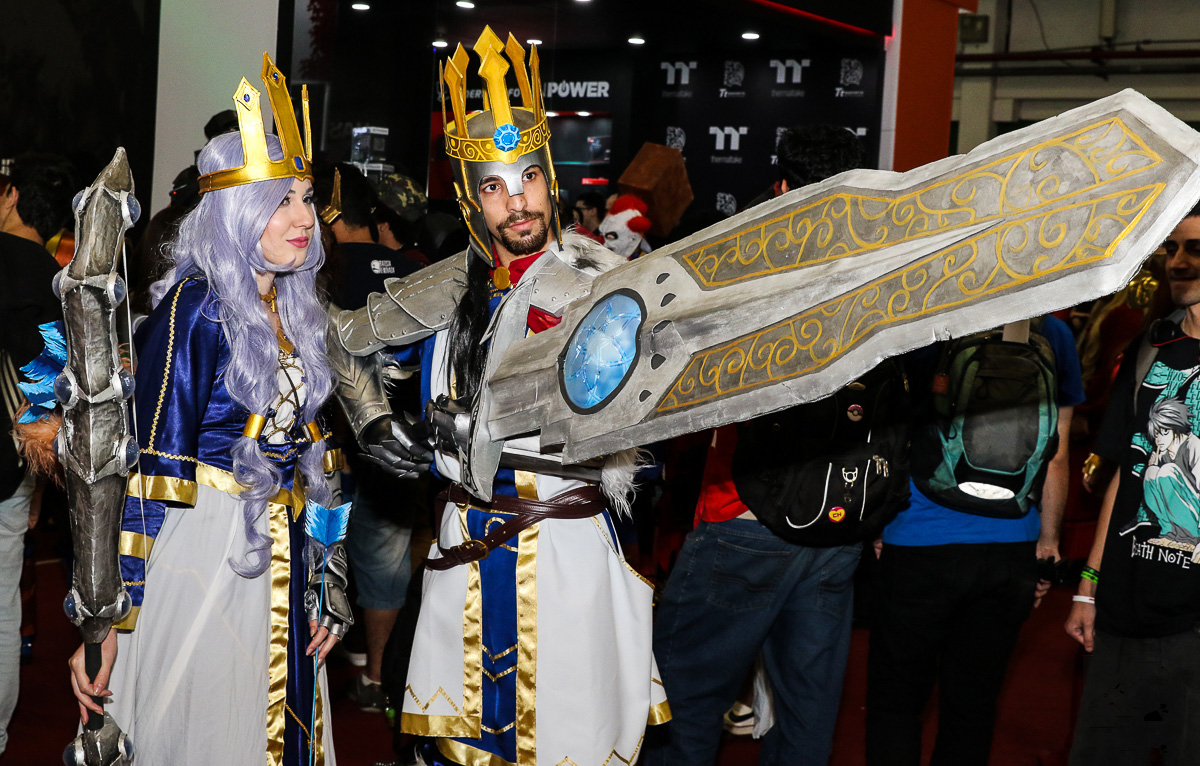
Cosplay de Tryndamere avec le skin « Roi Tryndamere » (à droite sur l'image) et cosplay d'Ashe, sa femme, avec le skin « Reine Ashe » (à gauche) au Brasil Game Show 2017.

Tryndamere, Roi barbare. Il est marié à Ashe pour des raisons politiques. Armé d'une immense épée, c'est un grand guerrier du Freljord.
« Mon bras droit est bien plus fort que mon bras gauche. » Tryndamere.

## Twisted Fate
Voix originale : Owen Thomas
Voix française : Bernard Bollet

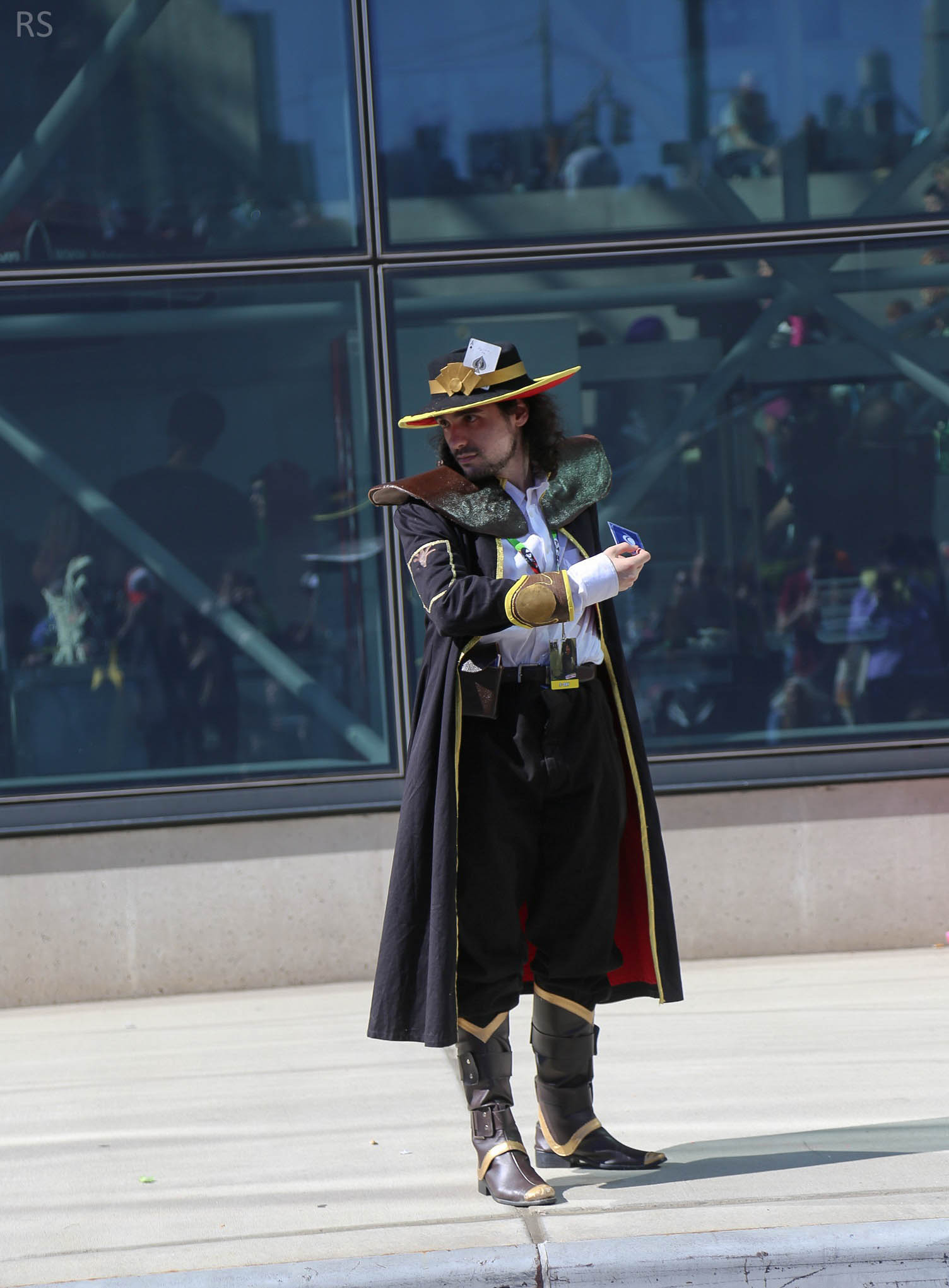
Cosplay de Twisted Fate au New York Comic Con de 2015.

Twisted Fate, Maître des cartes. Tricheur incontesté, en échange de la magie il trahit son ami de toujours, Graves[pas clair]. Il fréquente les bars de Bilgewater.

## Twitch
Voix originale : Doug Boyd
Voix française : Martial Le Minoux
Twitch, Semeur de peste.

## Udyr
Voix originale : J.S. Gilbert
Voix française : Martial Le Minoux
Udyr, Gardien des esprits.

## Urgot
Voix originale : Paul M. Guyet
Voix française : Bernard Métraux
Urgot, Broyeur. Il était autrefois bourreau pour Noxus, puis fut envoyé par Swain dans une mission suicide a Zaun visant à l'éloigner du pouvoir. Il fut réduit en esclavage dans la cité chimique, dont il s'échappera en créant une révolte. Il a désormais pour objectif de tuer tous les barons de la chimie qui l'ont torturé pendant ses années d'esclavage à la mine.

## Varus
Voix originale : Gavin Hammon
Voix française : Cédric Dumond

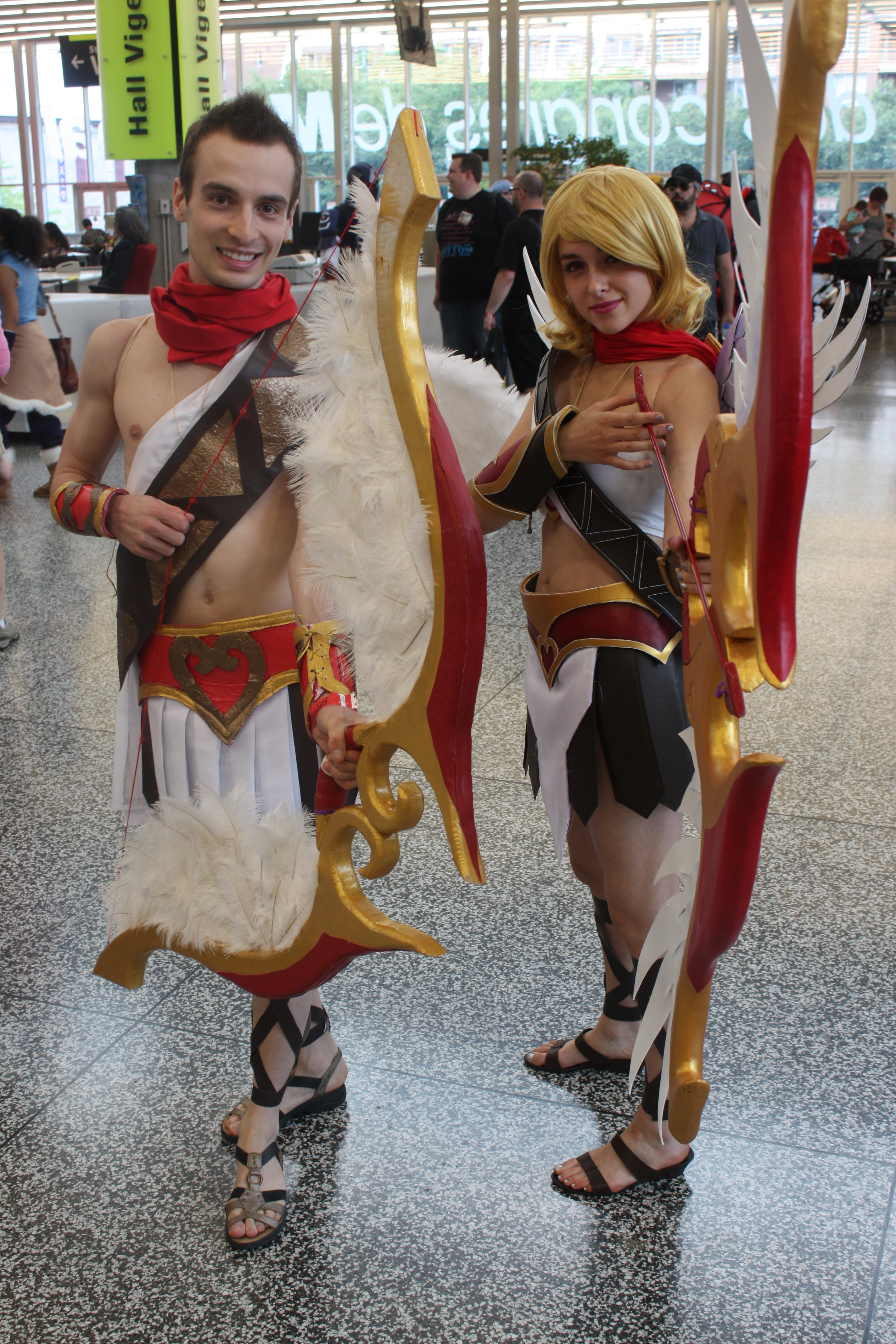
Cosplays de Varus avec le skin Varus « Cœur-de-cible » à la Comiccon de Montréal en 2015.

Varus, Flèche de la Vengeance. Fait partie des 5 derniers Darkins[Quoi ?] de Runeterra.

## Vayne
Voix originale : Nika Futterman
Voix française : Nathalie Germonpré (par défaut), Charlotte Junière (PROJET : Vayne)
Vayne, Chasseur nocturne. Elle traque sans relâche celui (ou celle) qui a causé la mort de ses parents.

## Veigar

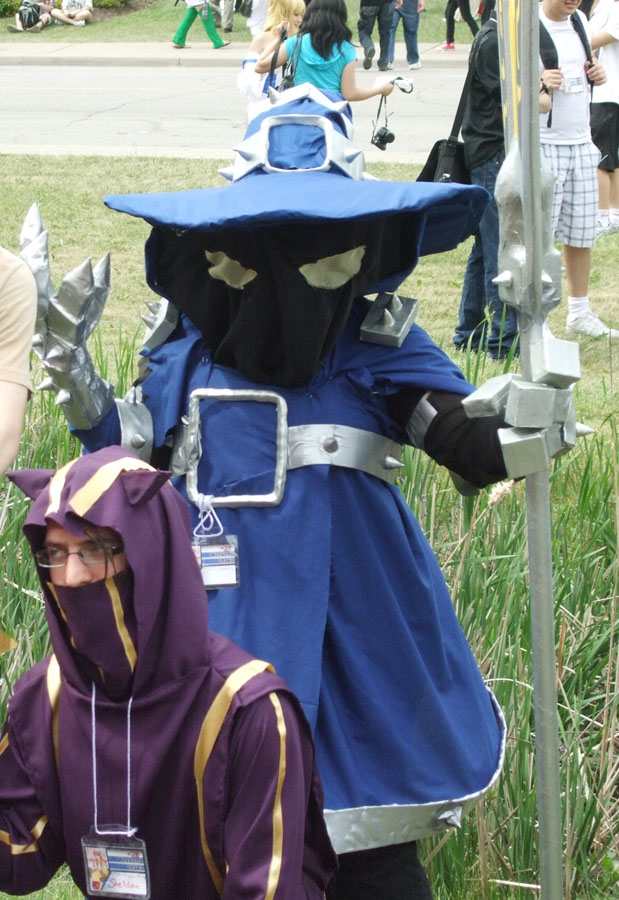
cosplay de veigar

Voix originale : Bob Beal (par défaut), Scott McNeil (Veigar Boss de fin)
Voix française : Emmanuel Rausenberger
Veigar, Seigneur des maléfices. Yordle, il est le mal incarné depuis qu'il a été torturé pendant des centaines d’années par Mordekaiser.

## Vel'Koz
Voix originale : Erik Braa
Voix française : Paul Borne
Vel'Koz, Œil du Néant. Créature venant du Néant constituée d'un œil et trois tentacules, il cherche à acquérir toutes les connaissances possibles dans le monde. Pour ce faire, il désintègre avec des rayons tout ce qu'il analyse.

## Vex
Voix originale : Jeannie Tirado
Voix française : Valérie Bescht
Vex, Ombre du Désespoir.

## Vi
Voix originale : Cia Court
Voix française : Isabelle Volpe

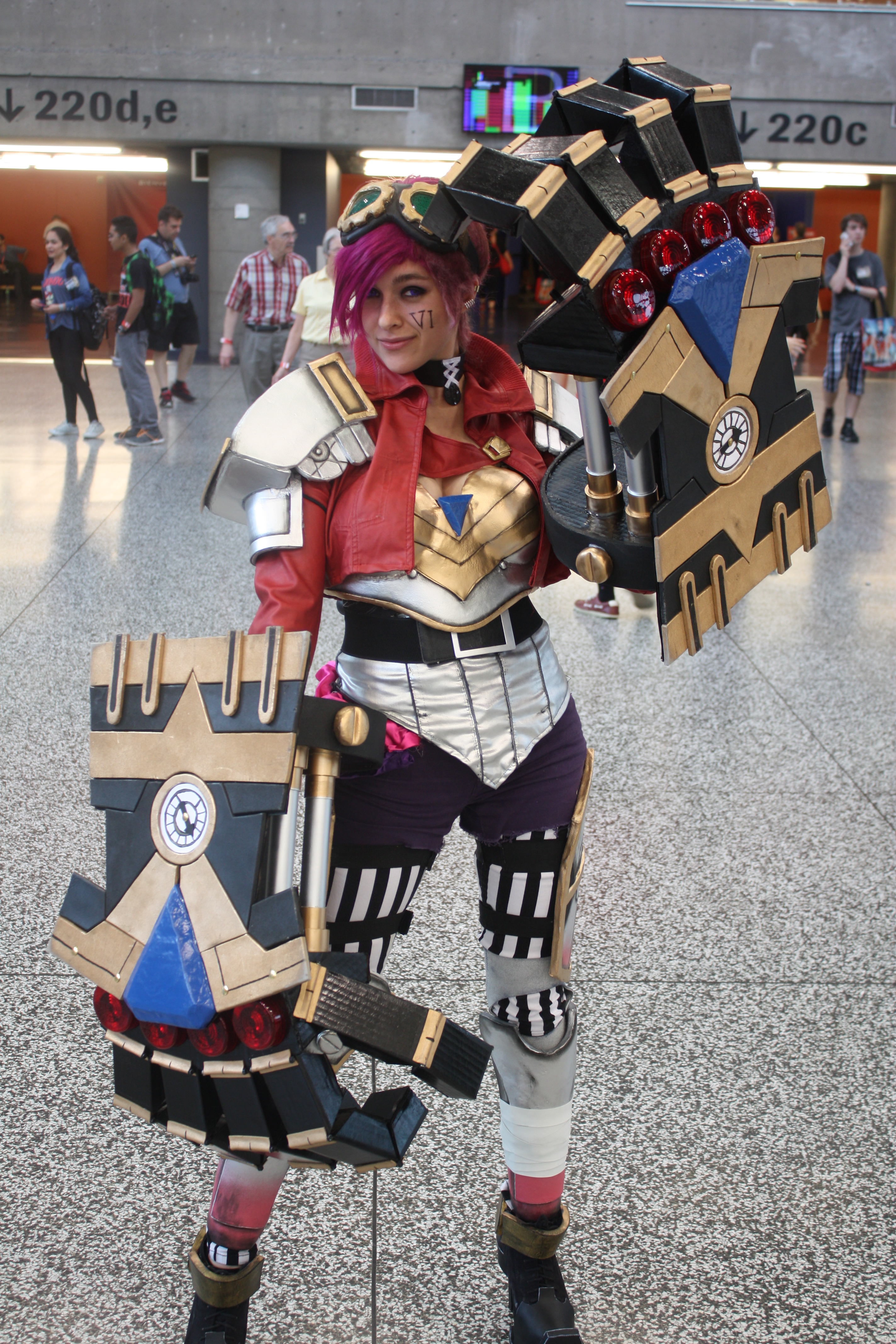
Cosplay de Vi au Montreal Comiccon de 2015.

Vi, Cogne de Piltover. Ancienne délinquante, elle combat désormais le crime sous les ordres de Caitlyn afin d'arrêter sa sœur, Jinx. Elle se bat avec deux poings Hextech. C'est également l'un des personnages principaux de la série télévisée Arcane.

## Viego
Voix originale : Sean Teale
Voix française : Nicolas Beaucaire
Viego, Roi déchu.
Antagoniste dans le spin-off Ruined King : A League of legends story.

## Viktor
Voix originale : Owen Thomas
Voix française : Cédric Dumond

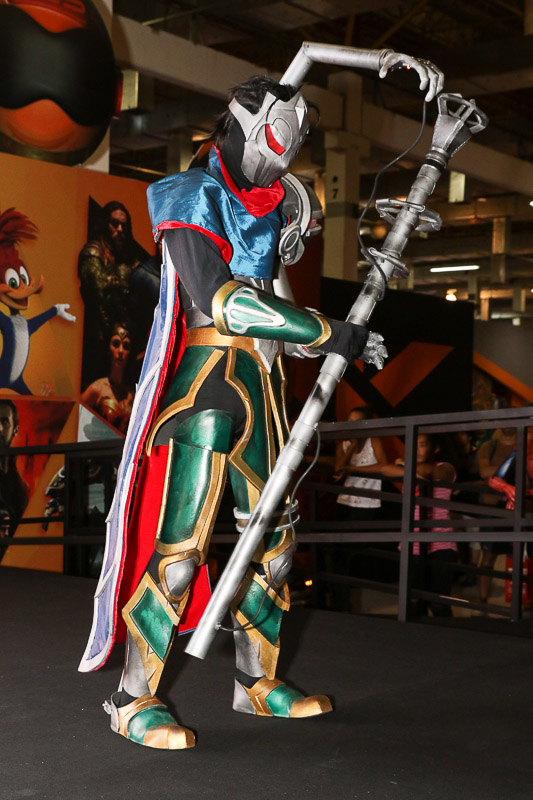
Cosplay de Viktor.

Viktor, Héraut des machines. Scientifique constamment à la recherche de moyens technologiques pour perfectionner l'homme. Il finira par remplacer la presque entièreté de son corps par des pièces mécaniques. C'est également l'un des personnages principaux de la série télévisée Arcane.

## Vladimir
Voix originale : Kevin M.Connolly (Par défaut), Gavin Hammon (Vladimir Sanguinaire)
Voix française : Damien Ferrette
Vladimir, Saigneur pourpre.

## Volibear
Voix originale : Patrick Warburton
Voix française : Éric Peter
Volibear, Grondement de tonnerre.

## Warwick
Voix originale : Dave B. Mitchell (actuellement), Brian Sommer (anciennement)
Voix française : Marc Saez
Warwick, Fureur Dechaînée de Zaun. Ancien humain transformé en loup par Singed.

## Wukong

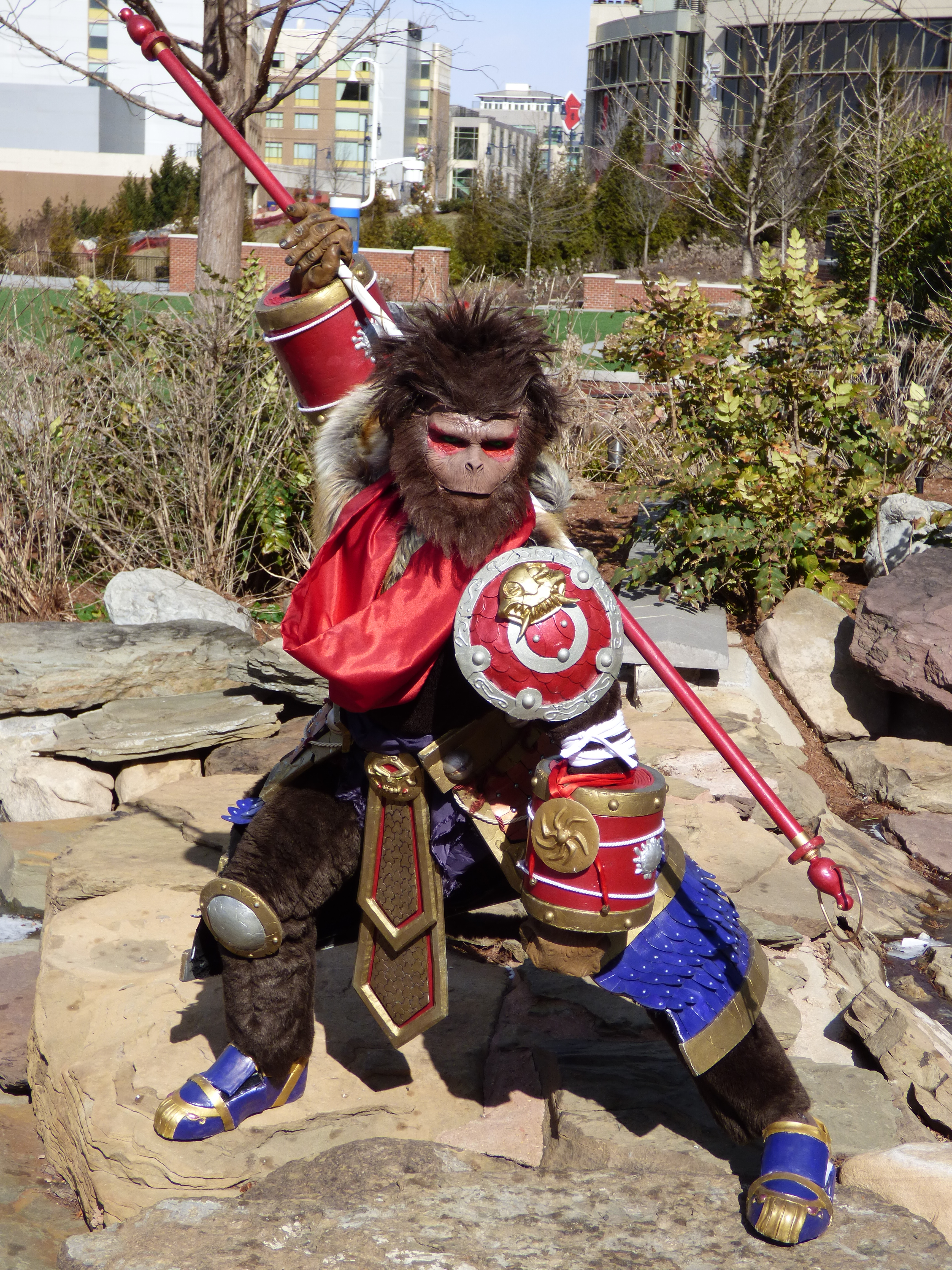
Cosplay de Wukong à la Katsucon de 2016.

Voix originale : Spike Spencer
Voix française : Pierre-Alain de Garrigues
Wukong, Roi des singes. Il a décidé de devenir le disciple de Maître Yi contre le souhait de ce dernier.

## Xayah
Voix originale : Ashly Burch
Voix française : Maïa Michaud

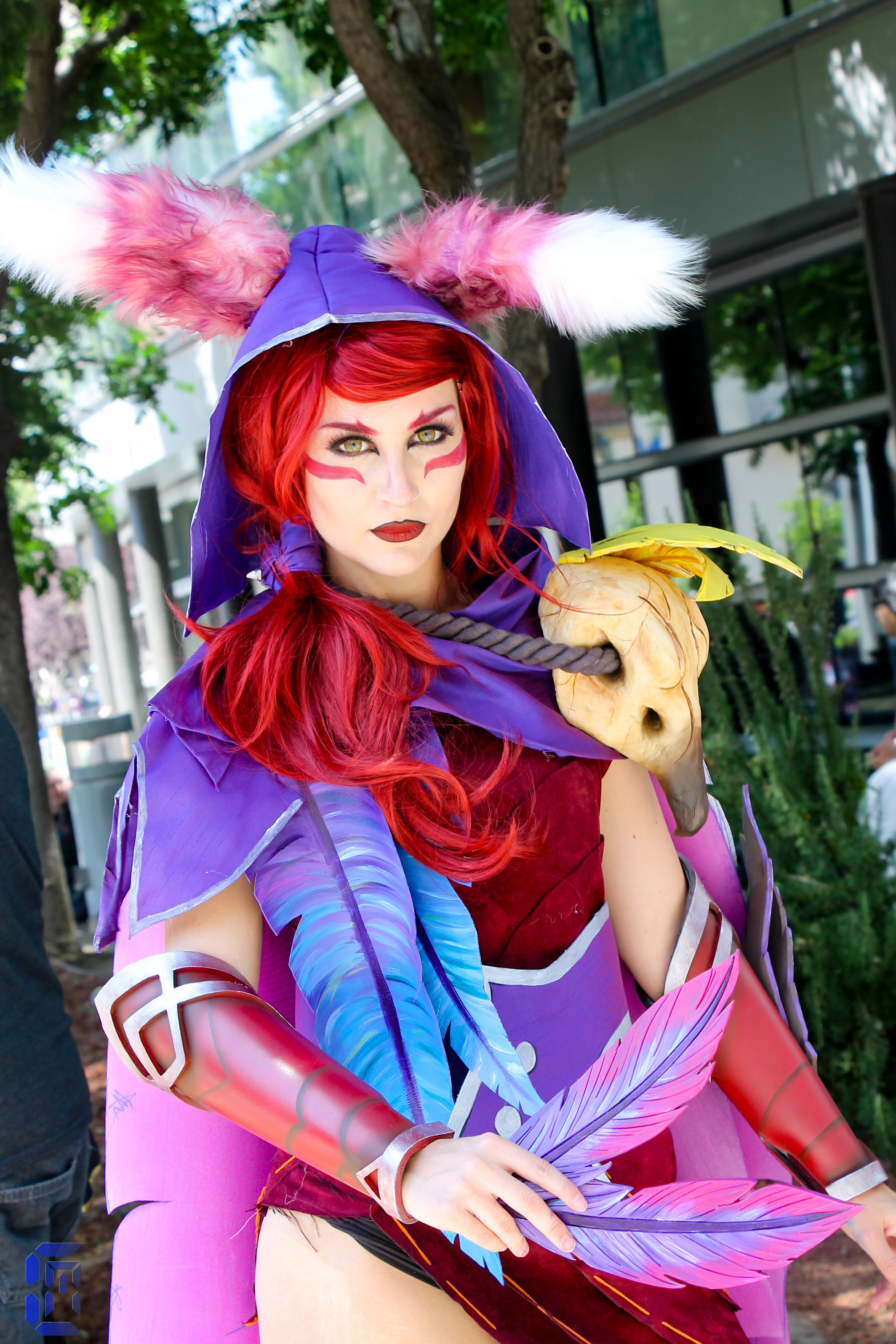
Cosplay de Xayah à la FanimeCon 201.

Xayah, la Rebelle. C'est une Vastaya. Amante de Rakan.

## Xerath
Voix originale : Michael McConnohie
Voix française : Jérôme Pauwels
Xerath, Mage suprême.

## Xin Zhao
Voix originale : Richard Epcar
Voix française : Patrick Béthune
Xin Zhao, Sénéchal de Demacia. Libéré par Demacia alors qu'il était prisonnier dans une arène de Noxus.

## Yasuo

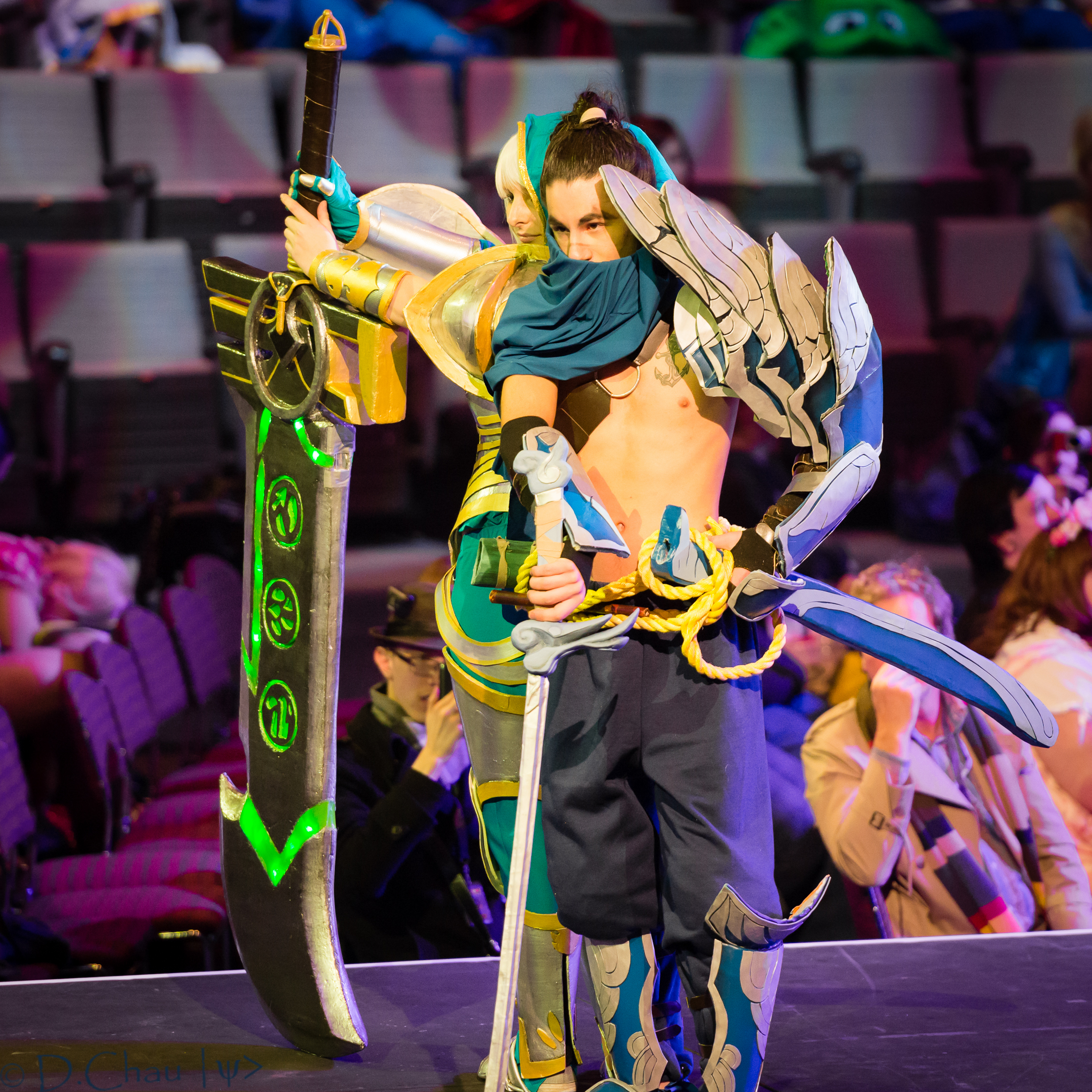
Cosplay de Yasuo (au premier plan de l'image) à 2014.

Voix originale : Liam O'Brien
Voix française : Loïc Houdré (Anciennement Patrick Béthune)
Yasuo, Disgracié. Chassé de chez lui, accusé à tort d'un meurtre envers l'un des siens, il parcourt le monde à la recherche du véritable coupable. Frère de Yone.
Personnage jouable dans le spin-off Ruined King : A League of legends story.

## Yorick

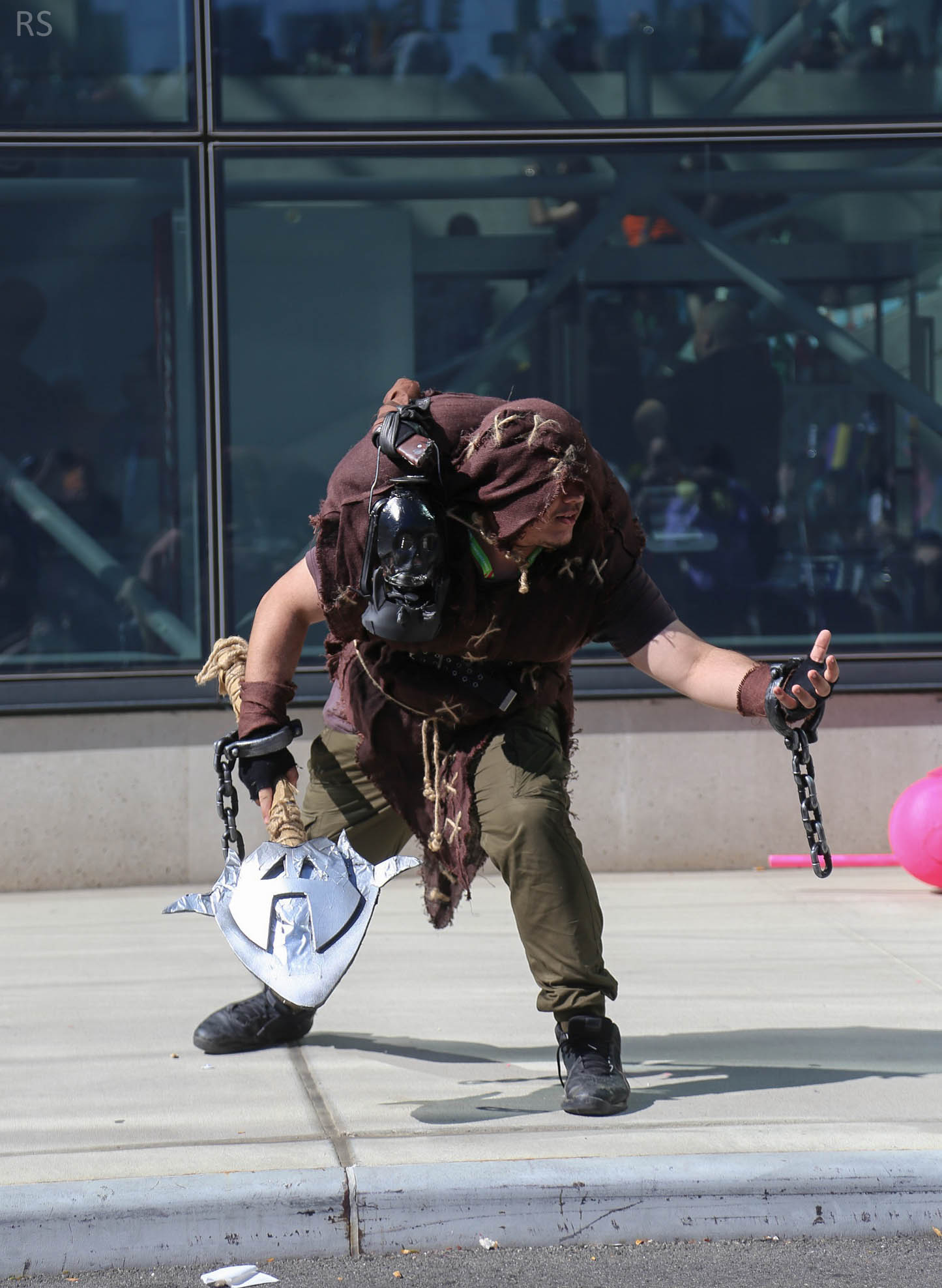
Cosplay de Yorick à la New York Comic Con 2015.

Voix originale : Inconnue
Voix française : Philippe Roullier
Yorick, Fossoyeur.

## Yone

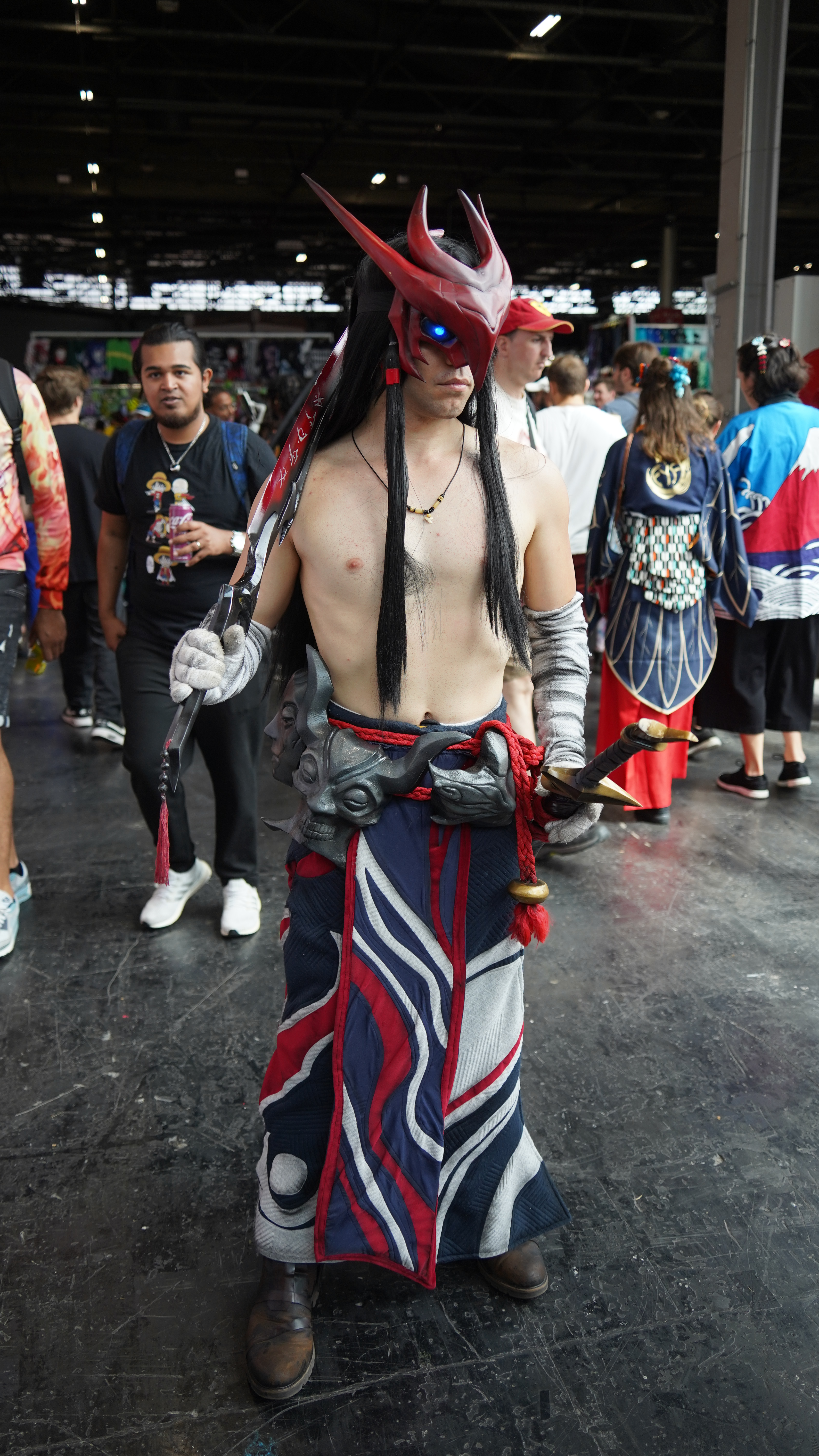
Cosplay de Yone à la Japan Expo 2023.

Voix originale : Noshir Dalal
Voix française : Stéphane Fourreau
Yone, Inoublié. Frère de Yasuo.

## Yuumi
Voix originale : Cassandra Lee Morris
Voix française : Caroline Combes
Yuumi, Gardienne du Grimoire. Familier Yordle, à la recherche de sa maîtresse disparue.

## Zac
Voix originale : Inconnue
Voix française : Marc Brunet
Zac, Arme Secrète, fut conçu dans un laboratoire militaire de la ville de Zaun. Son nom est l'acronyme de « Zaunien Amorphe de Combat ». C'est une sorte de bonhomme de slime vert.

## Zed
Voix originale : Donny James Lucas
Voix française : Patrice Baudrier
Zed, Maître des Ombres. Ennemi juré de Shen, il s'est laissé tenter par un pouvoir obscur mais puissant et fut alors banni de son clan. Il est revenu afin de tuer tous les disciples et leur maître, le père de Shen, ce dernier étant intervenu trop tard.

## Zeri
Voix originale : Vanille Velasquez
Voix française : Camille Donda
Zeri, l'étincelle de Zaun.

## Ziggs

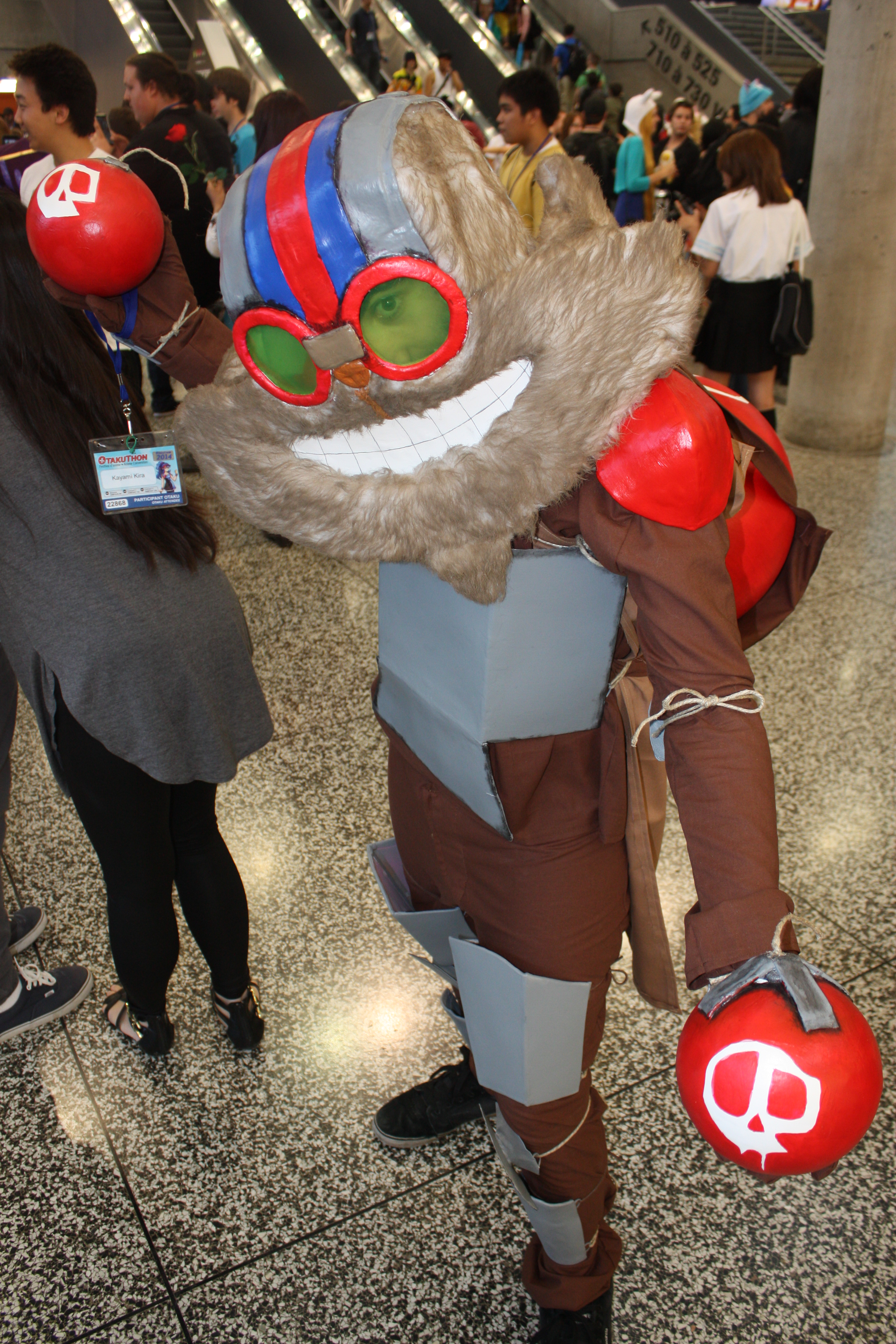
Cosplay de Ziggs à l'Otakuthon 2014.

Voix originale : Alessandro Juliani
Voix française : Yann Pichon
Ziggs, Expert des explosifs. Yordle.
Personnage jouable dans le spin-off Hextech Mayhem : A League of legends story.

## Zilean
Voix originale : Inconnue
Voix française : Pierre Dourlens
Zilean, Gardien du Temps. Dernier survivant de la citadelle de Urtistan.

## Zoé
Voix originale : Erica Lindbeck
Voix française : Kelly Marot
Zoé, Manifestation du Crépuscule. Amoureuse de Ezreal, elle en veut énormément à Lux.

## Zyra
Voix originale : Karen Strassman
Voix française : Nathalie Homs
Zyra, Dame aux Ronces.